# Dardilly
Dardilly [daʁdiji]  est une commune française située dans la métropole de Lyon, au sein du département du Rhône, en région Auvergne-Rhône-Alpes.

## Géographie
Dardilly est une commune vallonnée de 1 399 hectares située dans la banlieue nord-ouest de Lyon. Elle se distingue par son cadre de vie naturel et sa proximité avec le centre de Lyon.

### Lieux-dits et écarts

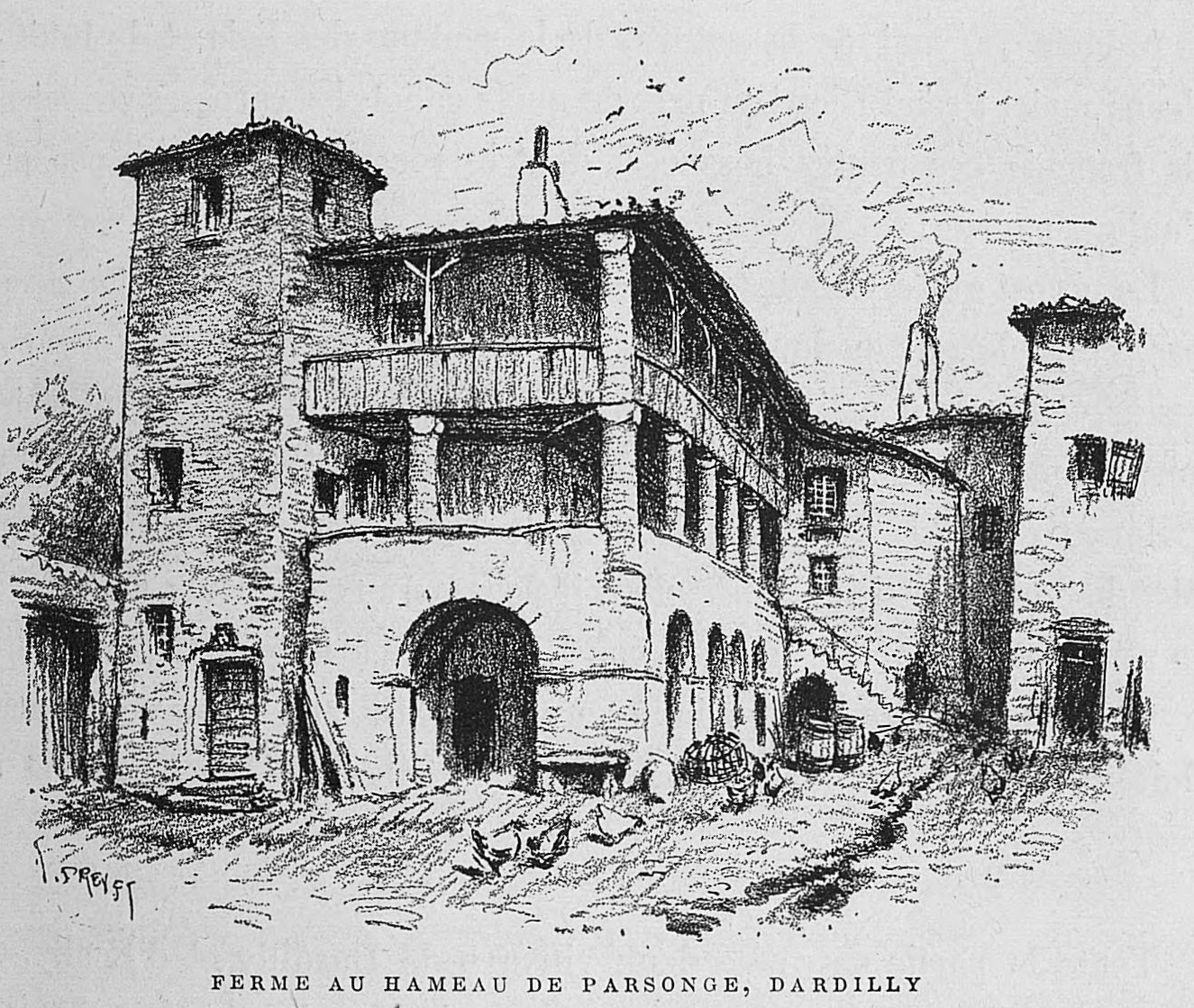
Ferme au hameau de Parsonge dessinée par Joannès Drevet (1854–1940).

### Communes limitrophes
| Dommartin           | Lissieu                         |                        |
| La Tour-de-Salvagny | Dardilly                        | Limonest               |
|                     | Charbonnières-les-Bains, Écully | Champagne-au-Mont-d'Or |

### Relief
L'altitude varie entre 260 mètres et 390 mètres permettant des points de vue sur les monts d'Or, les monts du Lyonnais et par temps clair sur les Alpes, du Vercors jusqu'au mont Blanc.

### Hydrographie
Dardilly recouvre trois vallées orientées nord-sud : la vallée du ruisseau de la Beffe à l'ouest, la vallée du ruisseau des Planches et la vallée du ruisseau de Serres à l'est.

### Climat
Pour des articles plus généraux, voir Climat d'Auvergne-Rhône-Alpes et Climat du Rhône.
En 2010, le climat de la commune est de type climat océanique dégradé des plaines du Centre et du Nord, selon une étude du Centre national de la recherche scientifique s'appuyant sur une série de données couvrant la période 1971-2000. En 2020, Météo-France publie une typologie des climats de la France métropolitaine dans laquelle la commune est exposée à un climat de montagne ou de marges de montagne et est dans la région climatique Nord-est du Massif Central, caractérisée par une pluviométrie annuelle de 800 à 1 200 mm, bien répartie dans l’année.
Pour la période 1971-2000, la température annuelle moyenne est de 11,3 °C, avec une amplitude thermique annuelle de 17,5 °C. Le cumul annuel moyen de précipitations est de 811 mm, avec 9,1 jours de précipitations en janvier et 6,6 jours en juillet. Pour la période 1991-2020, la température moyenne annuelle observée sur la station météorologique de Météo-France la plus proche, « Brindas », sur la commune de Brindas à 10 km à vol d'oiseau, est de 12,2 °C et le cumul annuel moyen de précipitations est de 717,6 mm,. Pour l'avenir, les paramètres climatiques de la commune estimés pour 2050 selon différents scénarios d'émission de gaz à effet de serre sont consultables sur un site dédié publié par Météo-France en novembre 2022.

### Voies de communication et transports

#### Desserte routière
La commune est traversée à l'est par l'autoroute A6 et la route nationale 6 et à l'ouest par la route nationale 7.

#### Transports ferroviaires
La ville possède deux gares SNCF : gare de Dardilly-le-Jubin, aux pieds du lycée dans le quartier Porte de Lyon et gare de Dardilly-les-Mouilles, dans le quartier résidentiel, sur la section de ligne gare de Lyon-Saint-Paul / gare de Lozanne, qui fait partie de la ligne Paray-le-Monial - Givors.

#### Transports en commun
La ville de Dardilly est desservie en journée par plusieurs lignes du réseau TCL (Transports en commun lyonnais).

## Urbanisme

### Typologie
Au 1er janvier 2024, Dardilly est catégorisée ceinture urbaine, selon la nouvelle grille communale de densité à sept niveaux définie par l'Insee en 2022.
Elle appartient à l'unité urbaine de Lyon, une agglomération inter-départementale regroupant 123  communes, dont elle est une commune de la banlieue,,. Par ailleurs la commune fait partie de l'aire d'attraction de Lyon, dont elle est une commune de la couronne,. Cette aire, qui regroupe 397 communes, est catégorisée dans les aires de 700 000 habitants ou plus (hors Paris),.

### Occupation des sols
L'occupation des sols de la commune, telle qu'elle ressort de la base de données européenne d’occupation biophysique des sols Corine Land Cover (CLC), est marquée par l'importance des territoires artificialisés (49,4 % en 2018), en augmentation par rapport à 1990 (37 %). La répartition détaillée en 2018 est la suivante : 
zones urbanisées (32,7 %), zones agricoles hétérogènes (25,8 %), forêts (14,8 %), zones industrielles ou commerciales et réseaux de communication (12,7 %), prairies (9,9 %), espaces verts artificialisés, non agricoles (3,7 %), mines, décharges et chantiers (0,3 %). L'évolution de l’occupation des sols de la commune et de ses infrastructures peut être observée sur les différentes représentations cartographiques du territoire : la carte de Cassini (XVIIIe siècle), la carte d'état-major (1820-1866) et les cartes ou photos aériennes de l'IGN pour la période actuelle (1950 à aujourd'hui).

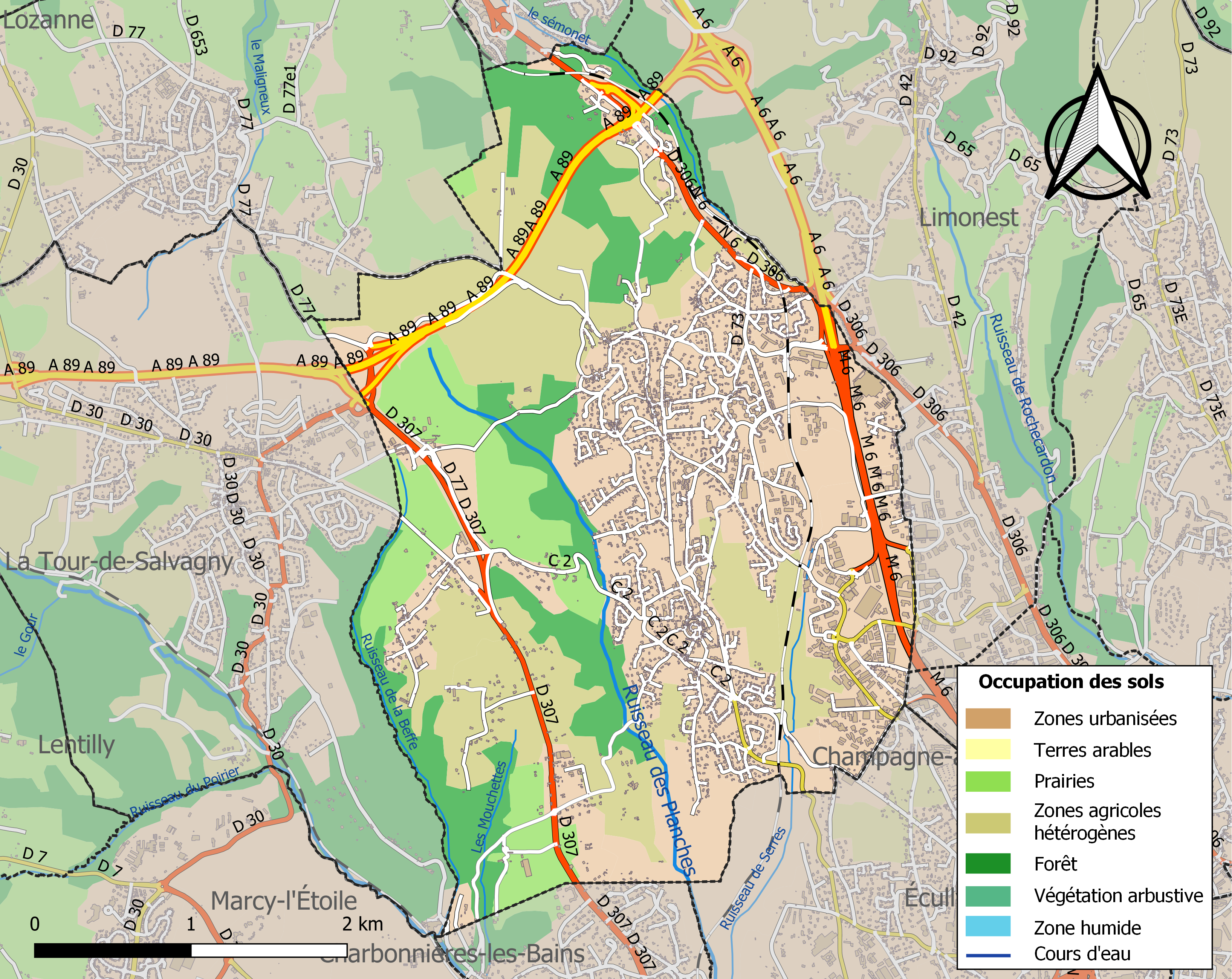
Carte des infrastructures et de l'occupation des sols de la commune en 2018 (CLC).

## Toponymie
Le nom de la commune viendrait de dard (du latin : dardus), représentant une arme blanche pointue.

## Histoire

### Une personnalité géographique originale
Le territoire de Dardilly fait partie du plateau lyonnais. (Par cette expression, les géographes désignent le gradin intermédiaire entre les monts du Lyonnais à l’ouest et les plaines rhodaniennes à l’est, étiré du nord au sud sur une trentaine de km jusqu’au confluent du Gier avec le Rhône). Il en a les deux caractéristiques essentielles : la structure géologique de roches dures, granitiques et métamorphiques, qui est celle du Massif central ; une altitude soutenue autour de 300 à 400 mètres

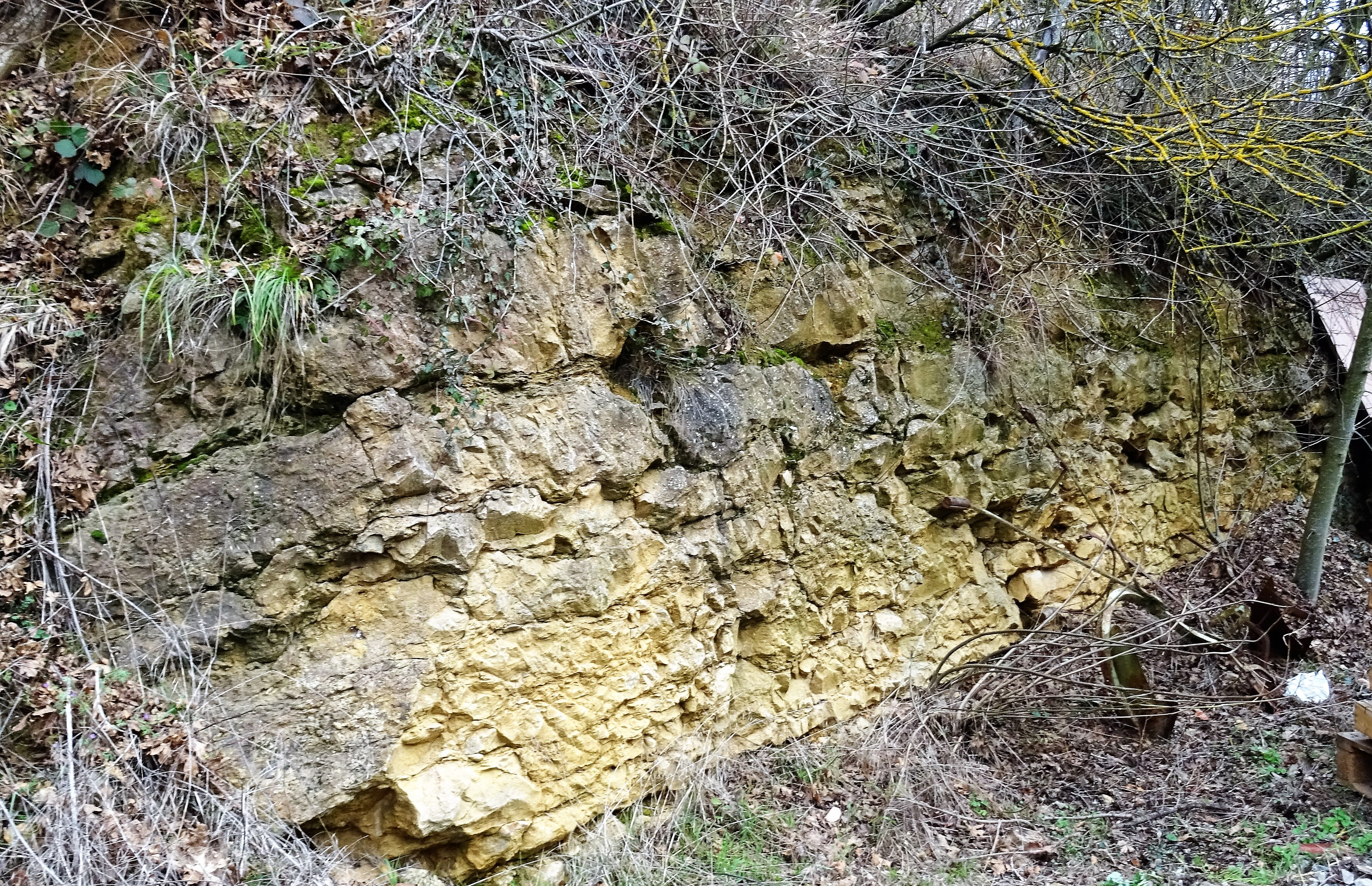
couche calcaire du Jurassique inférieur

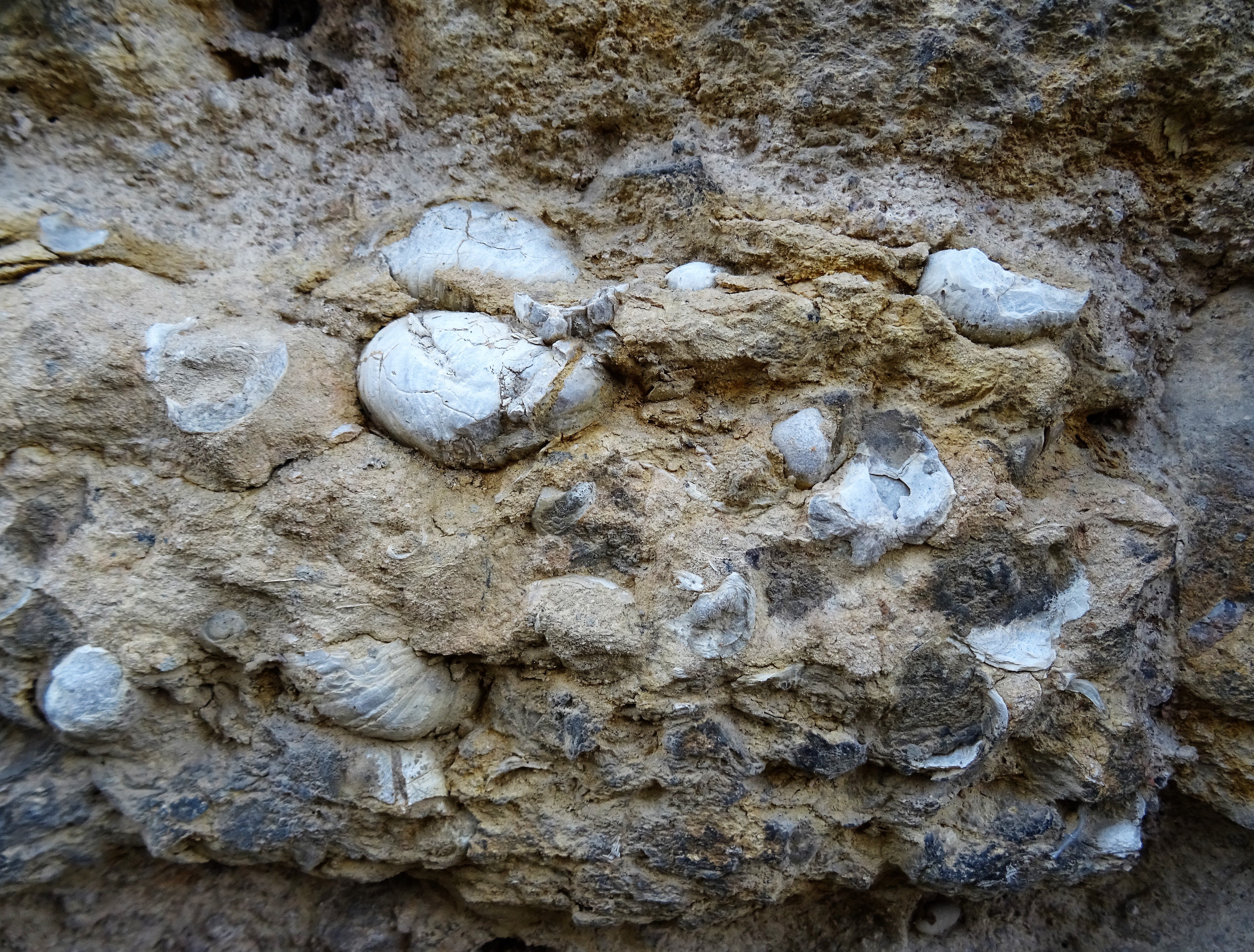
calcaire à gryphées

Dans la partie sud, ce socle est voilé par une mince couche d’alluvions argileuses et caillouteuses, héritage du Quaternaire. Mais, dans la moitié nord, il est recouvert par les mêmes couches sédimentaires du Jurassique inférieur qui forment la masse des monts d’Or. L’érosion a détaché de ceux-ci à la fois une petite pastille sur laquelle est édifié le bourg avec son église et surtout la masse d’une véritable butte-témoin qui porte en son sommet le fort du Paillet où se trouve le point culminant de la commune (394 m). Parmi ces couches, on notera la présence du calcaire à gryphées (du nom de son fossile caractéristique). Il se présente sous la forme de plaques dont tire son nom le chemin des Pierres Blanche. On a pu les utiliser telles quelles comme murs de soutènement ou pour la consolidation des berges du ruisseau des Planches. Dans le passé des carriers en ont tiré de la pierre de taille comme leurs confrères de Saint-Fortunat au cœur des monts d’Or.

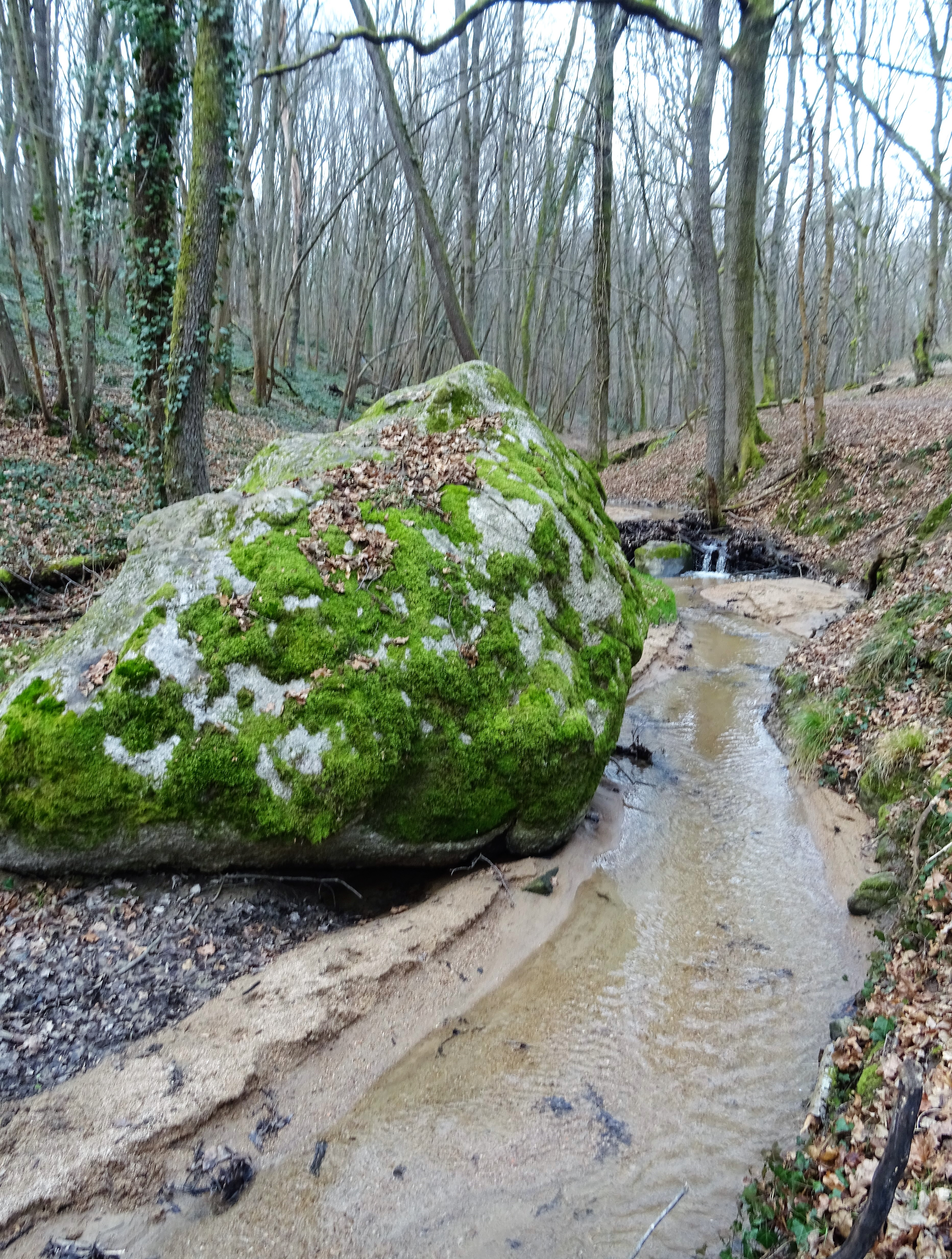
ruisseau de la Beffe

On peut contester le terme de plateau pour définir la topographie de la partie centrale de la commune : sa position en bordure lui a valu d’être attaquée par l’érosion régressive des ruisseaux et le relief s'y résout plutôt en lanière. Telle est bien l’impression dominante lorsqu’on chemine sur l’artère centrale du fort du Paillet en direction du bourg et au-delà. Le ruisseau des Planches a approfondi son entaille. Il rejoint sur le territoire d’Ecully à travers la forêt le ruisseau des Serres sur sa gauche et tous deux continueront leur chemin jusqu’à la Saône à travers le quartier lyonnais de Vaise. Dans ce découpage, le ruisseau des Beffes joue un rôle plus marginal puisqu’il sert de limite avec la commune de la Tour de Salvagny. Il rejoindra l’Yzeron et donc le Rhône à travers la commune de Charbonnières qui lui donnera son nom. Plus anecdotique est le bref parcours du Semonet qui s’échappe vers le nord en direction de l’Azergues : il ne vaut d’être signalé que parce qu’il permet de mieux comprendre la position stratégique du fort du Paillet.

### La nuit des origines

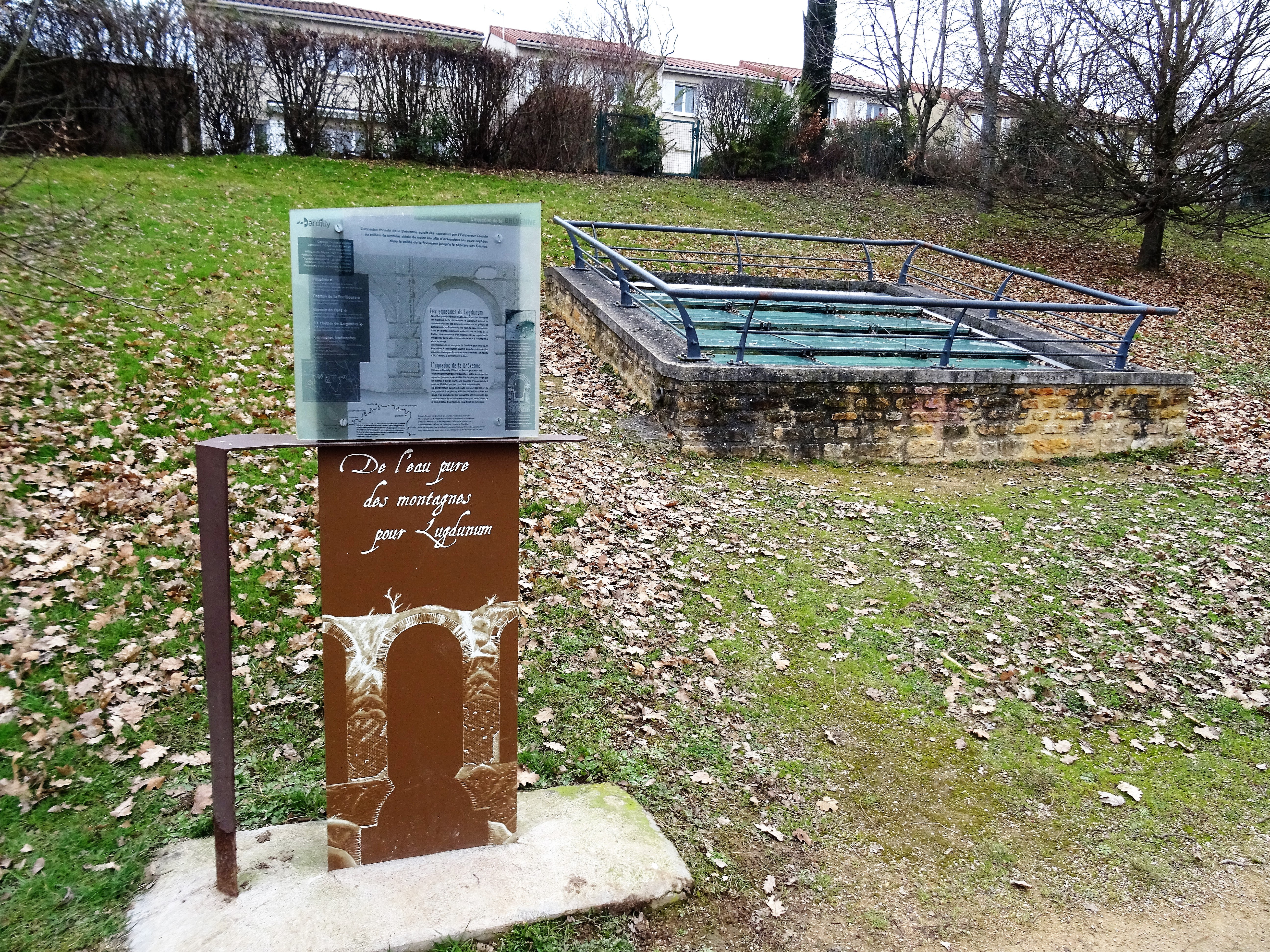
vestiges de l'aqueduc de la Brévenne

Il ne nous reste que peu de traces d’une présence humaine sur le territoire de Dardilly avant le XIIIe siècle. Le seul témoignage que nous conservions de la Préhistoire est une hache vert foncée en pierre polie découverte au XIXe siècle dans le bois des Serres, datant donc du Néolithique,. Alors que la romanisation a si fortement marqué les premiers siècles de notre ère depuis la fondation de Lugdunum, il a fallu de patientes recherches pour retrouver des vestiges de l’aqueduc de la Brévenne créé aux temps de l’empereur Claude pour l’alimentation de Fourvière. « Son tracé, commandé par le relief, présente d’incessantes sinuosités, de sorte que le parcours sur Dardilly est long de 9 000 mètres alors que la distance en ligne droite n’est que de 3 300 mètres d’une extrémité à l’autre ». À défaut de vestiges véritables le souvenir en est conservé dans le parc des Noyeraies par le nom de l'espace culturel de l'Aqueduc et un panneau d'information à proximité d'une trappe vitrée protégeant quelques restes. Quant au nom même Darciliacus de la commune, il apparait pour la première fois dans le cartulaire (recueil des chartes) de l’abbaye d’Ainay en 976. Cette terminaison en -acus transformée en -y est interprétée comme l’appropriation d’un territoire par un certain Darcilius aux temps gallo-romains.

### Du Moyen Âge à la Révolution

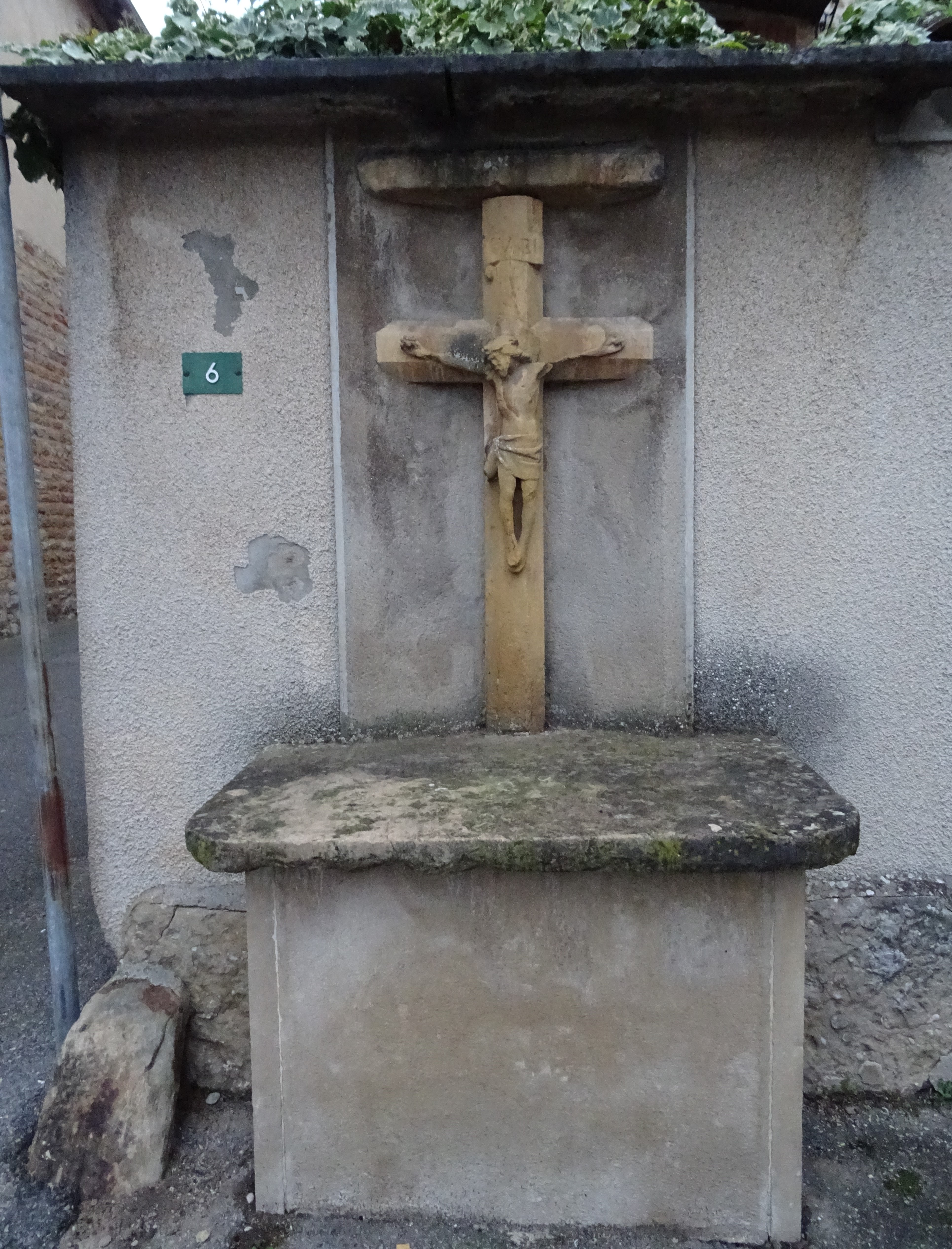
Croix du Bourg.

Le nom de Dardilly apparaît pour la première fois en tant que paroisse en 1133 dans un acte de restitution de Bérard, évêque de Macon à l’église d’Ainay. L’année 1210 est un autre repère essentiel. À cette date, l’archevêque de Lyon Renaud de Forez dans sa lutte pour contenir la poussée des sieurs de Beaujeu organise une ligne de défense. Dardilly en fait partie, entre Lentilly à l’ouest et Anse à l’est. « Une muraille d’un mètre trente d’épaisseur sur cinq mètres de haut…entourée d’un fossé et dessinant une sorte d’ellipse à vingt pans protégea désormais le sommet de la butte » (le bourg actuel). Le récit de la vie à Dardilly jusqu’au début du XIXe siècle laisse sur une double impression. D’une part, les grandes épreuves ont été épargnées à sa population. Quand sévissaient les bandes armées pendant la Guerre de Cent Ans entre 1356 et 1369, le renforcement de la défense du bourg semble avoir été efficace. Les habitants avaient été amenés à participer aux dépenses à raison d’un vingtième de leurs revenus, d’où l’appellation de vingtain de l’enceinte fortifiée. Par la suite, à l’inverse de la ville de Lyon, Dardilly a été épargné par les événements sanglants pendant les guerres de religion ou, sous la Révolution, pendant la Terreur en 1793. Il faut dire que cette cellule humaine se fait oublier par sa modeste importance. Ainsi, lorsque, en 1365, le chapitre de chanoines de Saint-Jean lève un impôt spécial pour obtenir la libération d’Anse par les bandes de pillards dont il vient d’être question, parmi toutes les paroisses, c’est Dardilly qui, avec 10 francs, doit s’acquitter de la plus faible contribution. La population de la vingtaine de maisons adossées au rempart autour de l’église Saint-Pancrace et celle des petits hameaux dispersés aux quatre coins du territoire ne constituent pas une communauté revendicative de ses droits en tant que telle. Le fait dominant est, d’autre part, l’omniprésence des Lyonnais. C’est le clergé qui exerce son autorité. « Au XIIe siècle, les archevêques de Lyon acquirent des terres et des dîmes à Dardilly. Ils étaient seigneurs de la paroisse et, à ce titre, y exerçaient la justice. Ils nommaient aussi le desservant de ce village ». La quasi-totalité des autorités religieuses jouissait aussi de droits sur des biens-fonds de la commune tant en ce qui concerne le clergé séculier (les chapitres de chanoines des différentes églises) que le clergé régulier des abbayes d’Ainay et de l’Ile-Barbe.

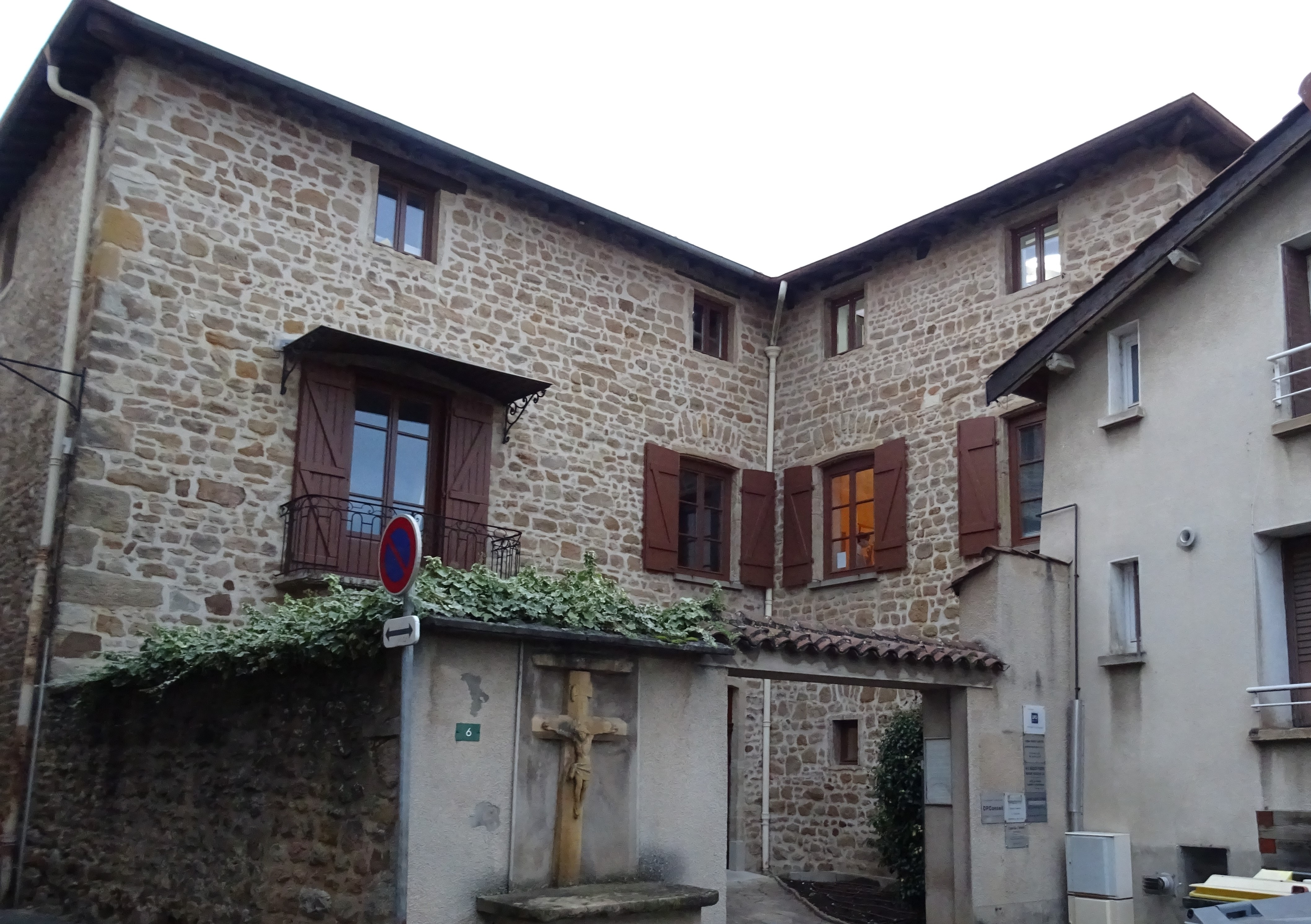
Ancien presbytère.

Près du terme de cette longue période, un élan de générosité témoigne d’une ferveur religieuse unanime. En 1758, le jeune et dynamique curé Rey achète un terrain à un Lyonnais et en fait don à la communauté, forte à l’époque de 1 300 habitants, « pour servir de presbytère à perpétuité ». La construction financée par des dons de Dardillois et de bourgeois lyonnais, commence en 1766. En fait, devenu bien national en 1790, par une décision de 1803, le bâtiment et ses dépendances devaient abriter la mairie et l’école de garçons, en même temps que le desservant de la paroisse et l’instituteur. Le curé y sera encore logé jusqu’en 1924, date à laquelle devait être construit un nouveau presbytère, une fois encore grâce à la générosité des fidèles. Alors que la vieille église devait être démolie en 1852, cette ancienne cure paroissiale reste le seul témoin au cœur du bourg de la vivacité des racines religieuses des Dardillois. Elle est constituée de deux corps de logis groupés en équerre et couverts d’un toit à quatre versants de faible pente avec une élévation d’un étage surmonté d’un comble. Au premier étage de la façade antérieure est, une porte fenêtre donne sur un balcon en fer forgé protégé d’une marquise. Dans le mur de clôture de la cour a été encastrée une croix datée du XVIIe siècle. Elle a été transférée de l’ancien cimetière. Un Christ auréolé y est sculpté dans la masse du calcaire de la croix elle-même,.
À partir de la Renaissance, ce sont les Lyonnais enrichis par le négoce qui multiplient les achats de terres et constituent des domaines autour de leurs maisons des champs. En 1766 on dénombrait 11 de ces résidences d'été dont la Crépillière, la Tisserande, le Paillet. Le cas évocateur le plus ancien est celui de Parsonge. Une fontaine alimentée par une source jaillissant à 1 m 50 de profondeur se cache derrière une construction cubique couverte de dalles en bâtière. Le faîtage du toit est surmonté d’une petite croix en calcaire gris. Cette fontaine nous fournit la principale information grâce au blason qui figure sur le claveau central de l’arc surbaissé au-dessus de la porte. C’est celui de Balthazar de Villars, seigneur de Laval à qui on attribue la fondation du manoir à la fin du XVIe siècle. Par la suite, impressionnante est la kyrielle d’acquéreurs lyonnais jusqu’à nos jours. Le style de construction est typiquement inspiré de la Toscane. La ressemblance est éclatante, du moins pour la partie centrale, avec le Petit Perron construit par le banquier florentin Antoine de Gondi sur ce qui faisait alors partie de la commune d’Oullins. Ce bâtiment d’habitation se présente comme une galerie à deux niveaux. Au-dessus d’une arcade en plein cintre comprenant cinq colonnes, le premier étage est lui-même rythmé par une série de colonnes qui supportent une seconde galerie en bois. Celle-ci est rythmée à son tour par des poteaux dans le prolongement des colonnes et soutenant le toit. La demeure est flanquée au sud-ouest par une tourelle carrée qui abrite un escalier à vis et domine le manoir d’un étage de guette. À l’est, presque perpendiculairement à la façade, les bâtiments d’exploitation sont de construction banale plus récente. Ils sont percés d’ouvertures cintrées ou rectangulaires avec linteau de bois ainsi que d’une rangée de cinq oculi sous le toit.

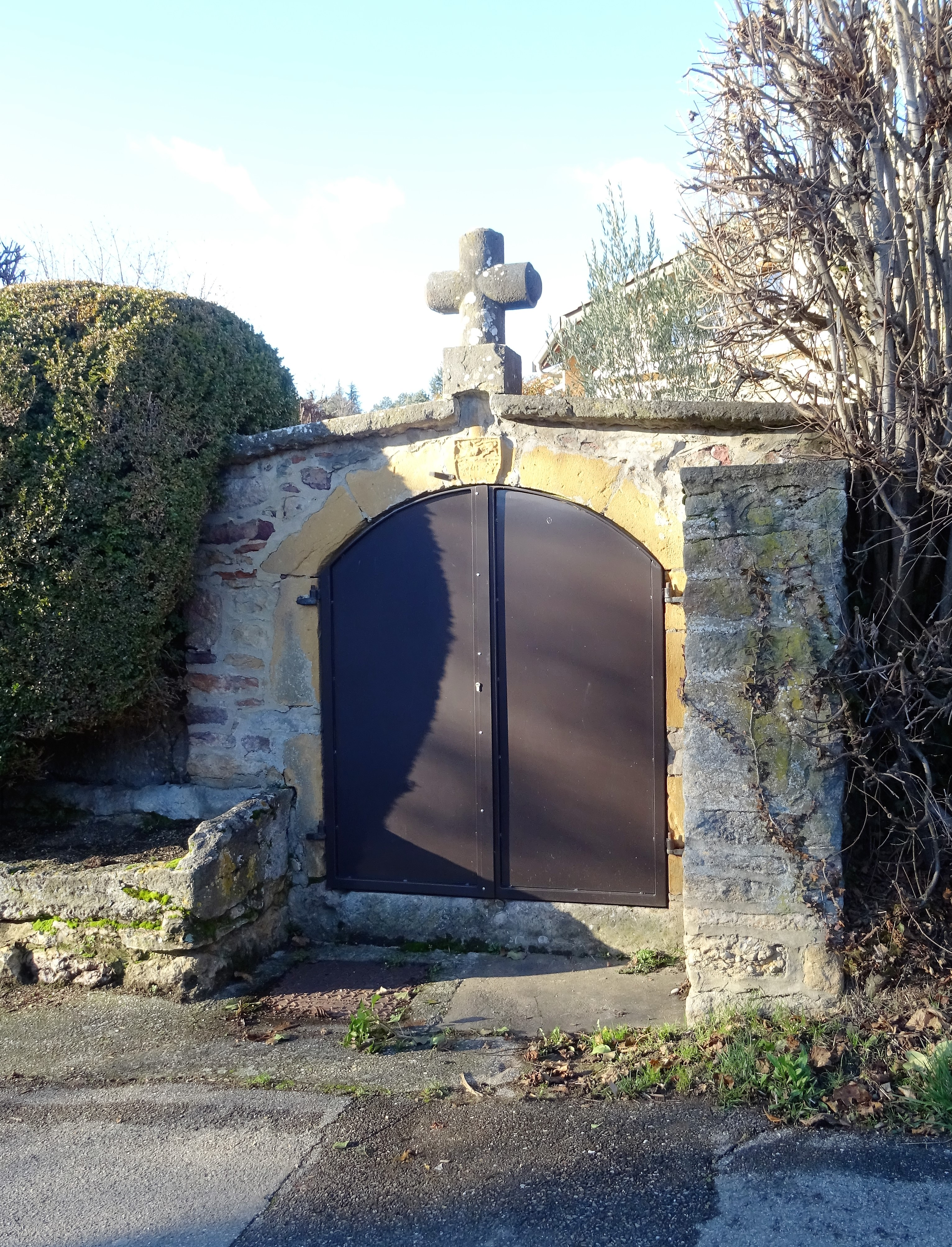
Fontaine de Parsange
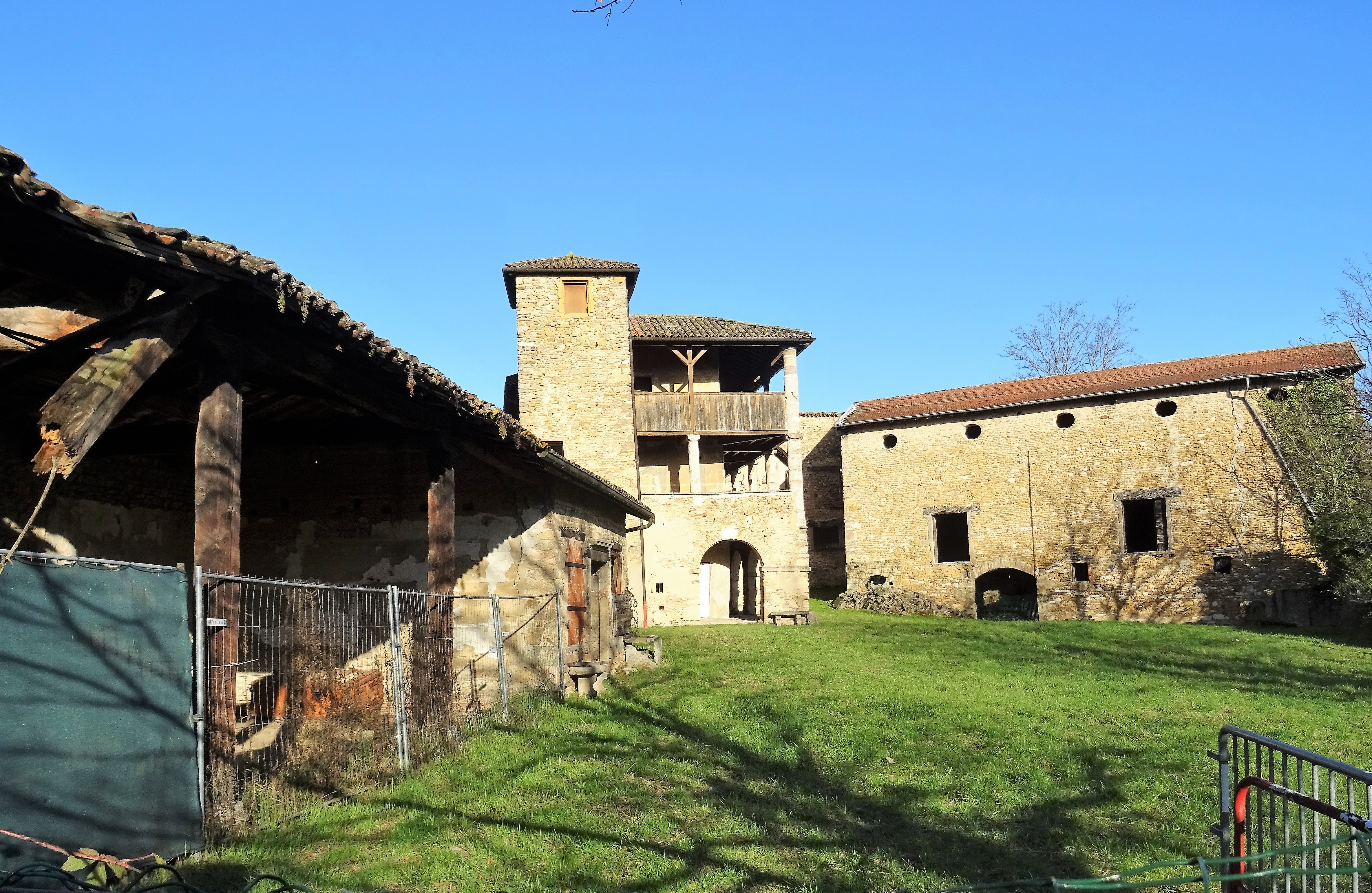
Parsange vue d'ensemble
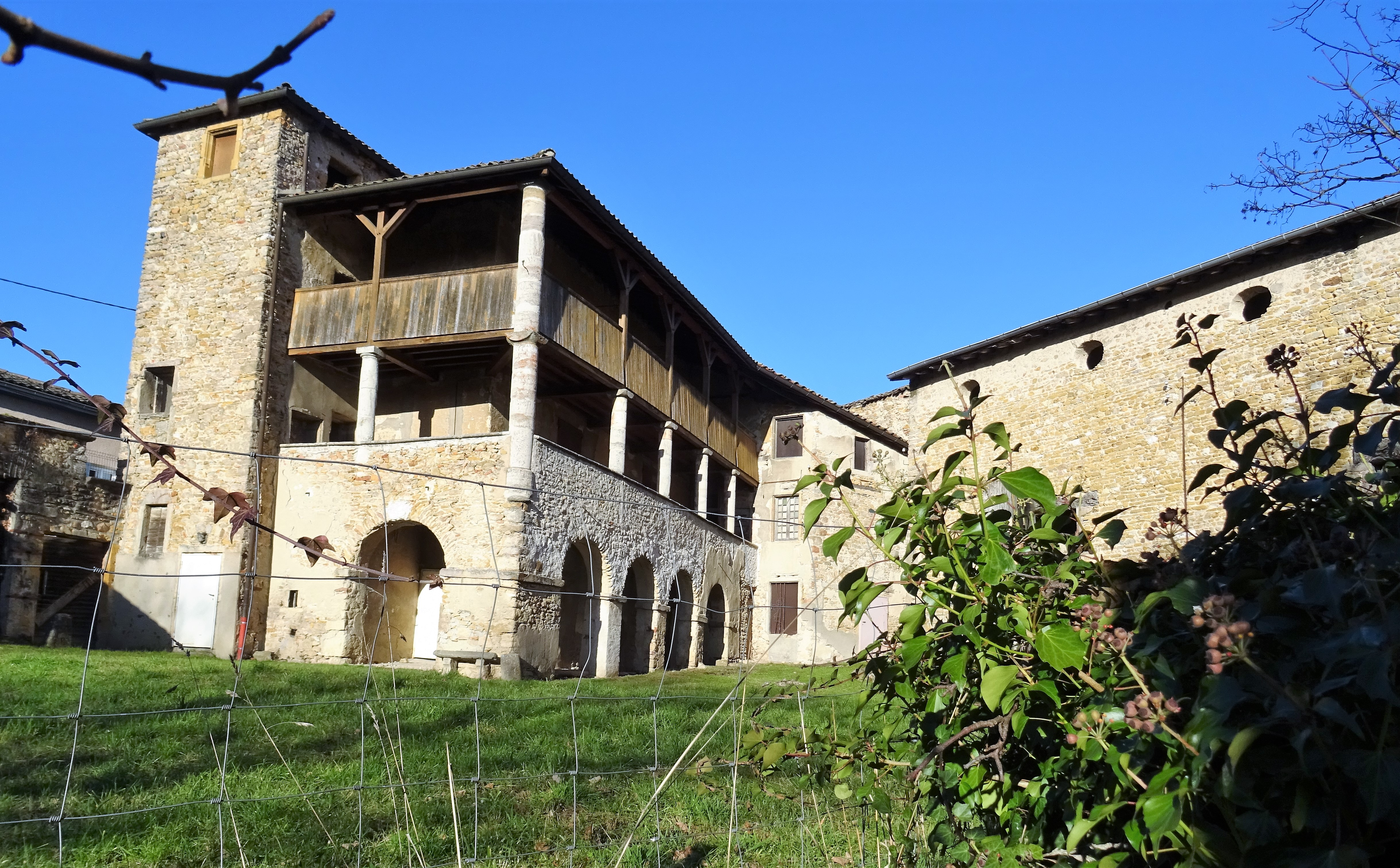
Parsange autre vue
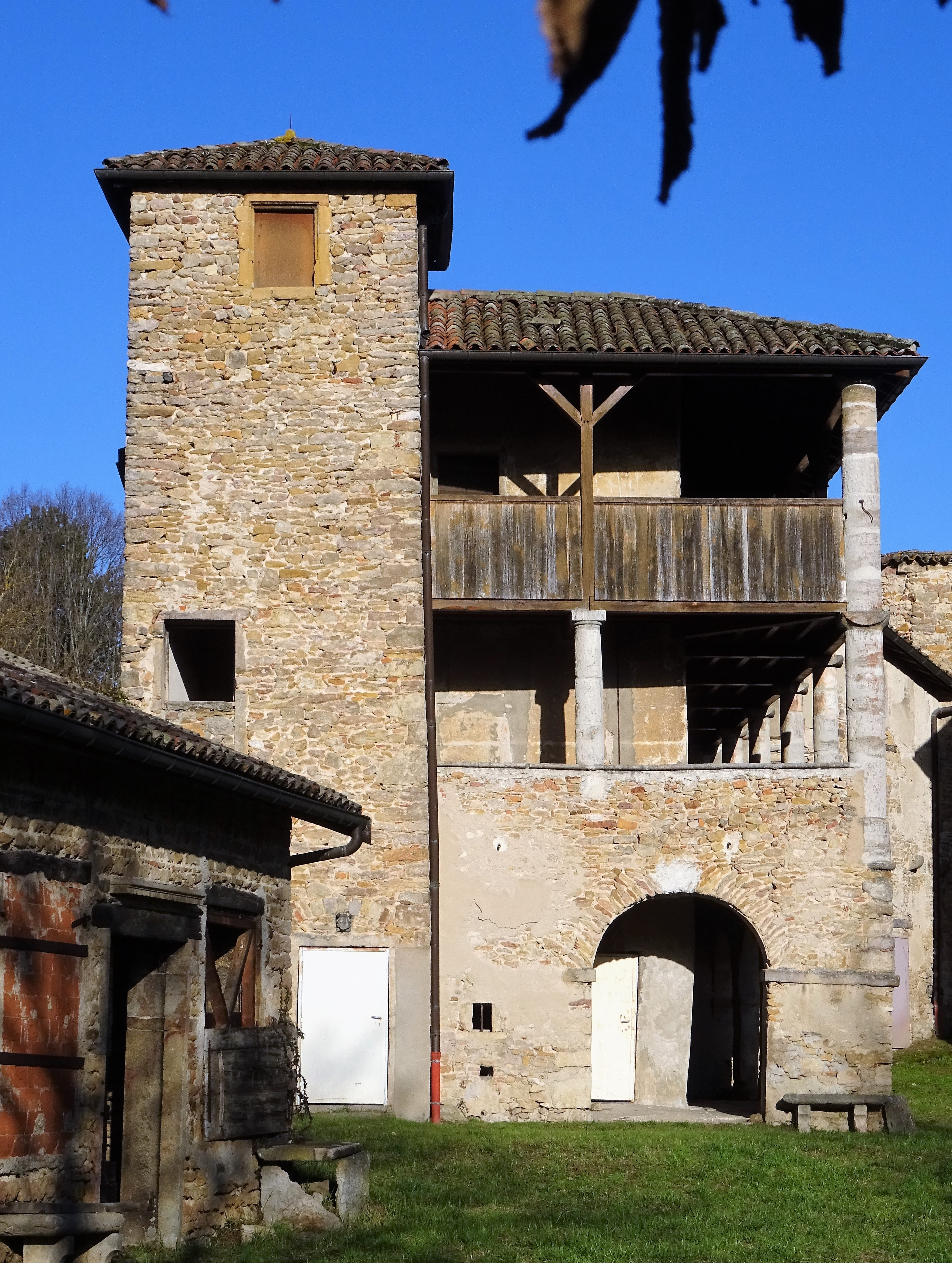
Tour de guette

Le château de Villedieu est situé à l’extrémité ouest de la commune, en limite de La-Tour-de-Salvagny. Ce n’est pas le bourgeois lyonnais premier propriétaire qui lui a donné son nom mais celui qui s’en est porté acquéreur en 1650, un marchand auvergnat du nom de Pécoil installé à Lyon, en souvenir du lieudit de son village natal dans le Puy-de-Dôme. Son fils devait devenir prévôt des marchands de la ville et accéder ainsi à la noblesse par la cloche avec droit de justice dans son fief ! Et pourtant, la construction du bâtiment qui mérite le terme de château n’a été construit qu’à partir de 1778 par un maître maçon creusois. Sa réfection date de 1934. La façade orientée au midi s’élève sur deux niveaux. Son sommet orné d’un bandeau mouluré se termine par une large corniche sous un toit à quatre versants de faible pente. Elle est rythmée par trois travées ajourées à chaque niveau de trois baies. La partie centrale encadrée de deux pilastres en bossage est surmontée d’un fronton triangulaire orné du blason rapporté des Pécoil. On accède à ce château par le côté ouest marqué d’une très ancienne tour engagée en demi hors-d’œuvre. Son rez-de-chaussée avait servi de prison aux temps où les Pécoil exerçaient leur droit seigneurial de justiciers ; le second étage était le pigeonnier, sous le toit plat sommé d’un pinacle de pierre orné d’un faîte sphérique. Dans le parc au-devant du château, la chapelle n’a été construite que beaucoup plus tard, en 1870. La façade néo-romane est épaulée de deux contreforts. Le portail mouluré est embelli d’une voussure décorée de sculptures. Il est surmonté d’un tympan triangulaire de calcaire jaune dans lequel est gravée une inscription à la louange de la Vierge Marie, mère de Dieu. Quatre étroites fenêtres en plein cintre éclairent la nef surmontée d’un toit aux versants à forte pente. On aura un dernier regard sur le romantique étang dans les eaux duquel se reflète un ancien lavoir,.

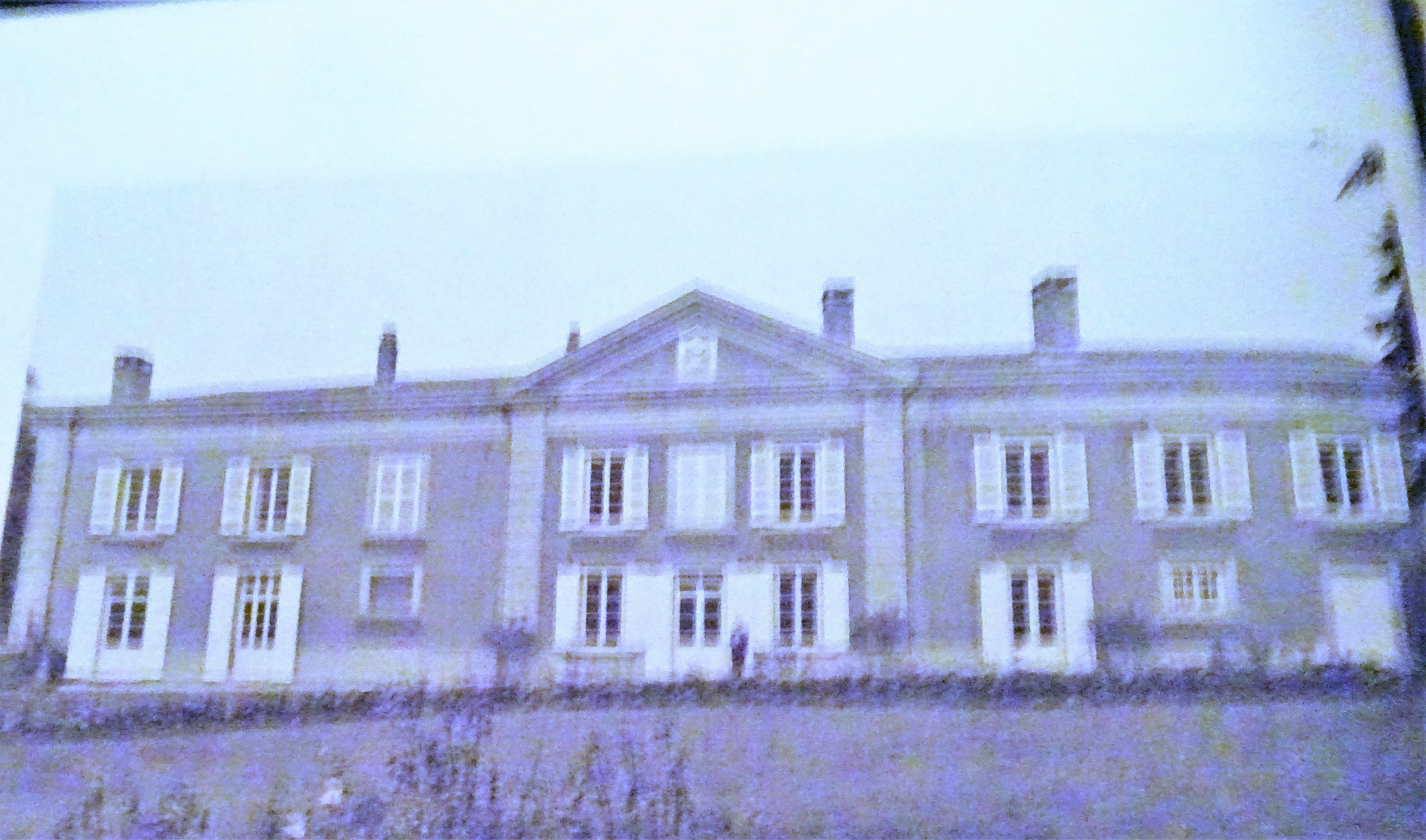
Façade du château de Villedieu
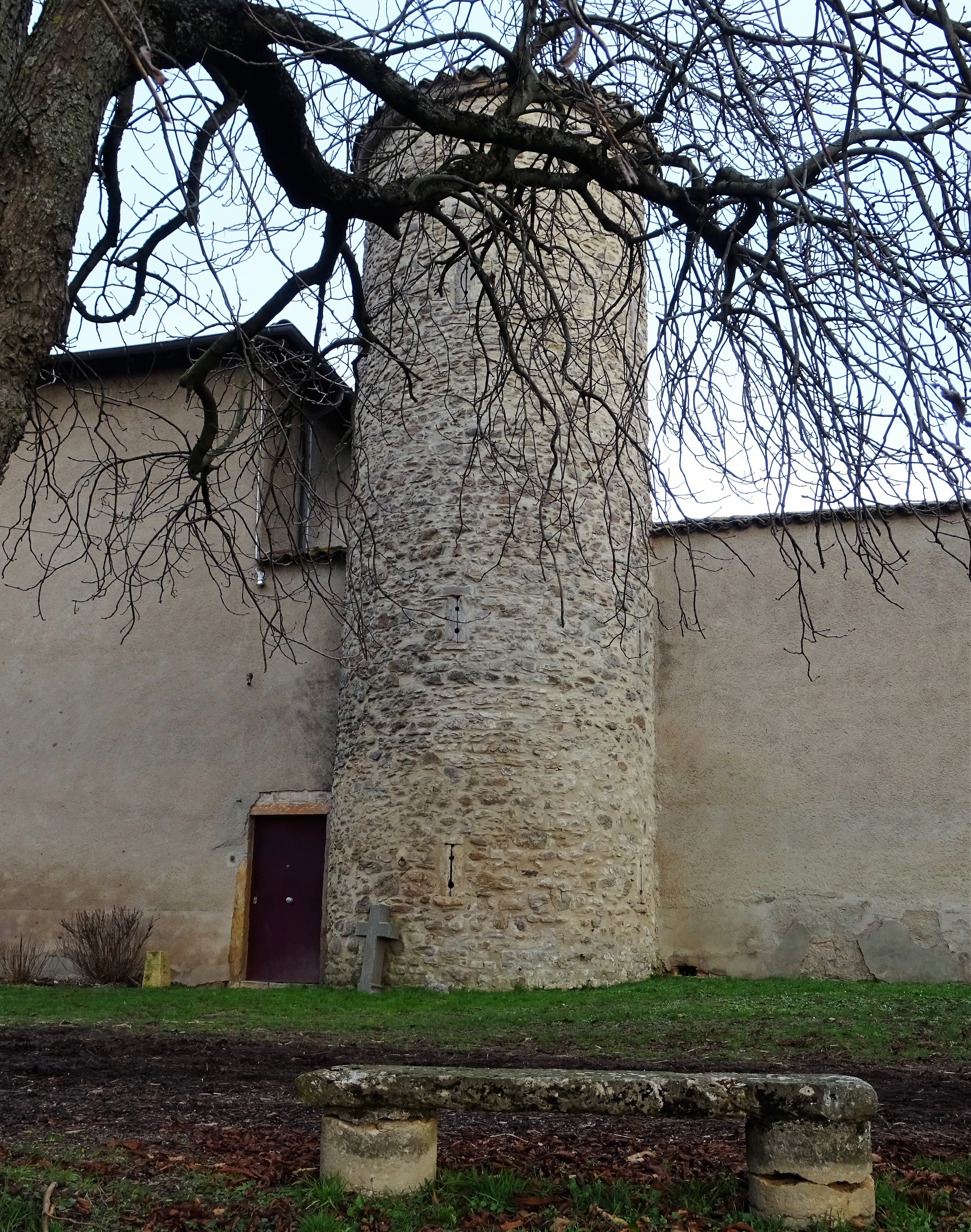
Ancienne tour
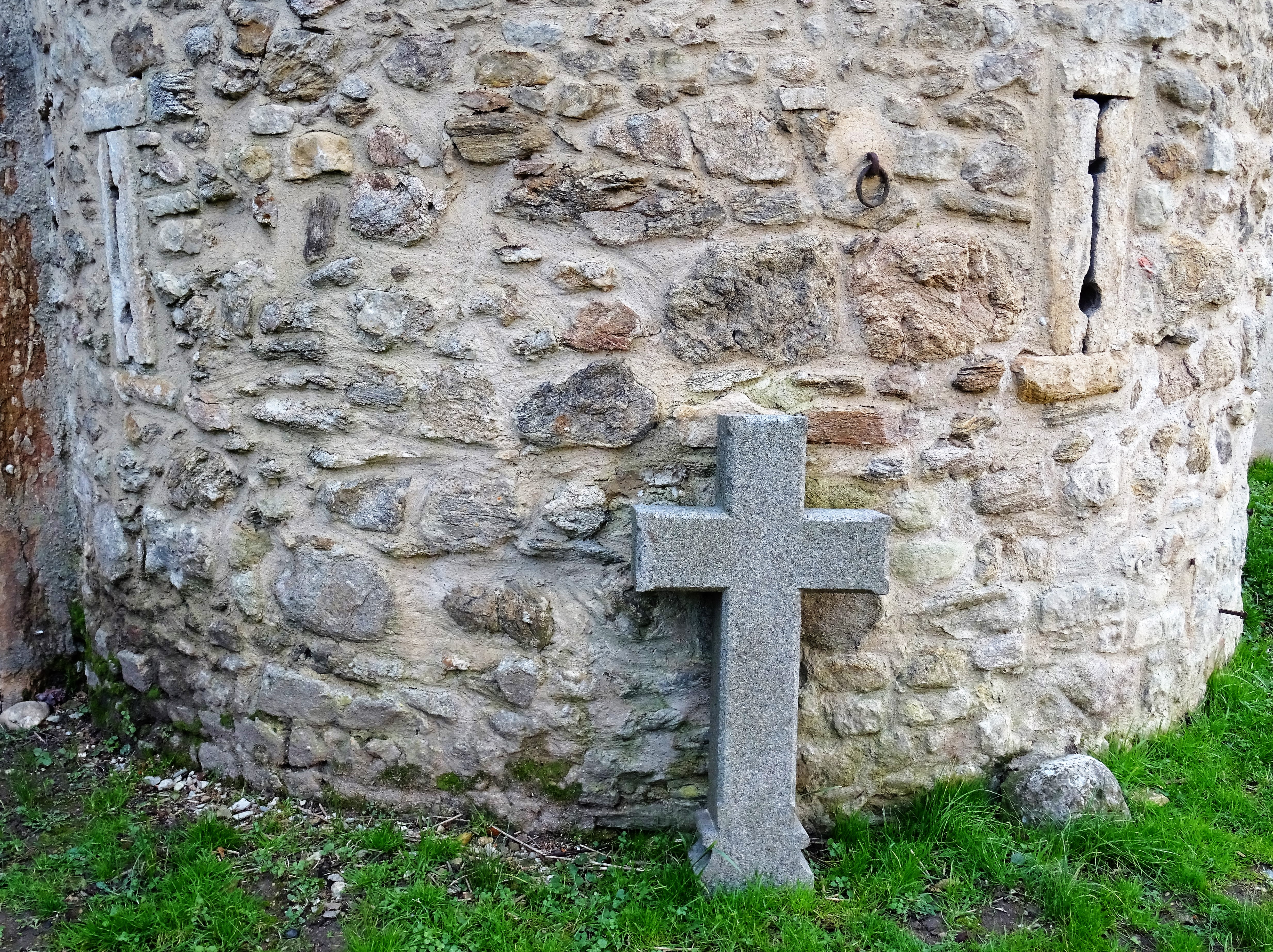
Base de la tour
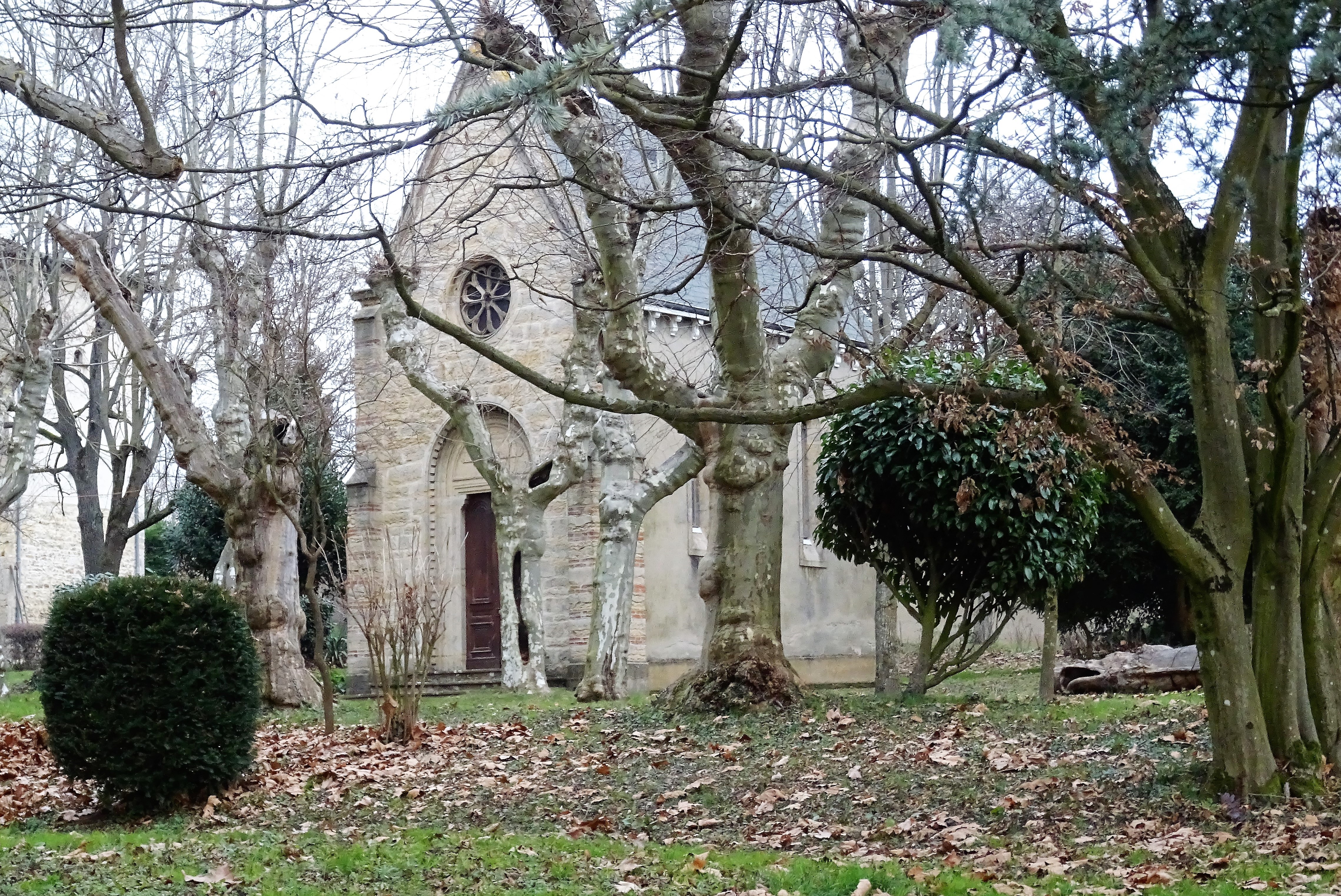
Chapelle de Villedieu
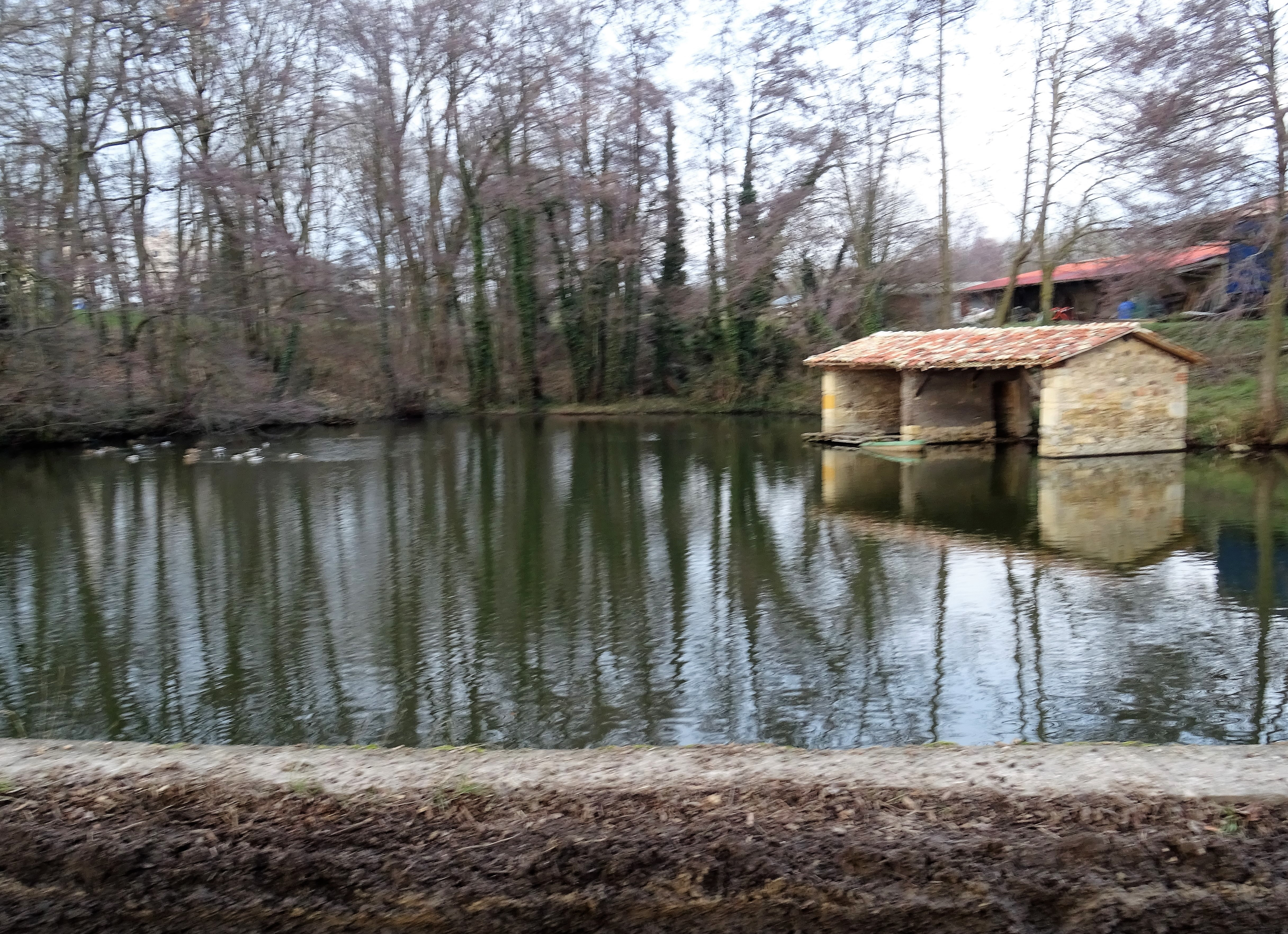
étang de Villedieu

### De 1800 à 1950
La commune de Dardilly comptait 1300 habitants en 1793, 1301 en 1850 et 1312 en 1946. À cette rigoureuse stabilité démographique correspondent des structures économiques et sociales inchangées pendant un siècle et demi !

#### Une foi à toutes les épreuves
Il n'est, pour s'en convaincre, que d'observer les nombreuses croix dans les coins les plus divers de la commune.

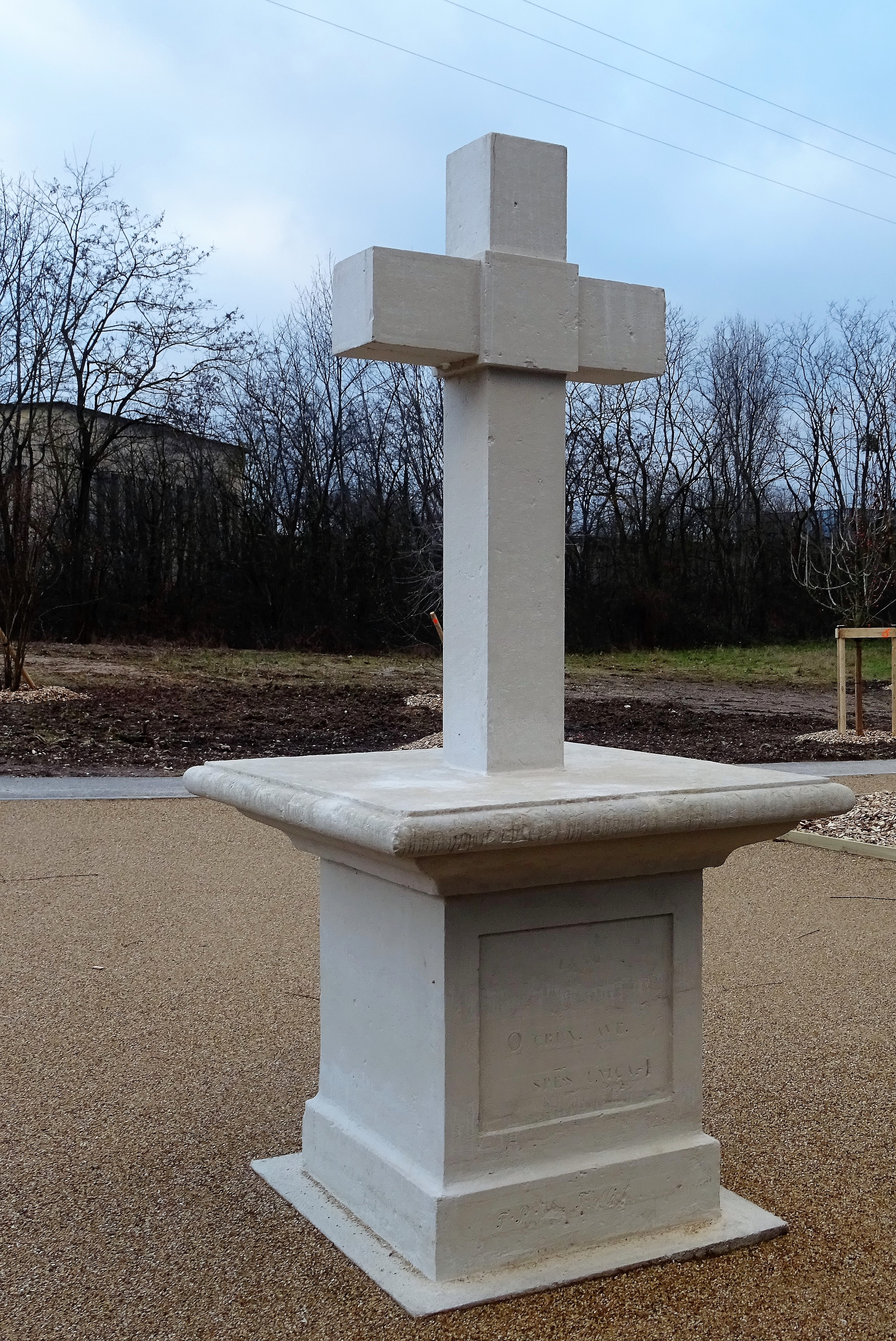
croix de Villedieu
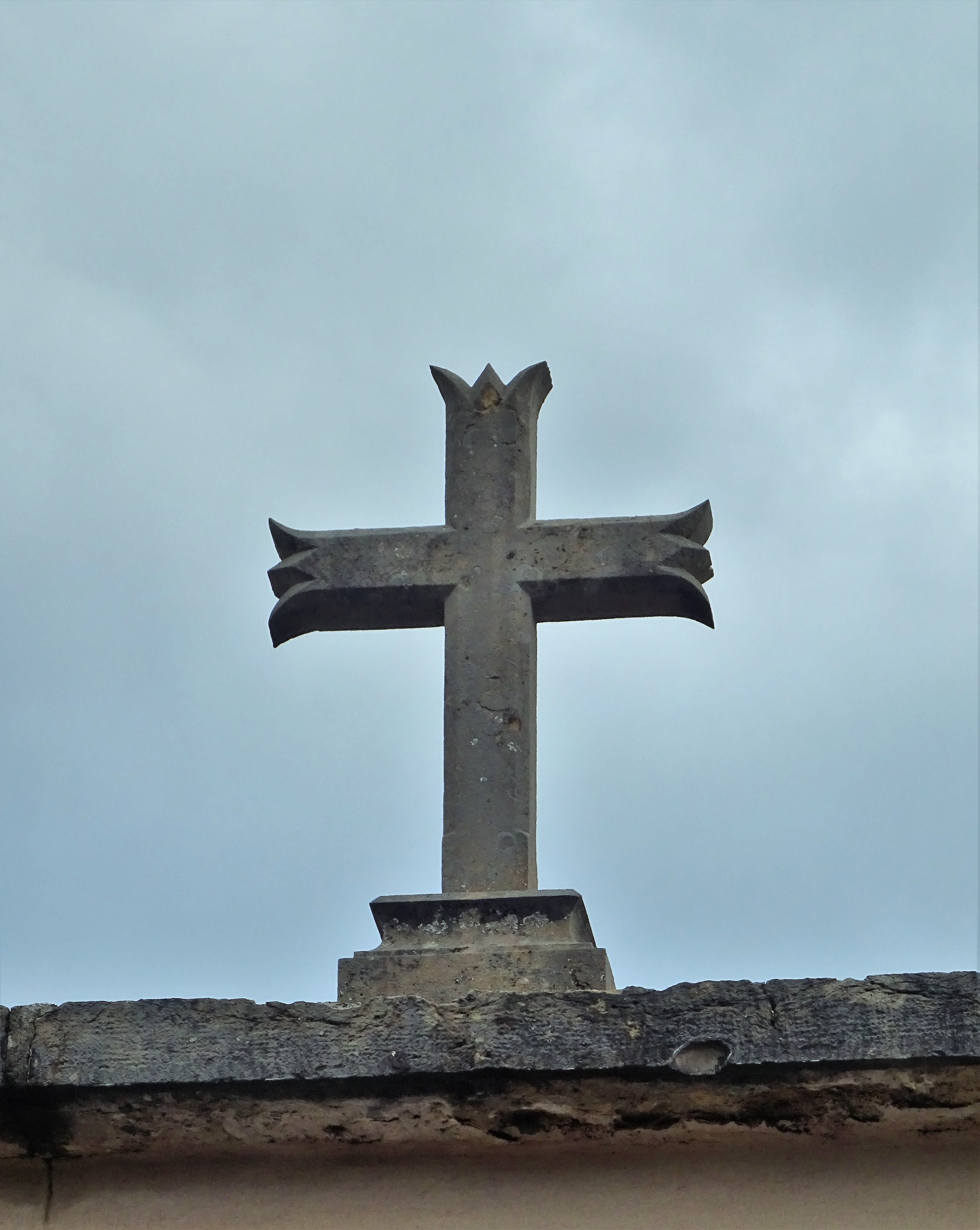
croix de l'école Saint-Joseph
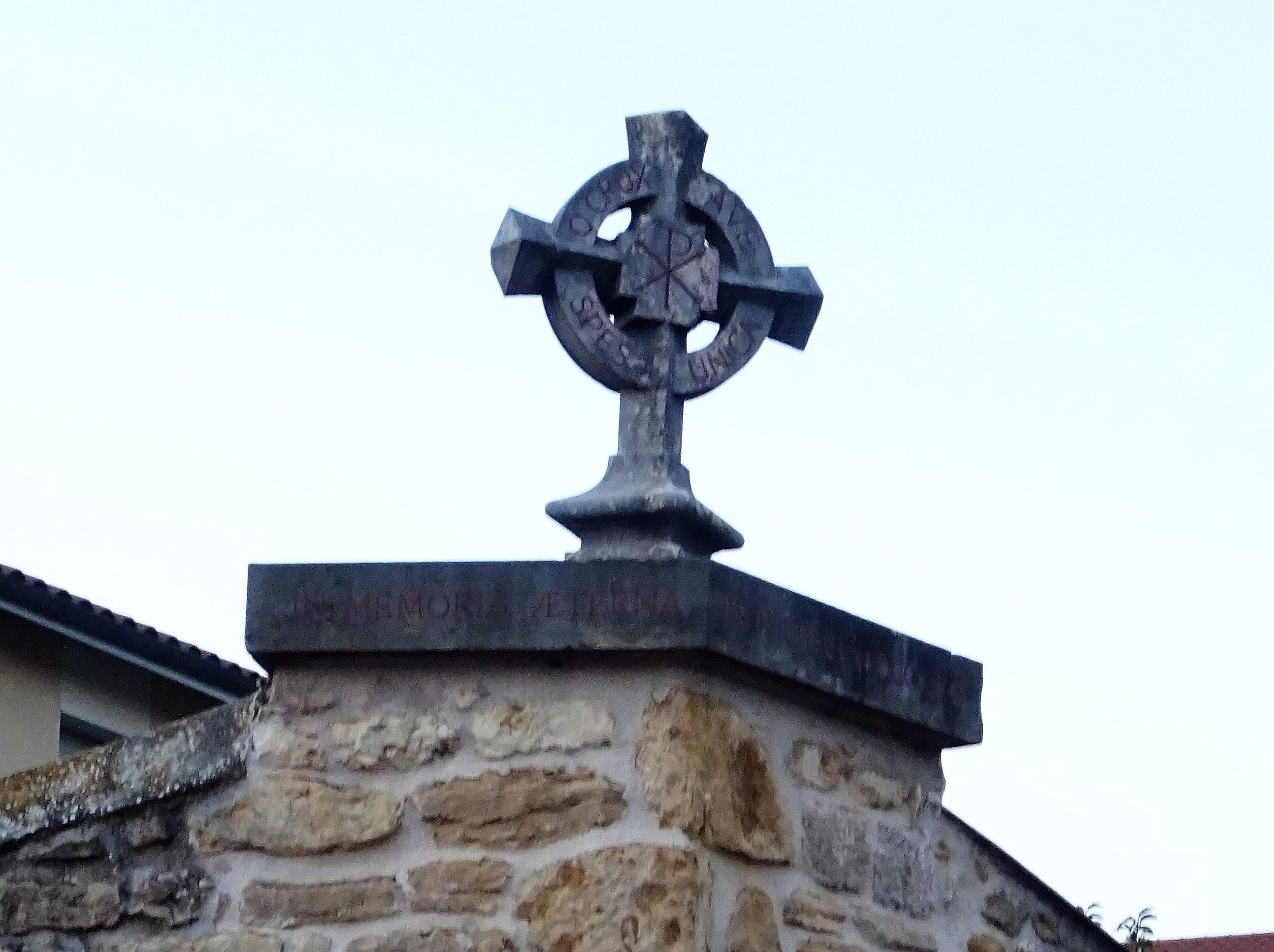
ave Crux spes unica mundi
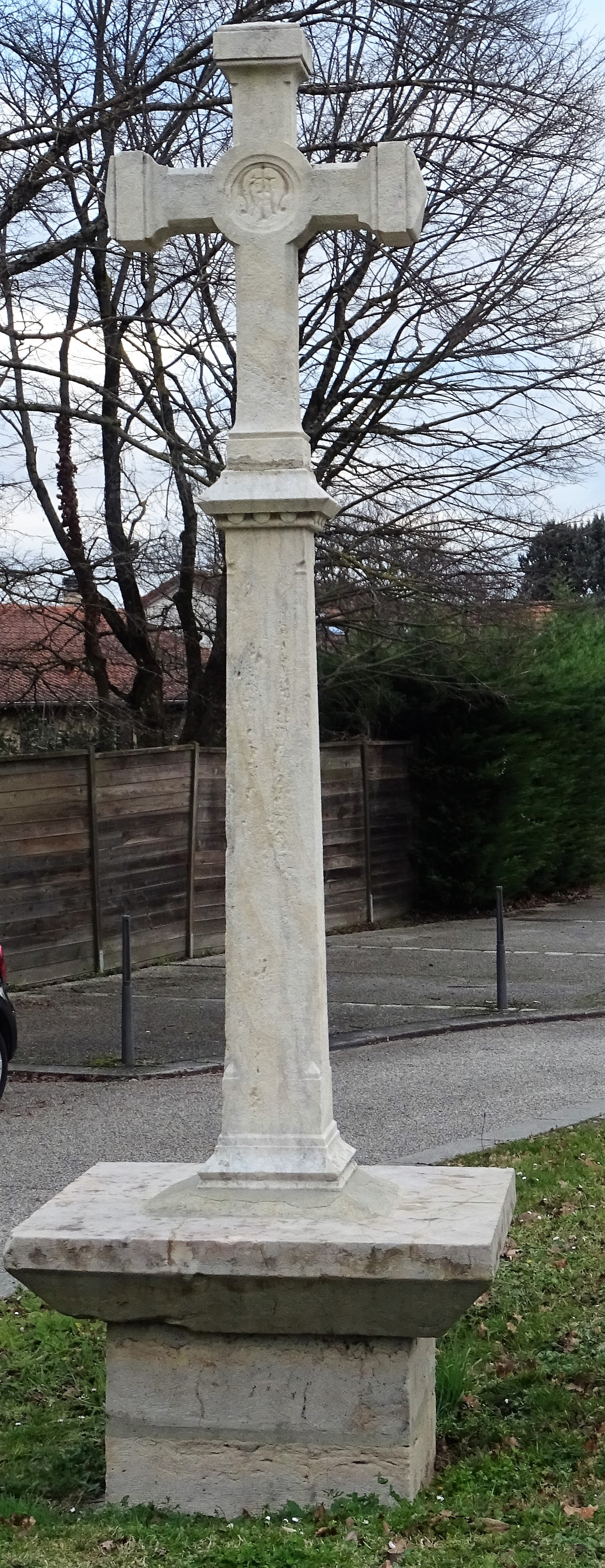
croix des Rameaux
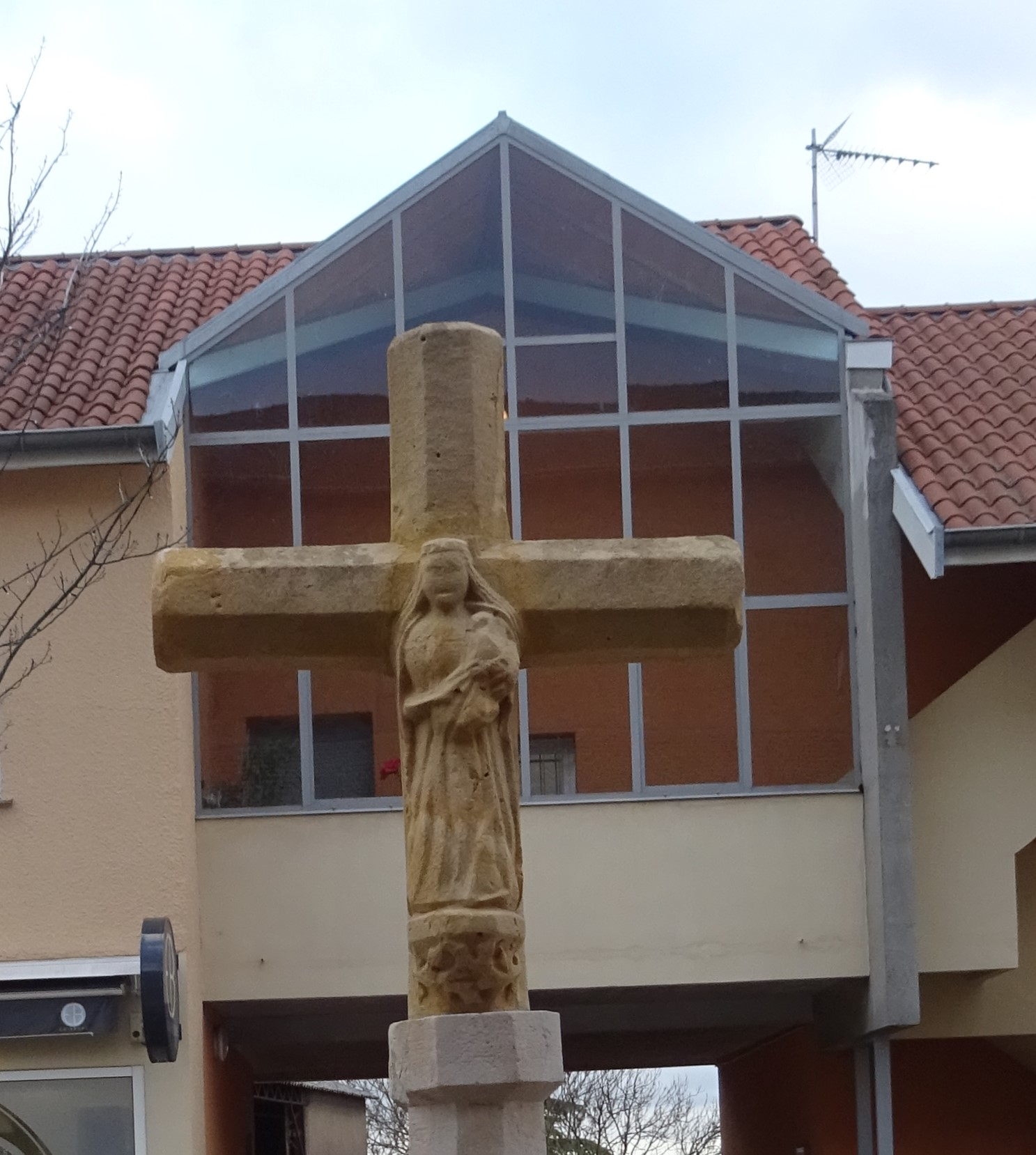
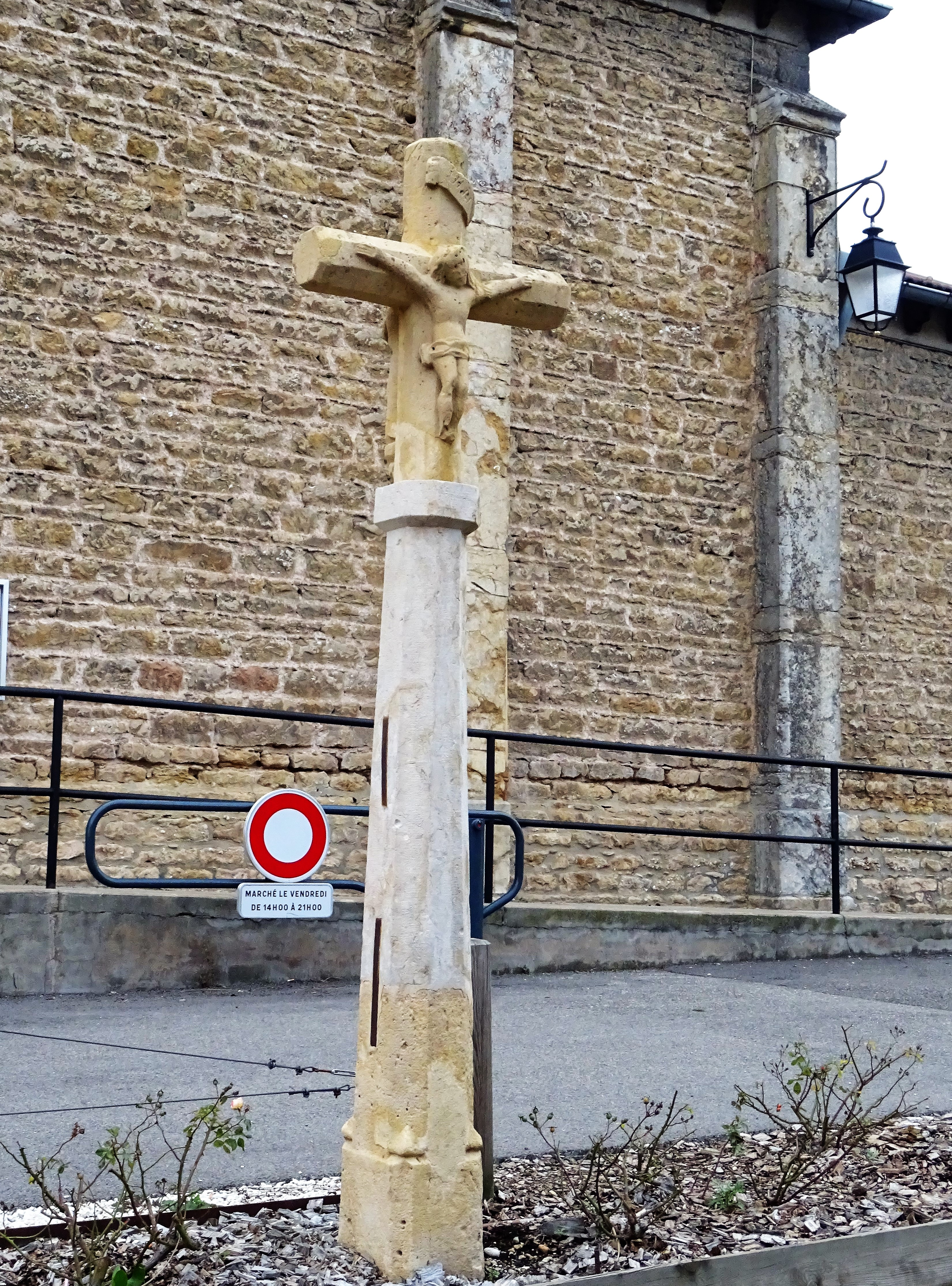
croix de Parsonge

##### Le saint curé de Dardilly?
Le destin d’une communauté ne peut être confondu avec celui d’un de ses membres. Mais lorsque sa personnalité lui vaut d’être proposé comme modèle universel et justifie le déplacement du souverain pontife, cette collectivité en acquiert une célébrité qui fait partie de son histoire. Jean-Marie Vianney est né en 1786 à Dardilly, quatrième d’une fratrie de six enfants. Sa maison natale au cœur du Bourg avec sa salle commune et son fournil sont celles d’une modeste famille paysanne. Le jeune garçon par sa piété fervente manifeste dès son plus jeune âge son intention de devenir prêtre. Les temps troubles de la Révolution retardent à 13 ans l’âge de sa première communion administrée par un prêtre réfractaire. En revanche, il est parmi les premiers, en 1803, à 17 ans à pouvoir fréquenter l’école ouverte par la municipalité dans les locaux du presbytère. Lorsqu’il reçoit tardivement le sacerdoce en 1815 à 29 ans, il n’est plus vraiment un enfant de la commune et est nommé curé de la paroisse d’Ars-en-Dombes dont il restera le desservant jusqu’à son décès en 1859, à 73 ans. Ses exceptionnels mérites lui vaudront d’être canonisé en 1925 et désigné comme saint patron des curés de l’ensemble du monde catholique en 1929. La commune de Dardilly entretient le souvenir du plus illustre de ses enfants en rebaptisant l’église du bourg Jean-Marie-Vianney en 1973. Sa maison natale honorée de la visite du pape Jean-Paul II en 1986 est devenue un musée. Elle donne son nom à la rue elle-même prolongée d'un long chemin de Jean-Marie Vianney par lequel s’acheminent chaque année les pèlerins vers la commune d’Ars.

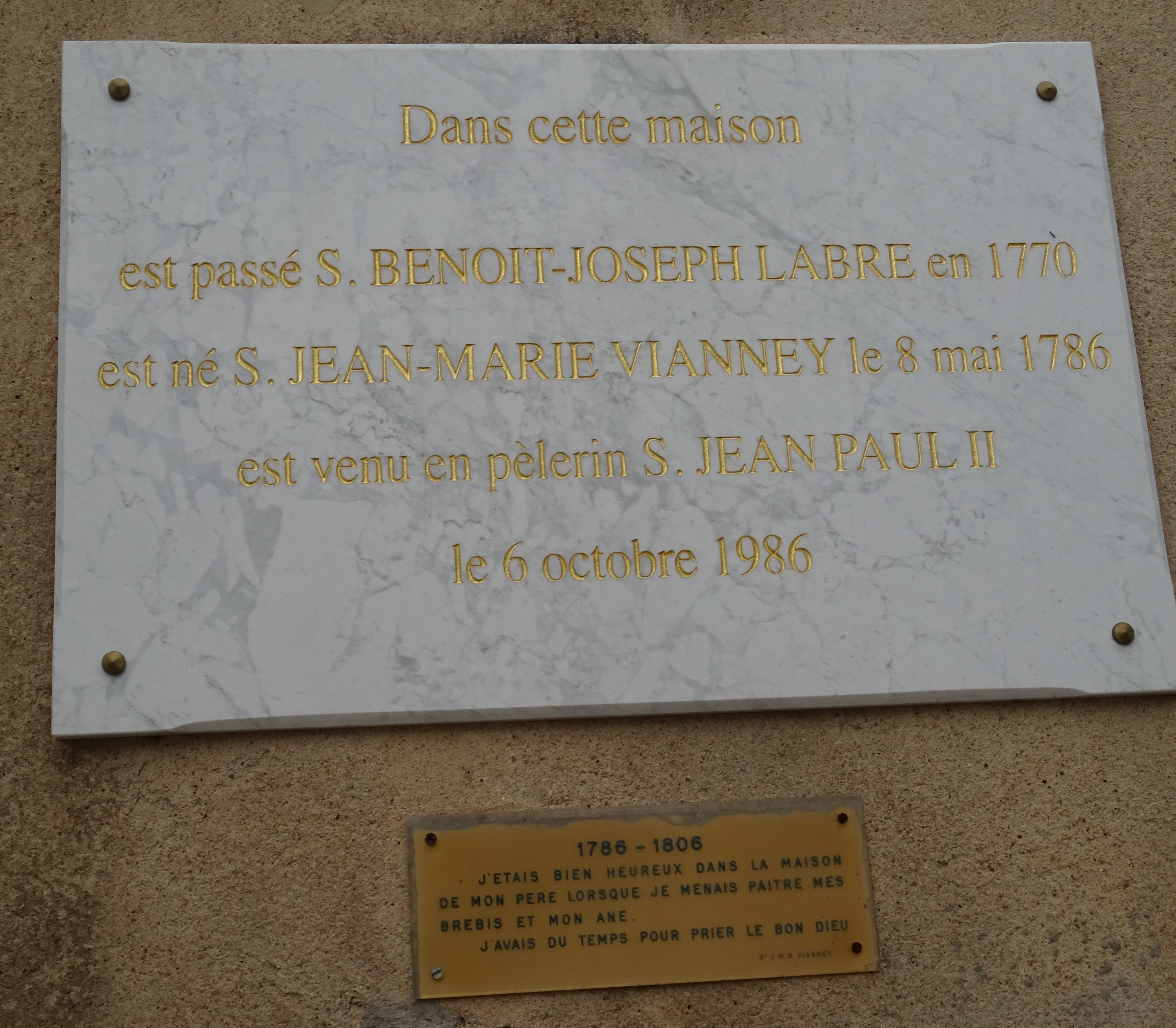
Plaque de la maison natale du curé d'Ars
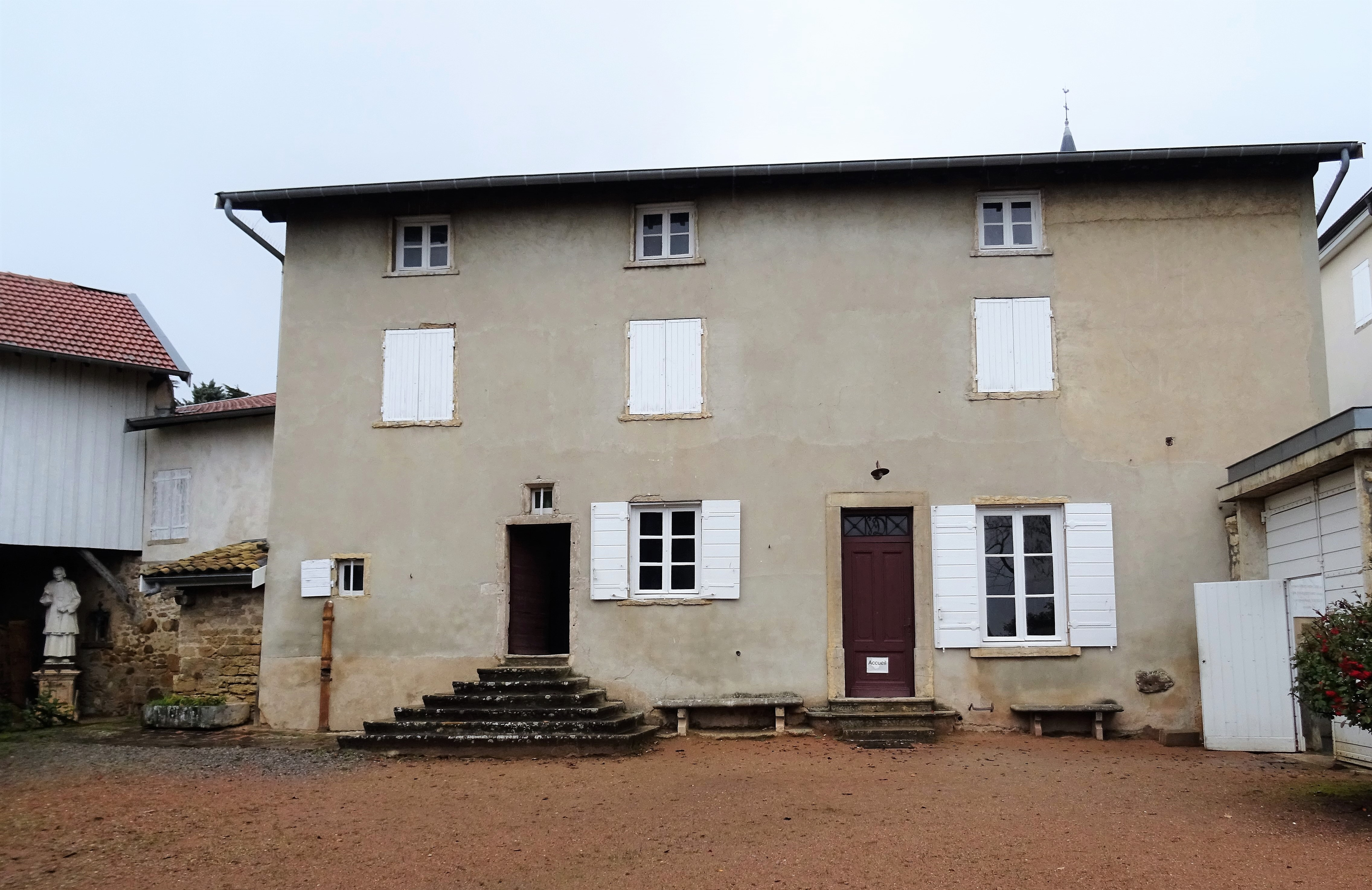
maison natale du curé d'Ars
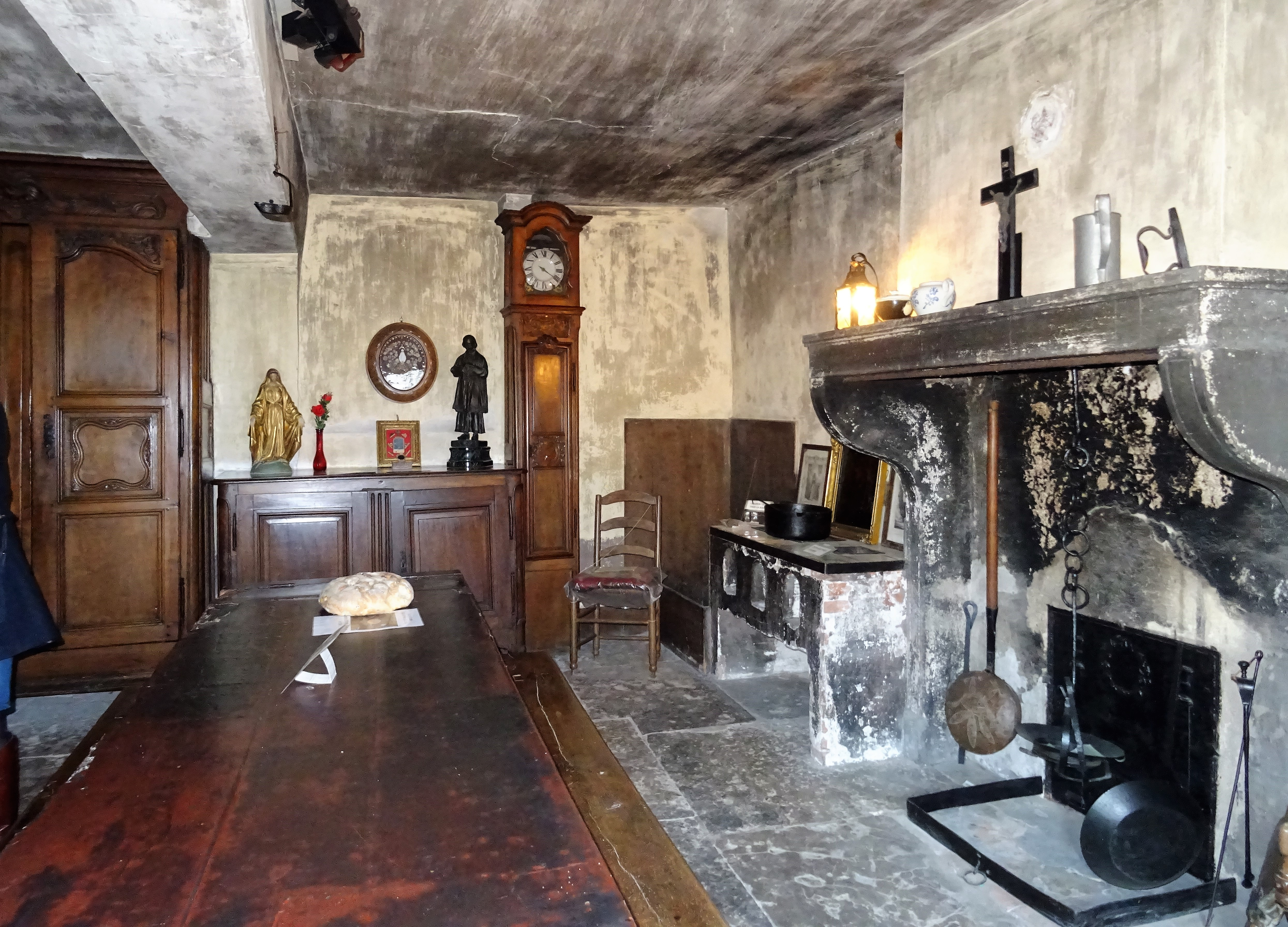
salle commune de la maison natale du curé d'Ars
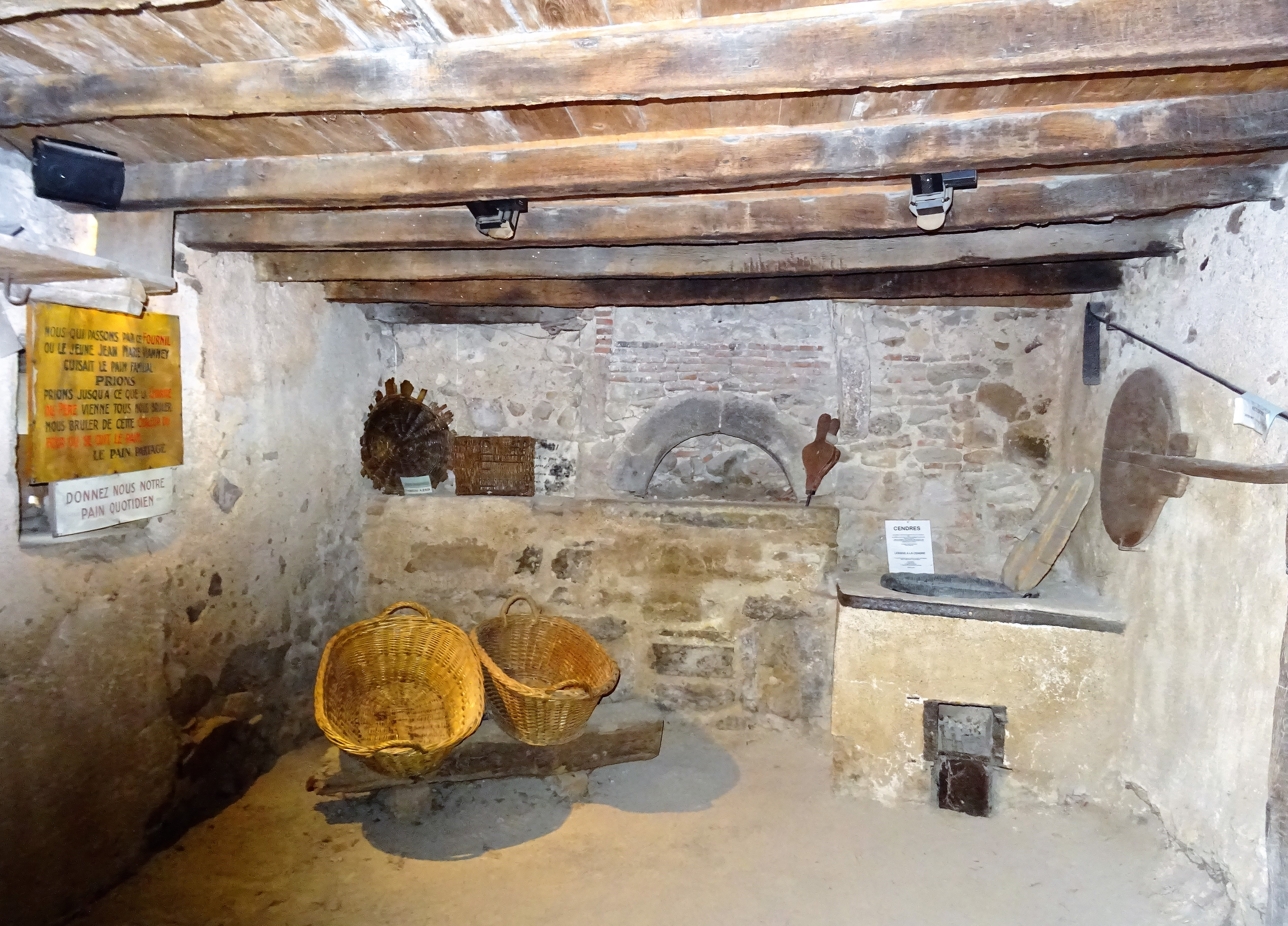
fournil
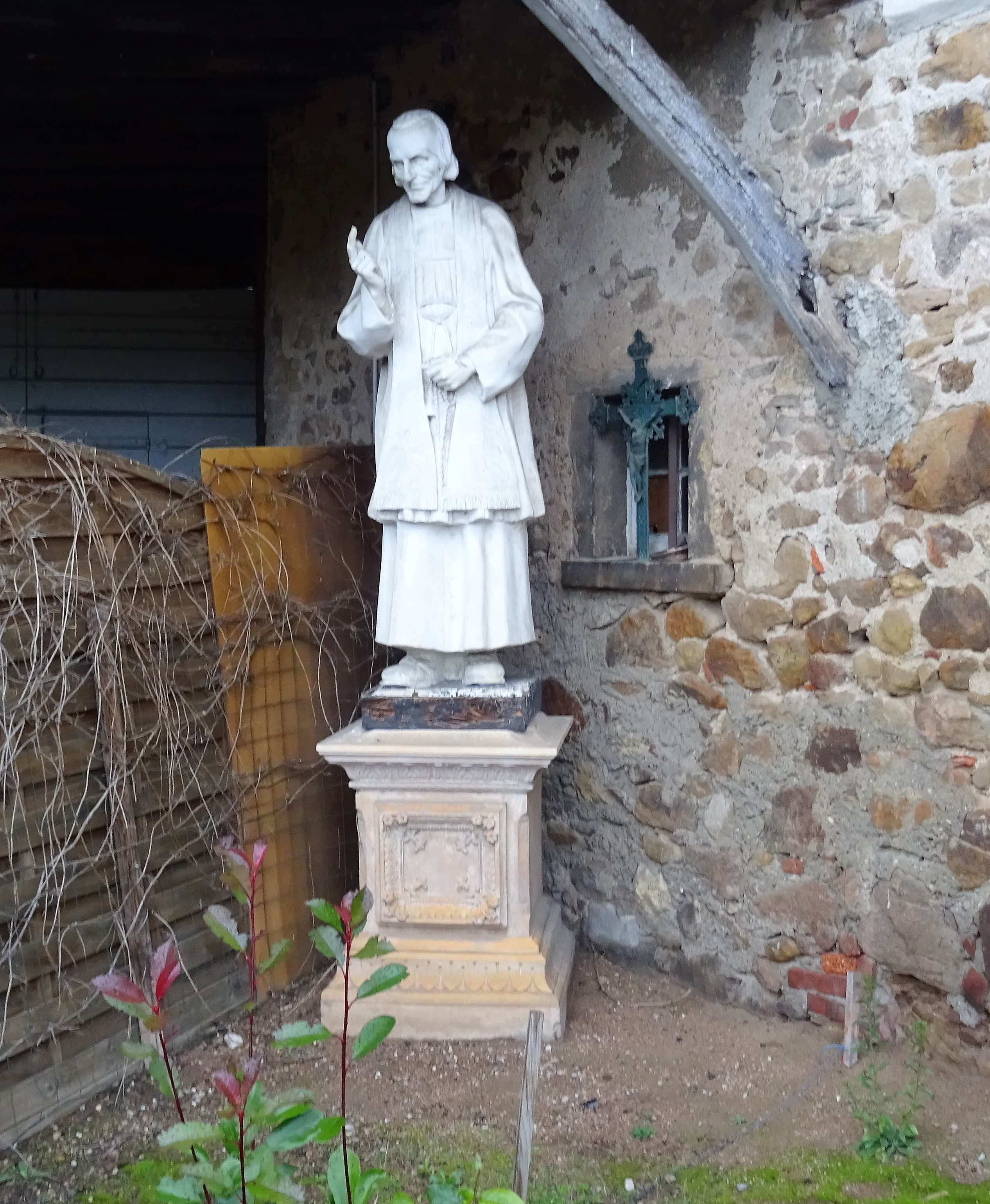
statue du curé d'Ars

##### Dardilly les deux clochers
La foi du curé d'Ars a été soumise à l'épreuve du démon qu'il surnommait le grappin. La foi des Dardillois a été mise à l'épreuve de la discorde entre les paroissiens, ce que souligne le titre de l'ouvrage : Dardilly les deux clochers.
Au milieu du XIXe siècle, en région lyonnaise, il y allait de l’honneur d’une commune de se doter d’une nouvelle église digne de ce nom. Les Dardillois en prennent conscience en 1846 et une souscription est lancée pour son financement. Un certain consensus semble d’abord se réaliser autour de l’idée d’un nouvel édifice au Grégoire, en position plus centrale que le Bourg. Au lendemain de la Révolution de 1848, cette relative unanimité explose lorsque, en 1850, une nouvelle municipalité fait le choix d’une nouvelle église au Bourg, conformément aux vœux des quartiers du bas attachés aux anciennes traditions. Cette décision se heurte alors à l’opposition des quartiers du haut. Dans ceux-ci vit un prolétariat de carriers voués à des tâches pénibles et mal rémunérées mais où le ton est donné par une élite de bourgeois lyonnais nouvellement installée. 12 d’entre eux, très fortunés, dont Joseph Rogeat, inventeur d'appareils de chauffage en fonte émaillée, décident de construire une église au Barriot. Le conseil municipal persistant dans son intention, en 1851 la guerre est déclarée entre les deux camps.
Les sécessionnistes choisissent le 18 mai 1851, jour de la Saint Pancrace, fête patronale, pour lancer le chantier de leur église, financé de leurs propres deniers sur un terrain cédé par l’un d’entre eux. L’architecte qu’ils ont choisi « s’engagea à mener la construction à son terme même si le prix devait dépasser les sommes souscrites par les douze fondateurs ». Il s’agissait de mettre la municipalité devant le fait accompli. Les travaux furent immédiatement entrepris et furent achevés dès 1853. « L’église du Barriot était moins vaste et moins monumentale que sa rivale [encore en projet] mais parfaitement adaptée aux besoins du culte. Le 13 mars 1853, Beaujolin, vicaire général de l’archevêché bénit le nouvel édifice qui fut placé sous le vocable de saint Claude patron du donateur du terrain ». Parallèlement les Dardillois du haut avaient aussi financé la construction d’un presbytère près de leur église et avaient ouvert, toujours à leurs frais, deux écoles libres, l’une au Barriot pour les garçons, l’autre à Parsonge pour les filles ». Il restait à officialiser cette situation. L’idée d’une double paroisse faisait son chemin et obtint l’accord de l’archevêché en 1856. Le conseil municipal ne put que s’incliner devant cette décision sanctionnée par un décret impérial du 26 avril 1860.
Dans ce contexte, les difficultés de la municipalité ne purent que s’aggraver pour la construction de l’église du Bourg. Elles avaient déjà débuté dès l’obtention de l’autorisation gouvernementale du 12 janvier 1852 avec la nécessité de libérer le terrain. « On commença à démolir au Bourg les maisons expropriées après avoir indemnisé leurs propriétaires ; le rempart du château et la vieille église furent abattus ». Il fallait aussi s’assurer que le financement suivrait. Le vote de centimes additionnels n’y suffisant pas, il convenait d’obtenir des subventions. À défaut de celles refusées par le ministre des cultes les secours de la préfecture restaient trop modestes. Pour surmonter ces difficultés, le projet initial, jugé par ailleurs trop ambitieux surtout à partir du moment où la commune serait dotée de deux églises, dut être amputé et la longueur de l’édifice réduit de sa cinquième travée.
On comprend ainsi la lenteur avec laquelle ont été menés les travaux. Commencés en 1853 par les absides, le chœur et le transept, ils ne purent être achevés, après le vote de nouveaux centimes additionnels au budget et l’expropriation de quatre nouvelles maisons, qu’entre 1859 en 1861 par la quatrième travée, la façade et le clocher dans lequel furent réinstallées trois cloches de l’ancienne église. Encore restait-il à effectuer la décoration intérieure tout au long des années 1860. La consécration officielle par l’évêque de Belley se fit attendre jusqu’un 22 juillet 1869. Mais il restait à régler le problème des dettes contractées malgré des subventions obtenues du gouvernement impérial et la générosité des seuls paroissiens du Bourg. Il n’était pas résolu au début de l’année 1870. Les contribuables du haut se refusant à prolonger la levée de nouveaux centimes allèrent jusqu’à demander la partition en deux de la commune. Ils revinrent à la charge après la guerre de 1870-71. Ils se heurtèrent au refus du Conseil général du département du Rhône en 1872 et l’affaire ne fut définitivement pliée qu’après la fin de non-recevoir opposée par le préfet en 1875.

Chacune des deux églises nées de cette rivalité a sa personnalité. Le style néo-roman adopté pour celle du Bourg était à l’époque en concurrence avec le néogothique. Comme pour l’ancienne l’orientation est à l’ouest. Le plan d’ensemble s’est ressenti de l’abandon de la cinquième travée et, si la forme crucifère est respectée, l’édifice est un peu court par rapport à sa largeur, les bras du transept apparaissant démesurés. On retrouve pour le reste l’association des trois nefs en plein cintre, voûtées d’arête entre les arcs doubleaux. Par ailleurs, on n’a pas lésiné sur le nombre des absides : on en compte cinq, trois au-delà du chœur et une à chaque bras de transept. C’est dans la façade que l’on trouve le plus de fantaisie. On se bornera à en juger à un seul détail : si le principe du plein cintre roman est respecté pour toutes les ouvertures on s’est ingénié en variant leur couronnement : il est polylobé au-dessus de la porte au premier niveau tandis qu’au deuxième la « triple arcature est surmontée d’un fronton triangulaire décoré d’une frise d’arceaux ». D’une manière plus générale, du degré de 14 marches au clocher à flèche octogonale très pointue encadré de pyramidions tout concourt à la volonté d’élever l’esprit.

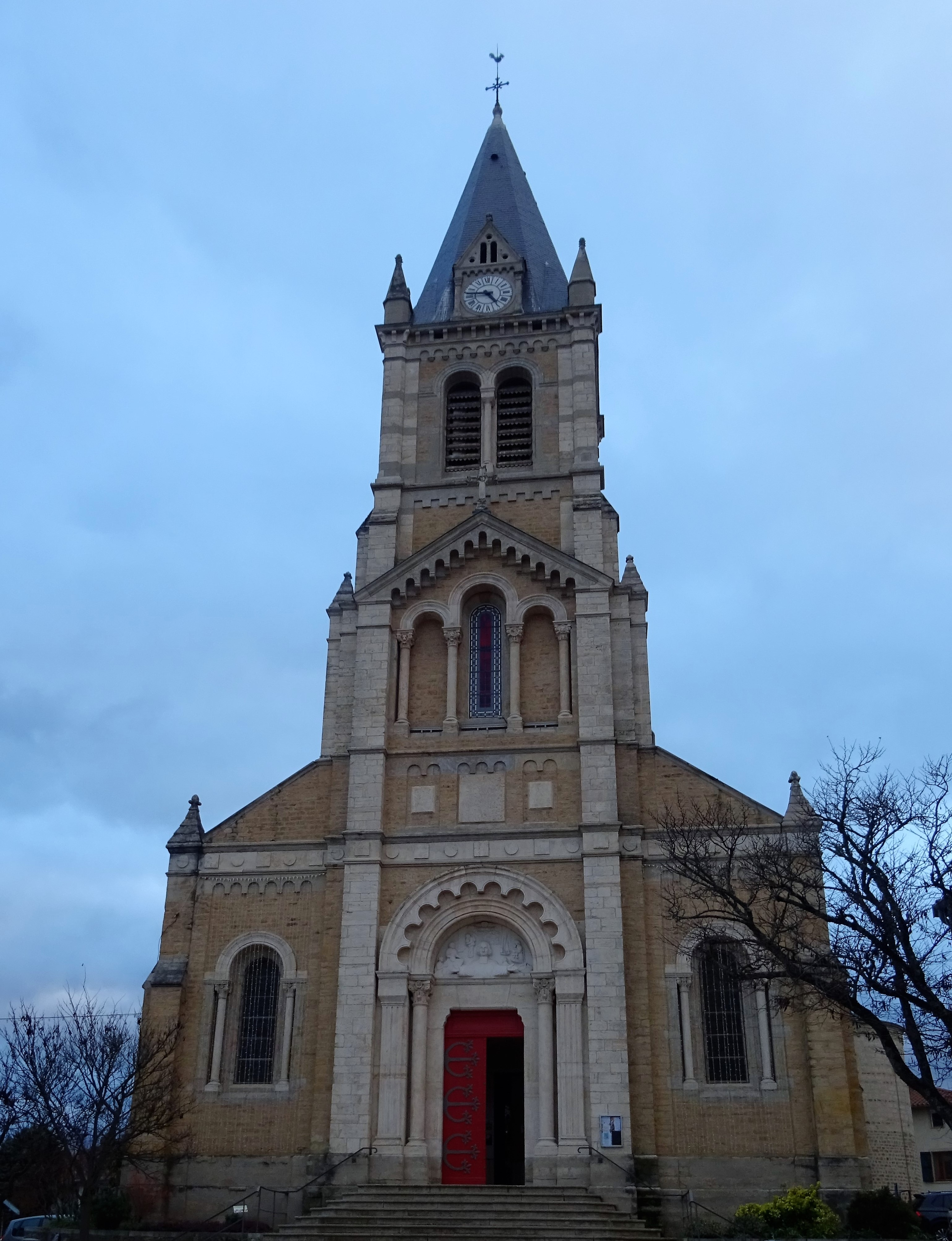
église Saint-Jean-Marie-Vianney
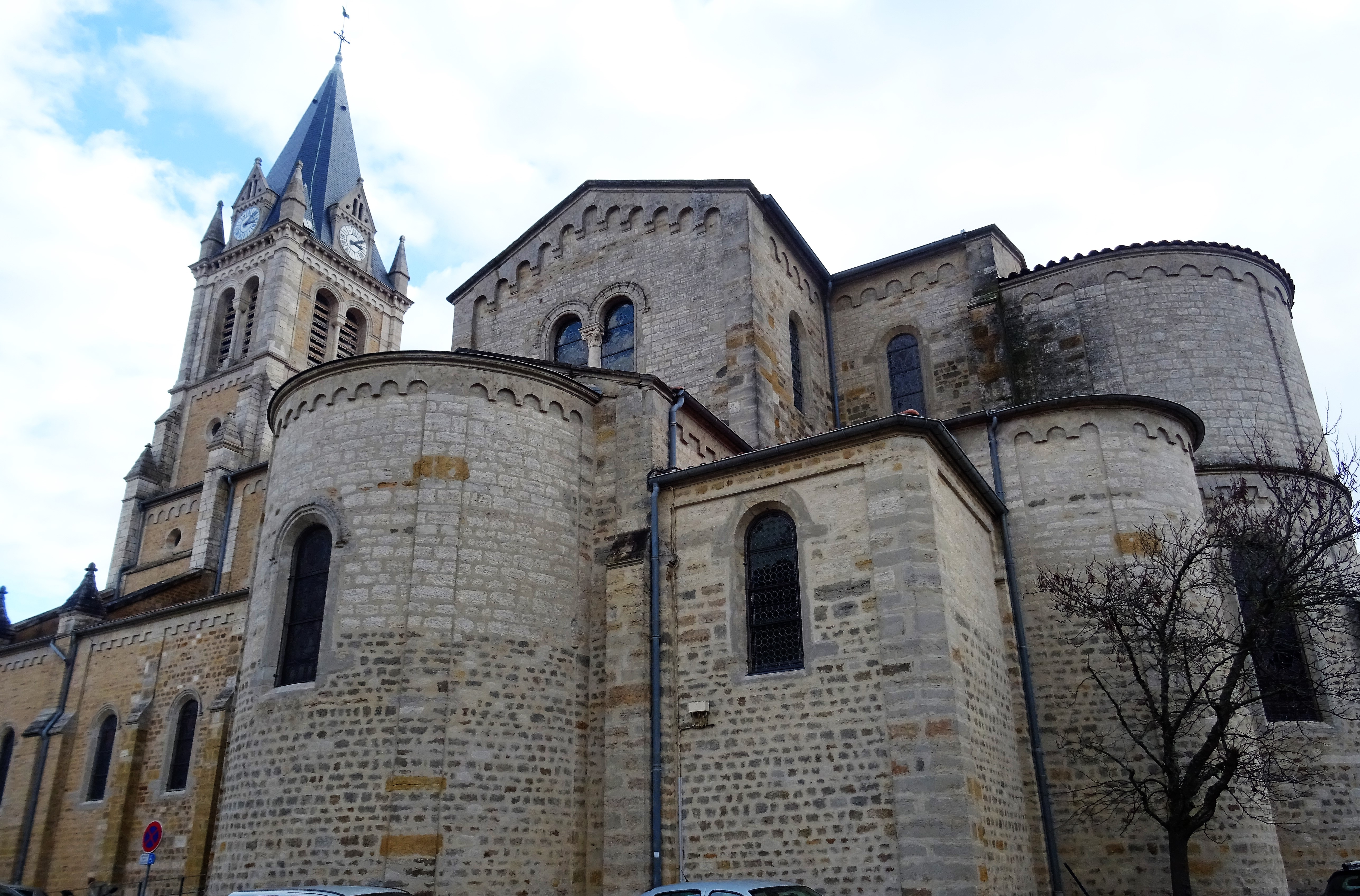
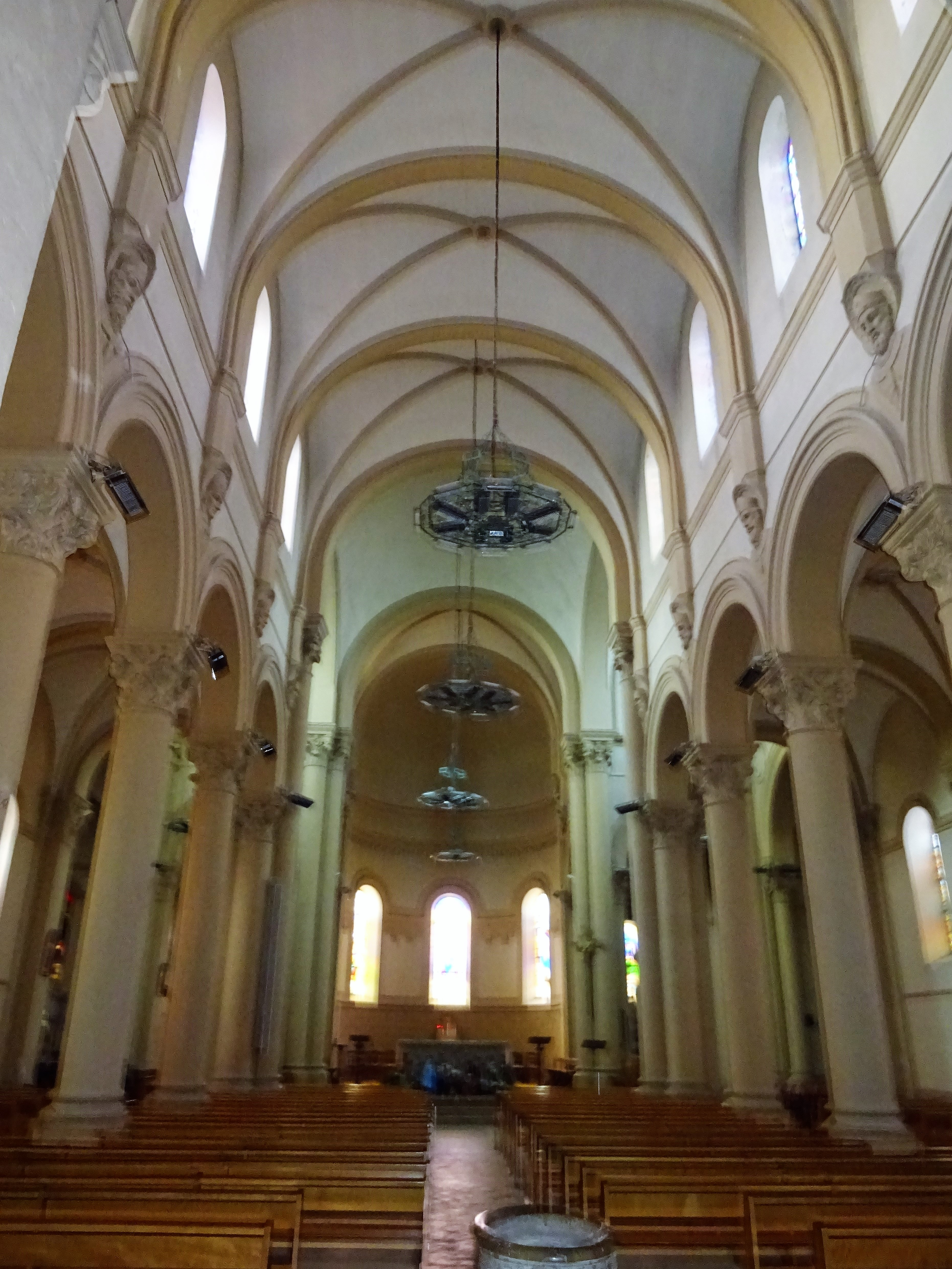
nef centrale de l'église J-M Vianney en direction de l'abside
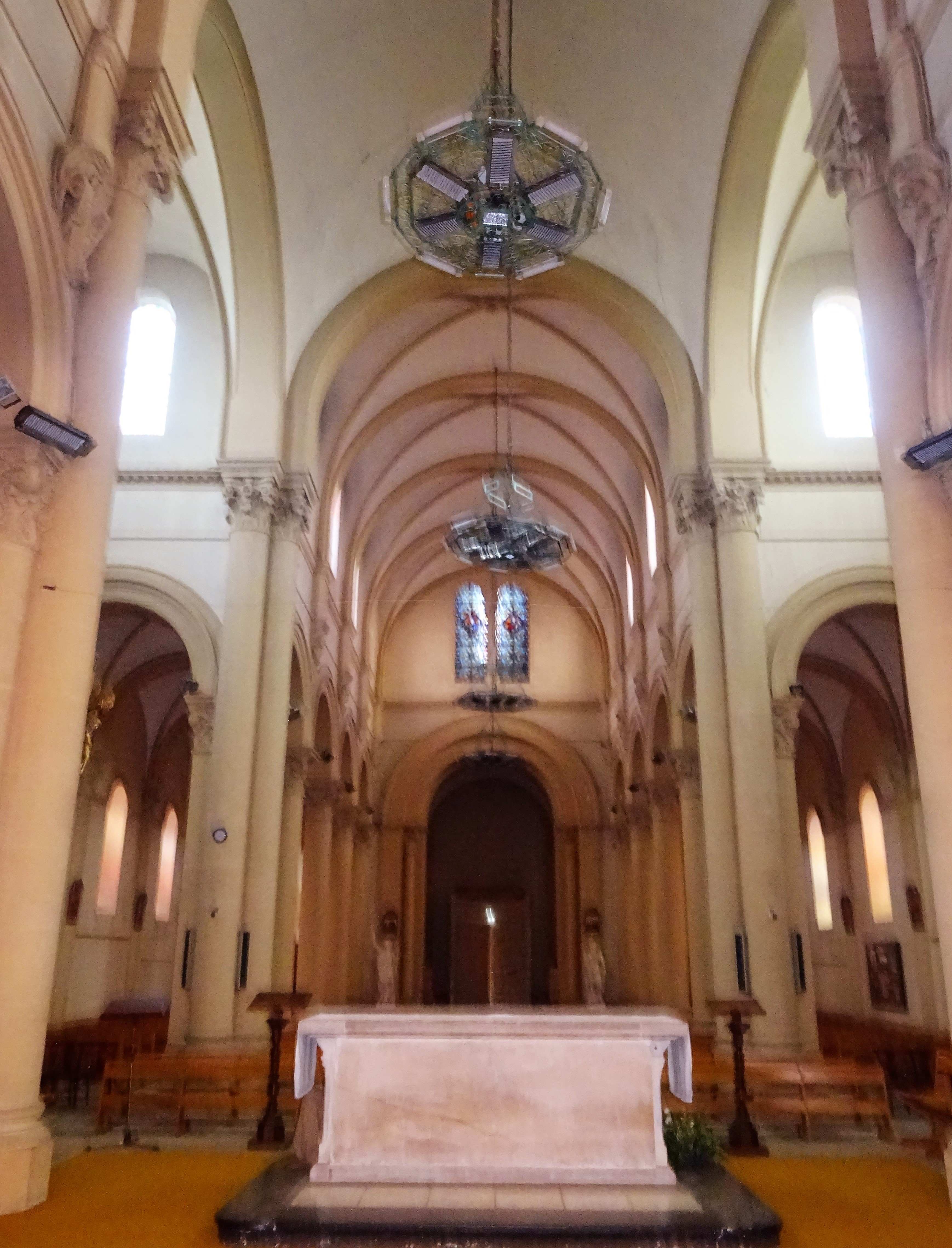
nef centrale en direction de l'entrée

Dans le mobilier intérieur, hommage est d’abord rendu à saint Pancrace, le patron ancestral de la paroisse à qui est consacré un des vitraux. Sa statue monte aussi la garde près de l’entrée en compagnie de saint Jean-Baptiste. La Vierge Marie a son autel. Elle porte classiquement l’enfant Jésus mais le bas-relief polychrome la représente emportée par deux anges : version originale de son Assomption ? On ne s’étonnera pas de constater qu’une large place est faite au plus illustre des enfants de la commune. La vénérable cure baptismale - on la date de 1600 - en cuivre provenant de l’ancienne église a été enchâssée dans un bloc de pierre mais il y est fait discrètement mention du baptême de Jean-Marie Vianney le 8 mai 1786. Parmi les autels qui lui sont consacrés, l’attention est portée chaque fois sur un thème particulier. Rien ne vaut pour les amateurs de polychromie celui où, au bas de la statue du saint en prière, le devant est décoré de trois arcatures en plein cintre, sous chacune desquelles sont peints des symboles religieux : l’eucharistie à gauche (ostensoir et agneau), les vertus théologales au centre (croix, ancre et cœur), le sacré-cœur à droite. S’il est normal que la dépouille de Jean-Marie Vianney repose dans la basilique qui lui a été élevée à Ars, Dardilly se devait de l’honorer d’un autel-reliquaire. La partie supérieure en forme d’enfeu fermé d’un vitrail porte le monogramme JMV. La partie inférieure est en forme d’autel. L’inscription gravée tout en bas dans le marbre rappelle l’enfance du pieux jeune berger : vigilans in oratione juvenis pastor.

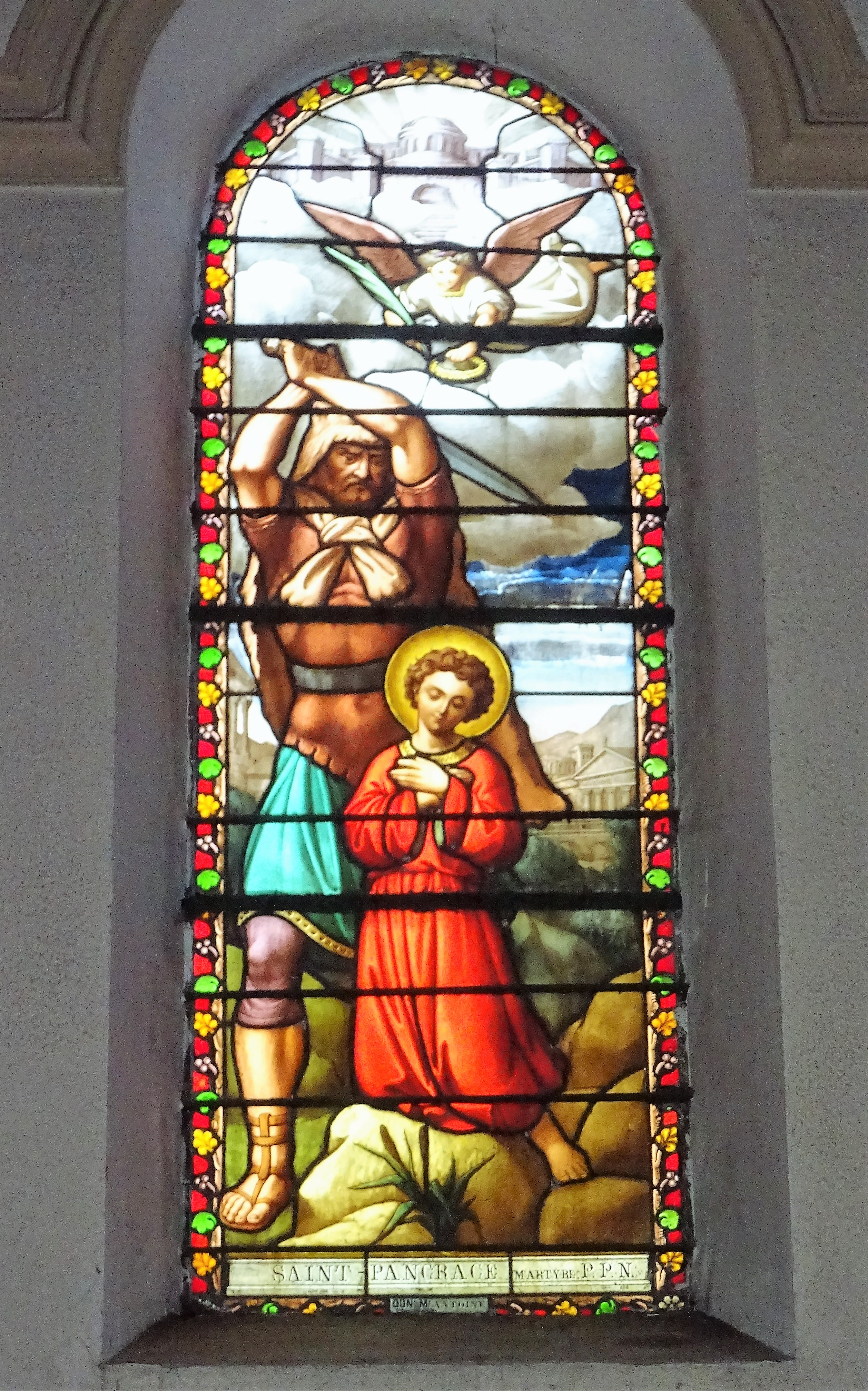
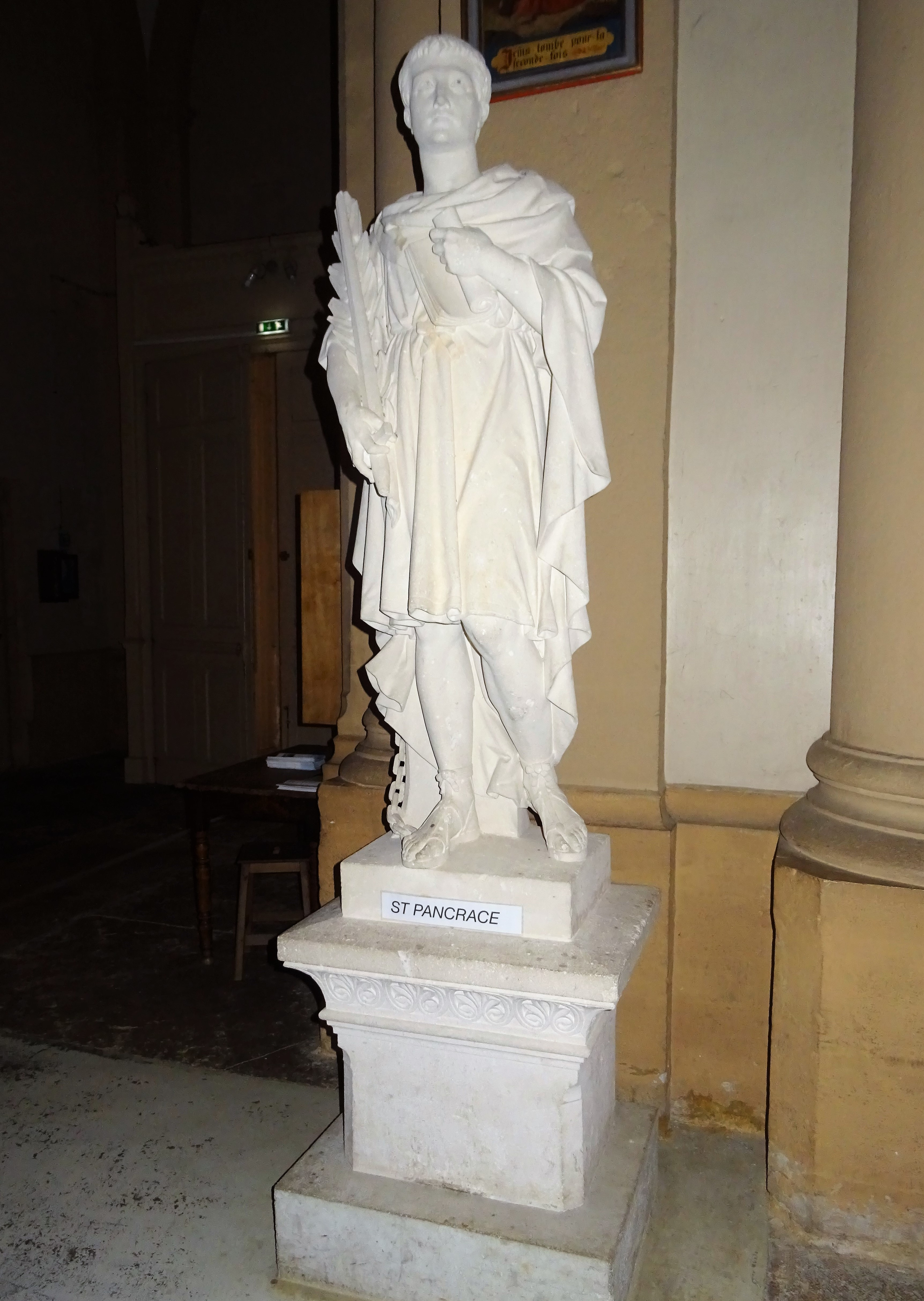
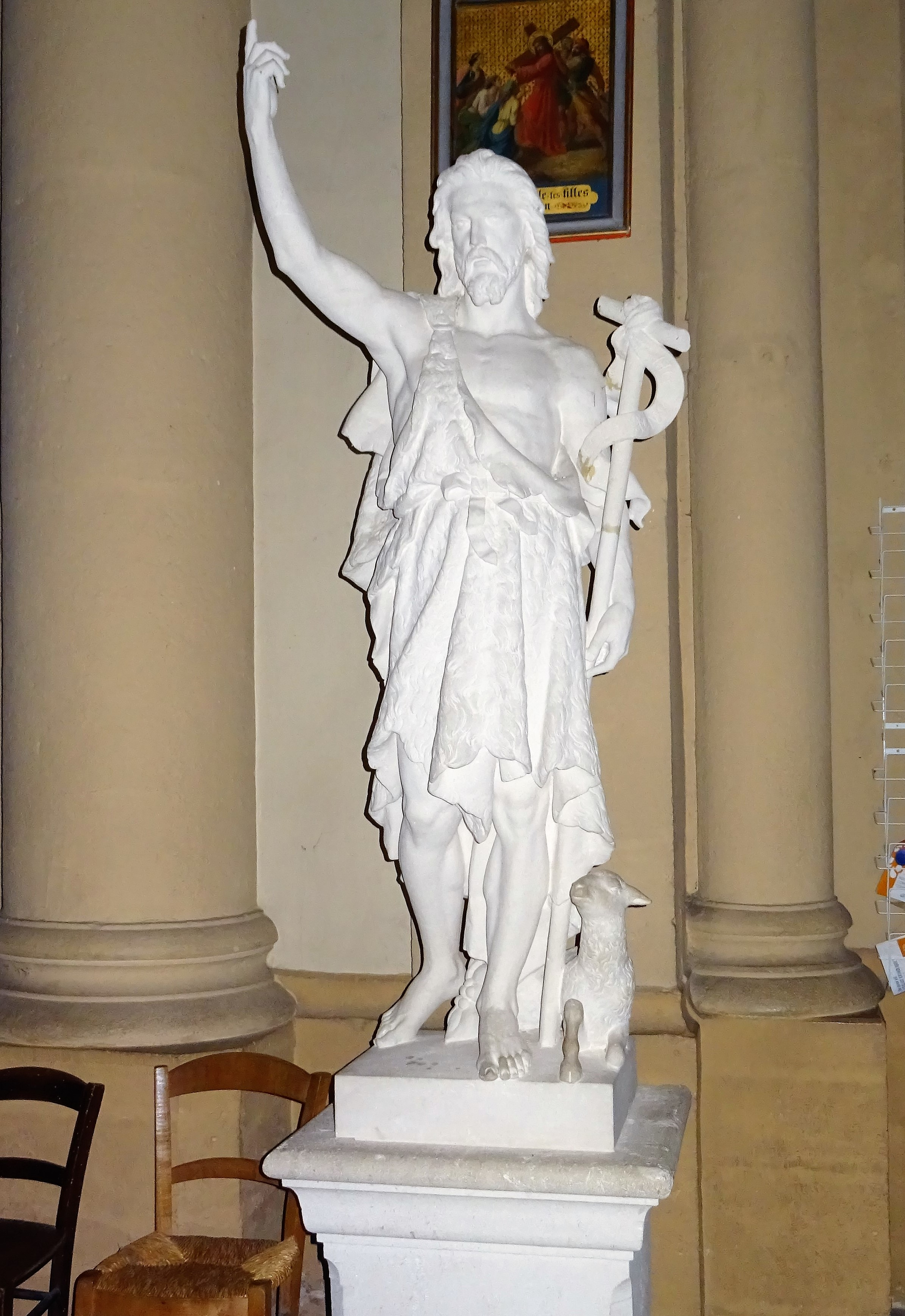
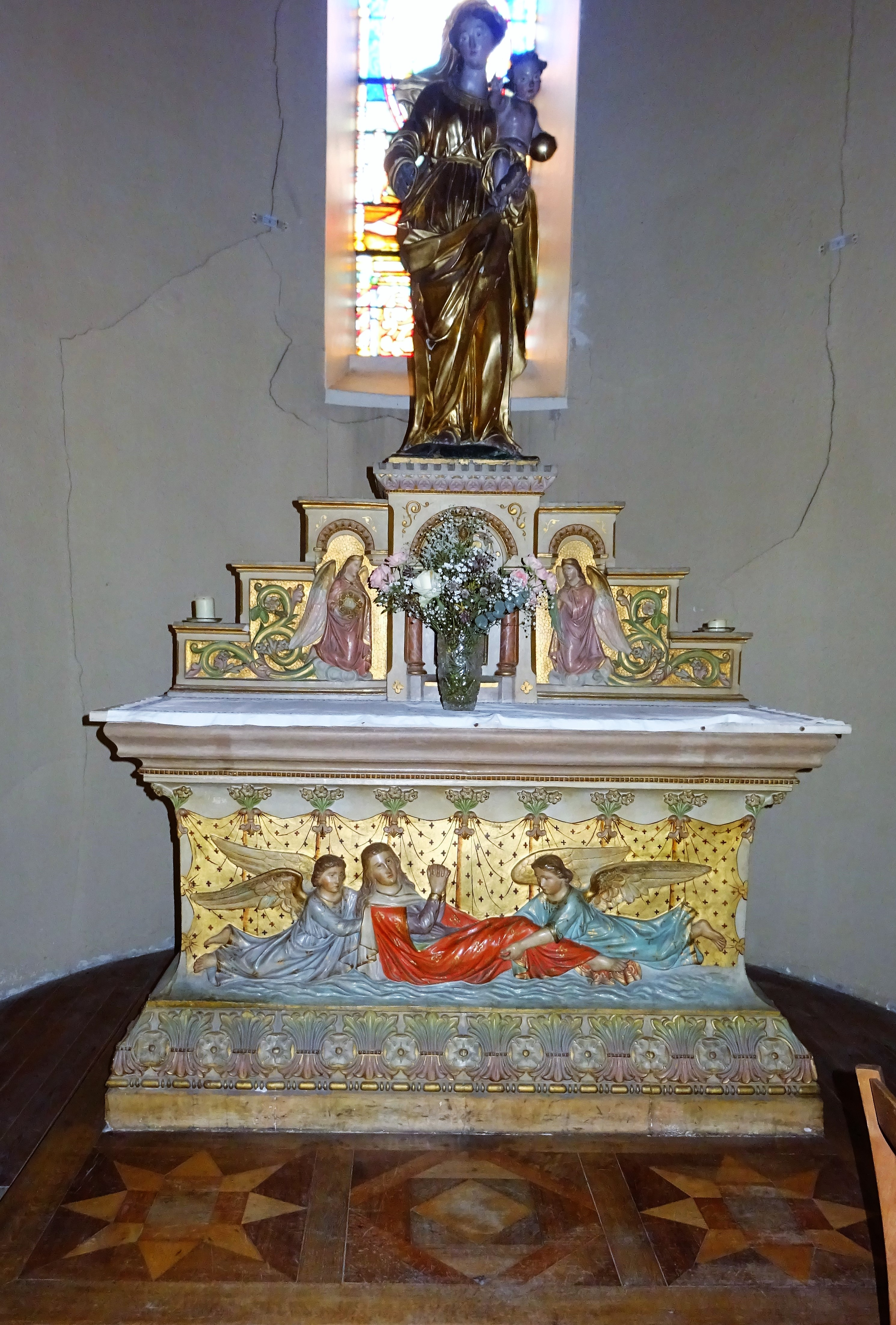
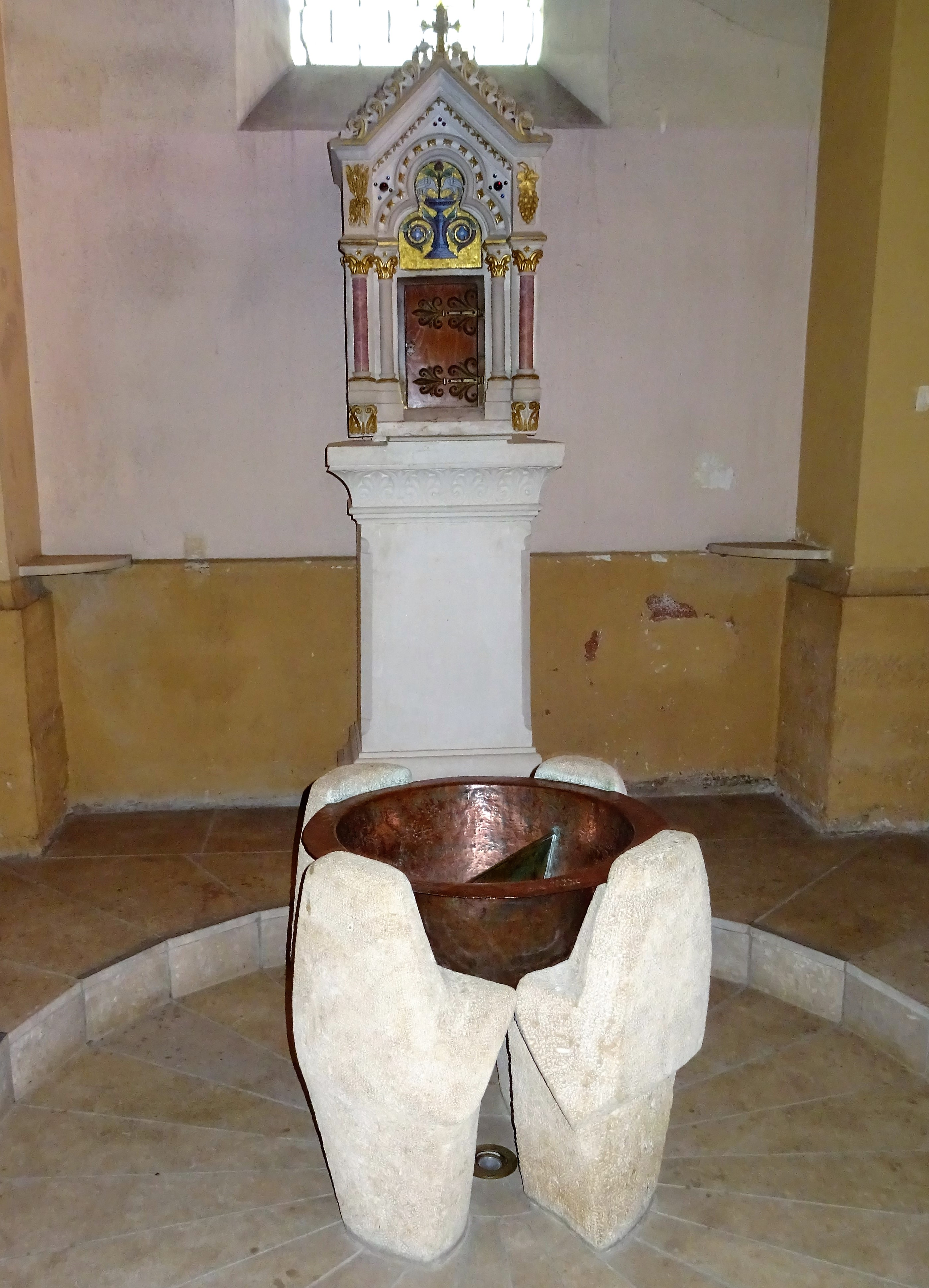
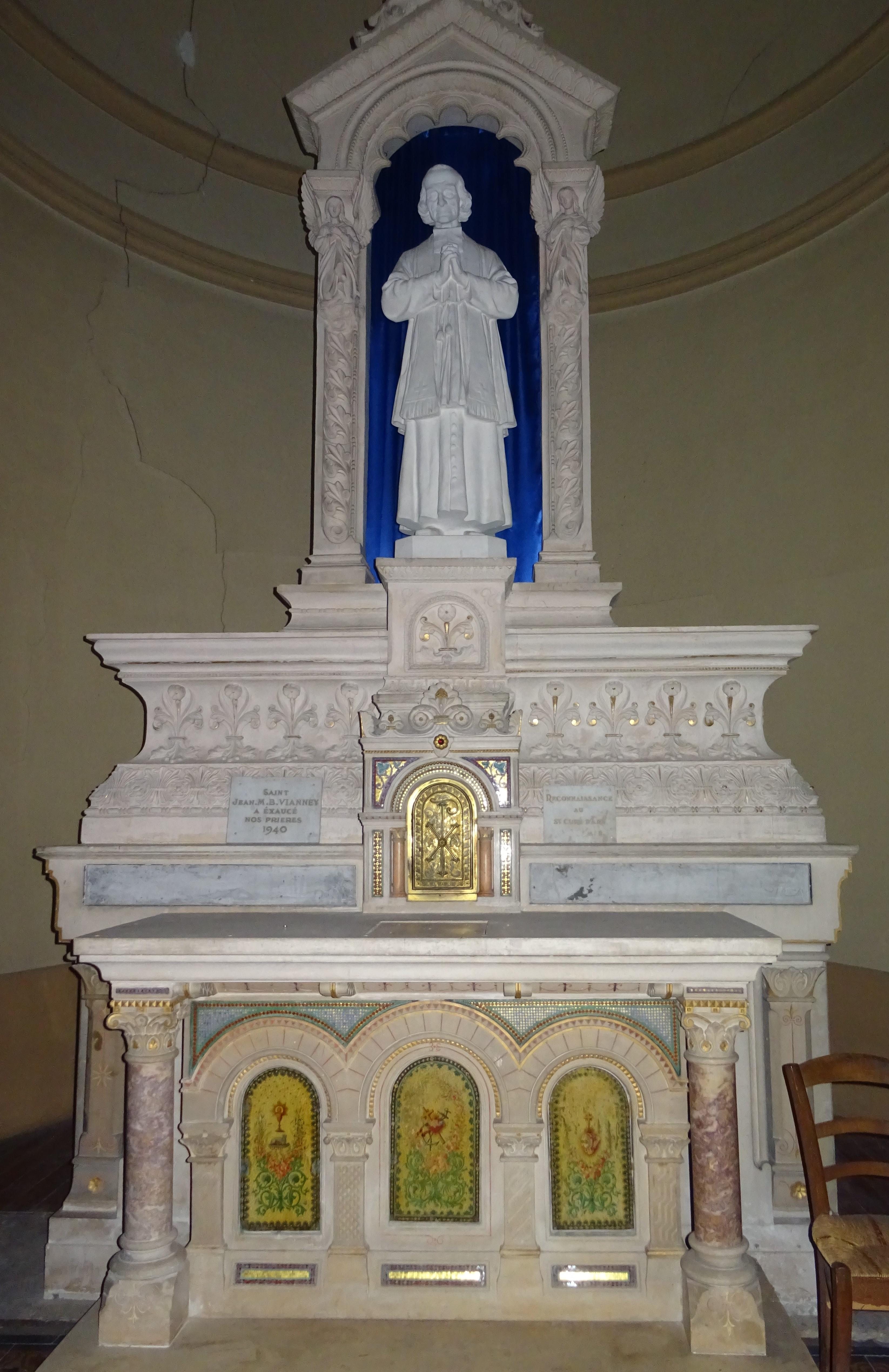
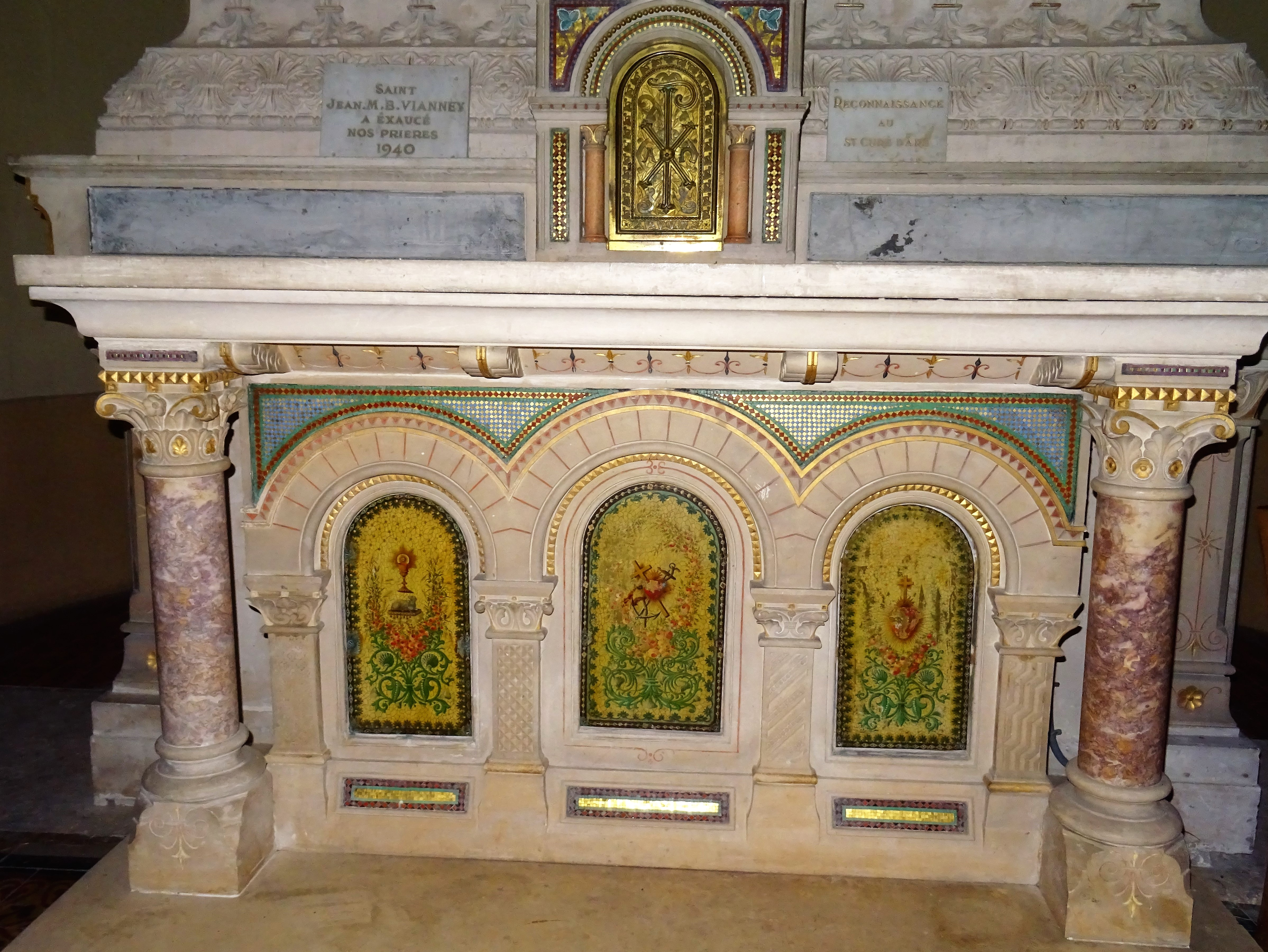
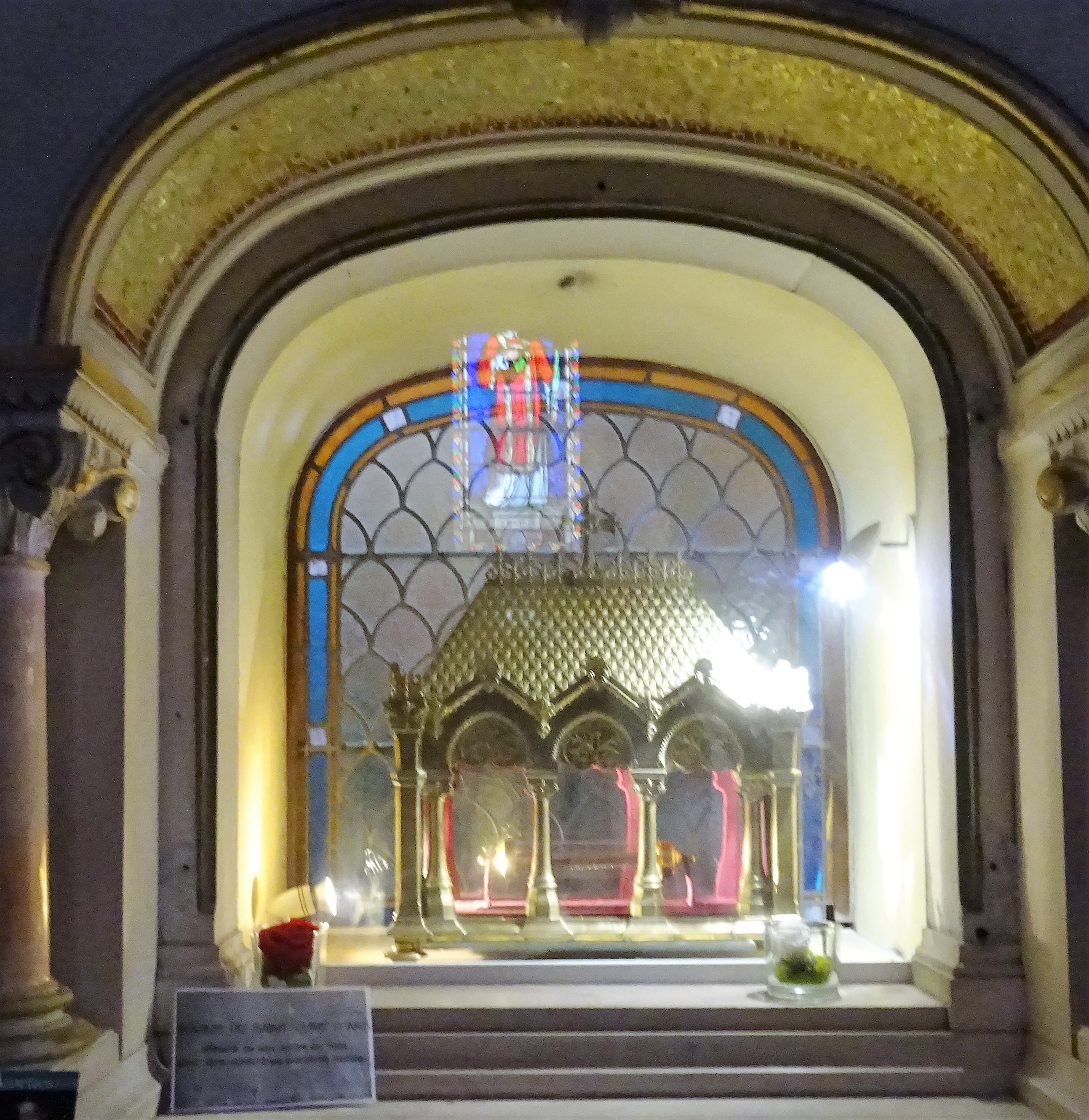
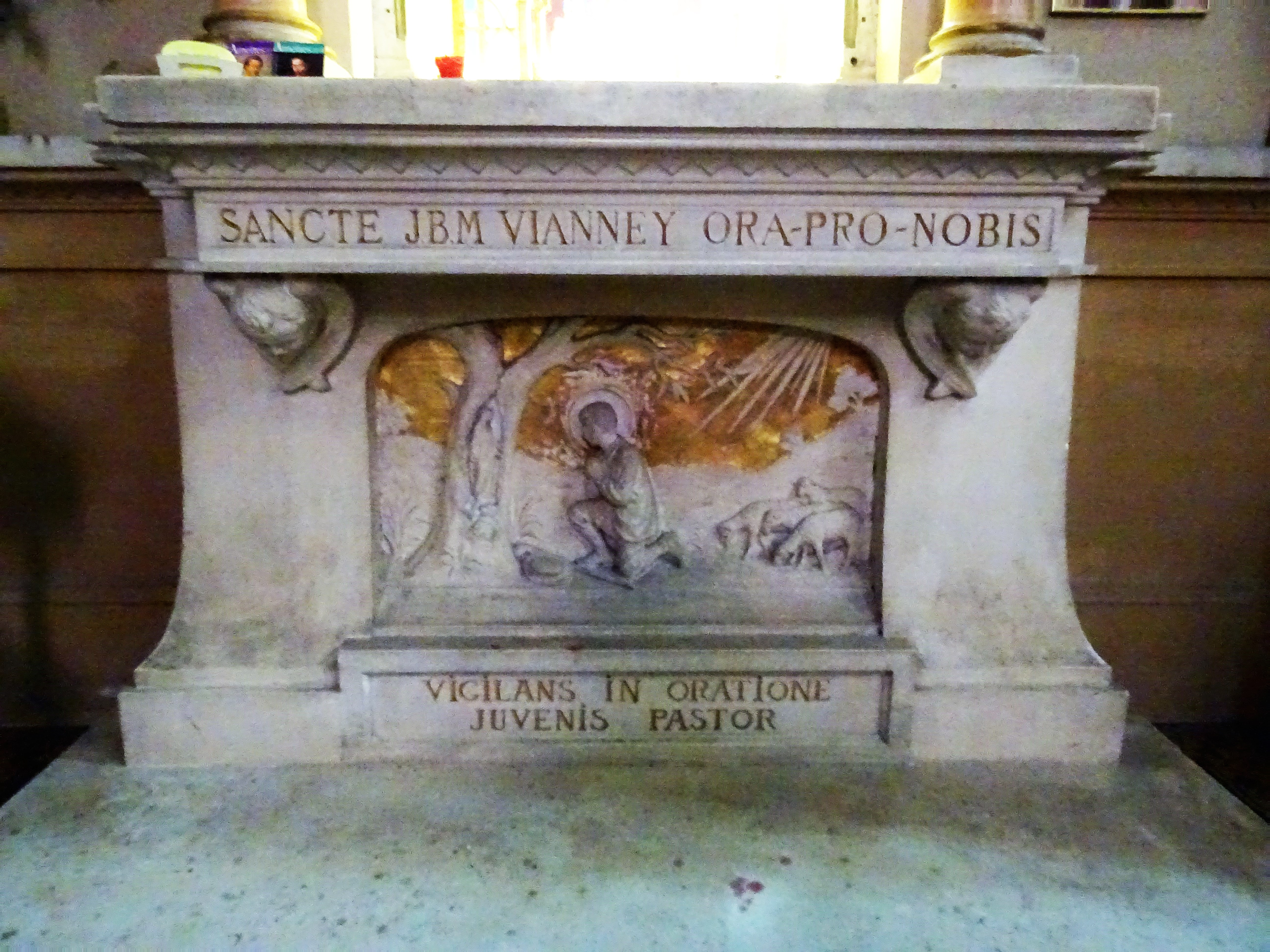

L’église Saint-Claude ne peut se prévaloir des mêmes privilèges. Elle est sans attaches avec la longue histoire de la paroisse et encore moins avec le plus illustre de ses enfants. Édifiée la première, elle n’a de commun avec l’église du bourg que son style néo-roman. Elle est orientée au nord pour s’adapter à la pente. Le choix de la pierre dorée la distingue de sa rivale aux teintes plus claires. Son plan basilical comporte une nef centrale de six travées dominant les deux collatéraux. Bien que néo-romane aussi par le choix du plein cintre comme pour les voûtes de la nef, la façade est tout aussi dissemblable par son étroitesse, par le rappel à son saint patron Claude dans une niche, par la forme du clocher : en lieu de flèche, un dôme à quatre pans surmonté d’une sphère et d’une croix en pierre.

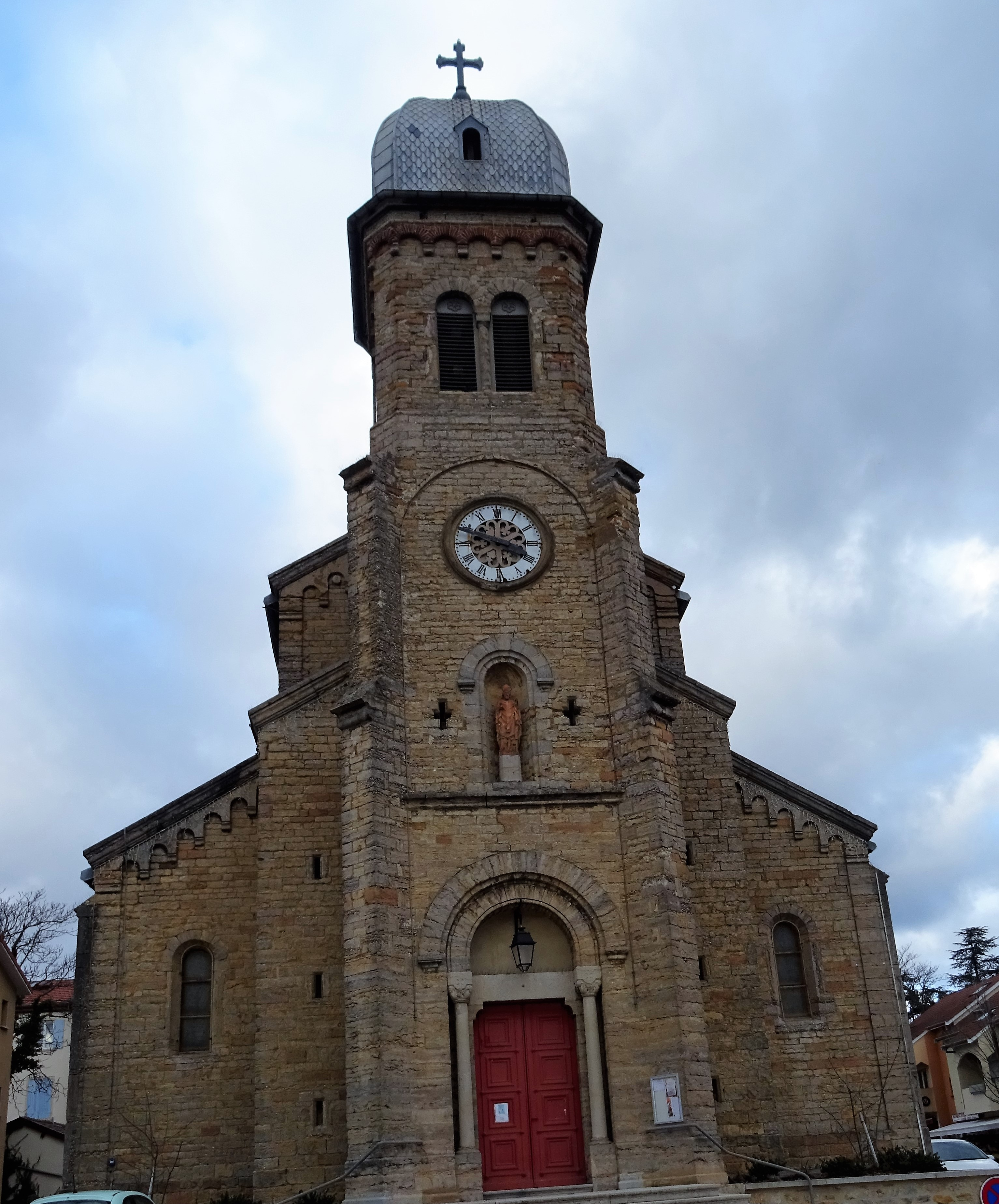
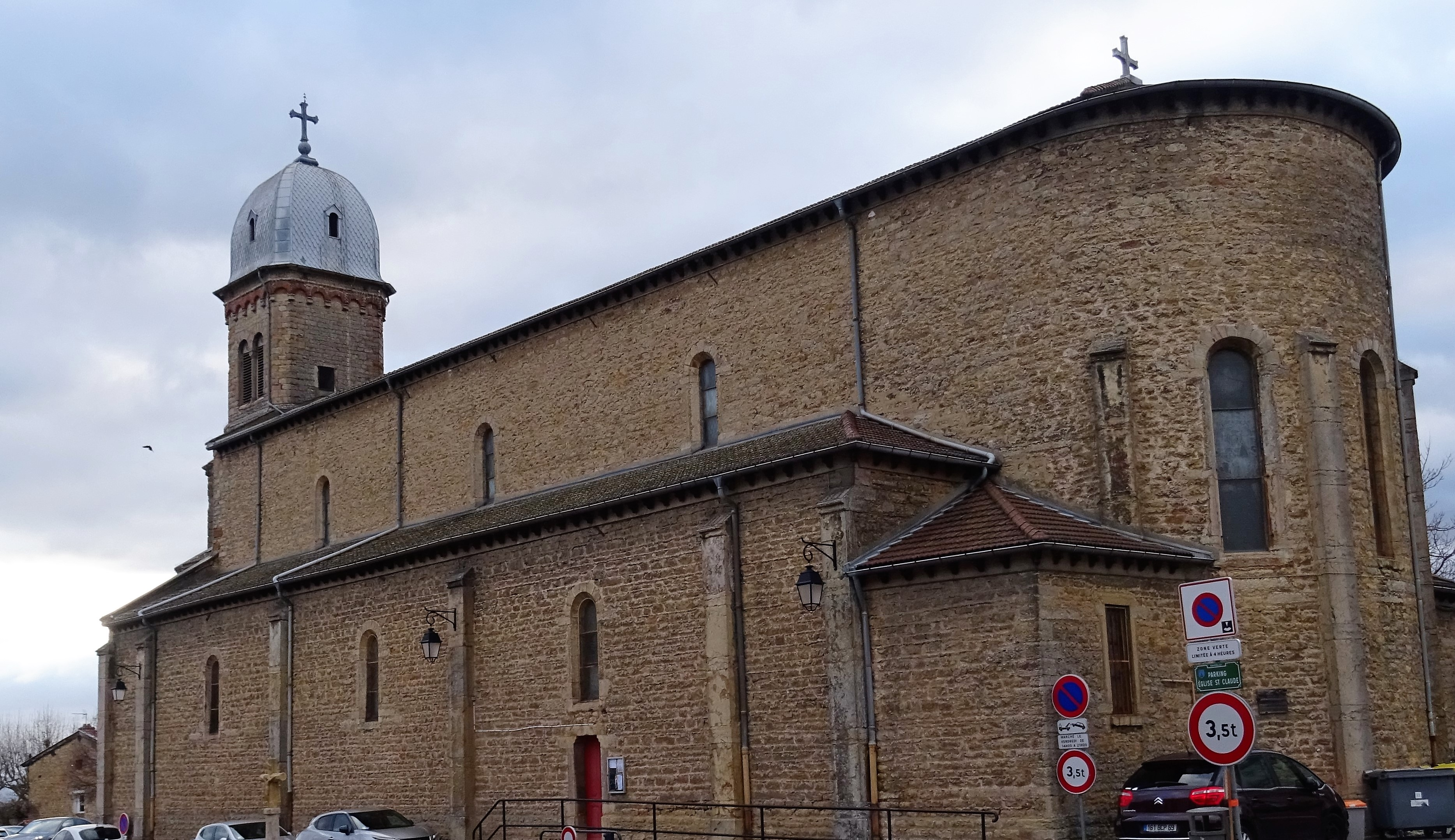

#### La défense de la patrie
À Dardilly, le danger vient du nord car la cible est la ville de Lyon. Cette réalité s’était déjà imposée au niveau local quand les sires de Beaujeu affrontaient les archevêques-comtes. Elle prend une dimension nationale voire européenne au XIXe siècle. Lorsque, au printemps 1814, les coalisés envahissent la France, ce sont les Autrichiens qui parviennent aux portes de Lyon. Ils se heurtent à la résistance du maréchal Augereau. Le 20 mars, lors de la bataille dite de Limonest, à Dardilly l’ennemi est culbuté, le colonel Huller et 400 hommes sont capturés. Mais cet épisode glorieux isolé ne retarde pas l’entrée de l’ennemi à Lyon dès le 21, Augereau se repliant sur Valence. En 1900, lors de travaux de terrassement vers le ruisseau des Planches ont été retrouvés des squelettes de soldats autrichiens enterrés lors des combats.
Après la défaite de la France en 1871 dans la guerre qui l’a opposée à l’Allemagne, quand le général Séré de Rivières est chargé d’établir un ensemble de fortifications, le fort du Paillet fait partie de la deuxième ceinture défensive de Lyon sur le flanc ouest du mont Verdun (1874) dans les monts d’Or et après Vancia du côté de la Dombes (1876). Construit entre 1883 et 86 selon les nouvelles règles adaptées à l’évolution de l’artillerie, il est enterré derrière un fossé long de 700 mètres et se confond avec le relief. Il a été conçu pour abriter 300 hommes avec une autonomie de vie de 3 mois. La troupe logeait dans les sept travées de trois niveaux de forme polygonale. Il n’a jamais eu à faire la preuve de son efficacité et est devenu en 1983 propriété la commune qui y héberge des associations,.

Les deux guerres mondiales ont apporté, ici comme partout, leur lot de souffrances pour la population et pour les combattants. La commune de Dardilly s’est cependant singularisée par le caractère original de son monument aux morts de 1914-18 auxquels elle a ajouté les 10 victimes de celle de 1870-71. Il a été érigé dans le cimetière en 1924 en calcaire blanc de Comblanchien. Dans l’esprit du maire et du conseil municipal, plutôt que de souligner l’héroïsme des poilus face à l’ennemi, il s’est agi d’un appel au pacifisme. Sur le fronton de la stèle a été gravée cette inscription : « Contre la guerre, à ses victimes, à la fraternité des peuples ». En dessous, la sculpture représente en grandeur nature une femme et son enfant fuyant leur maison en flammes. Signalons que le même réflexe avait inspiré Grandclément, maire de Villeurbanne.

Fort du Paillet
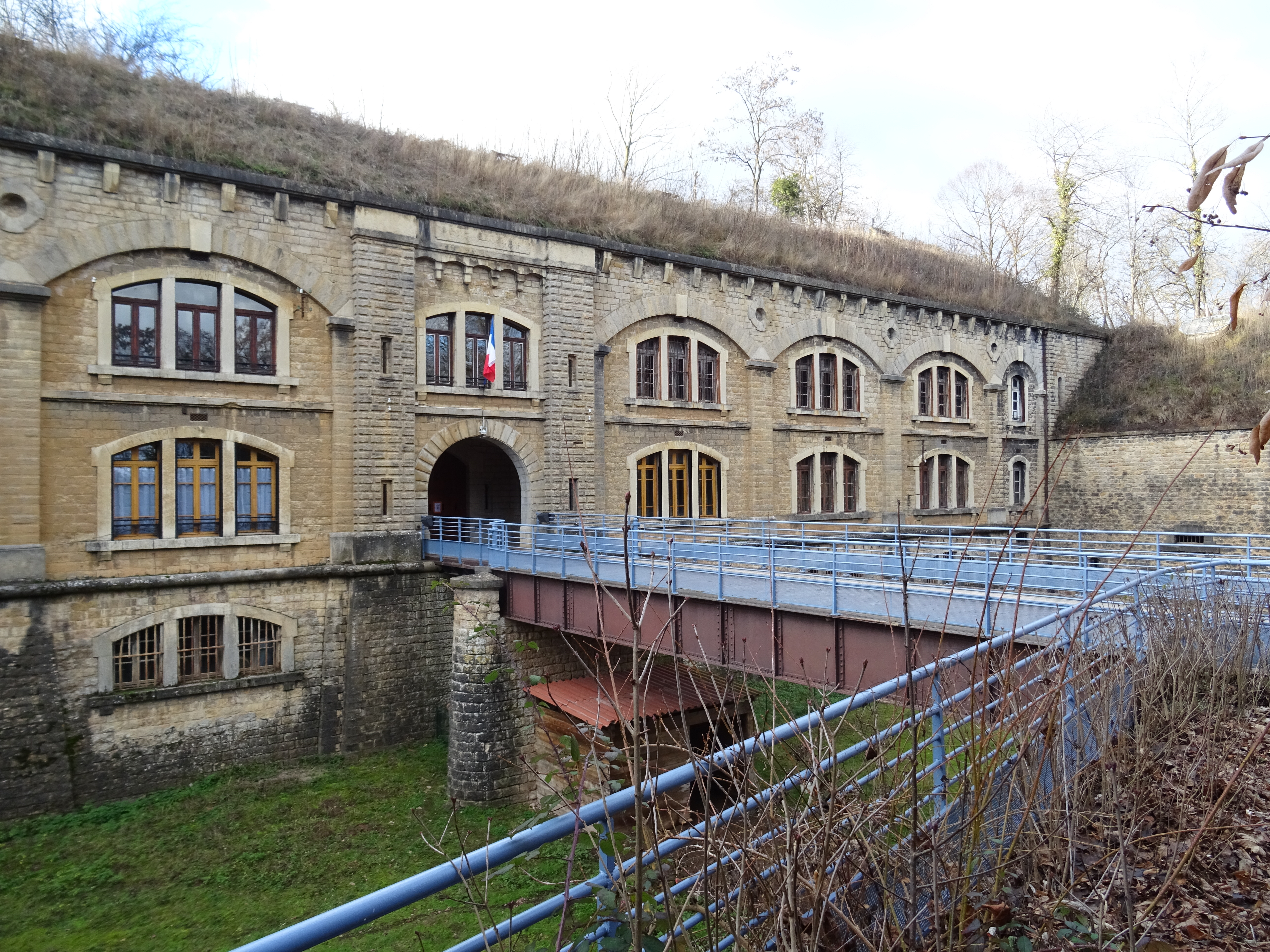
Vue d'ensemble
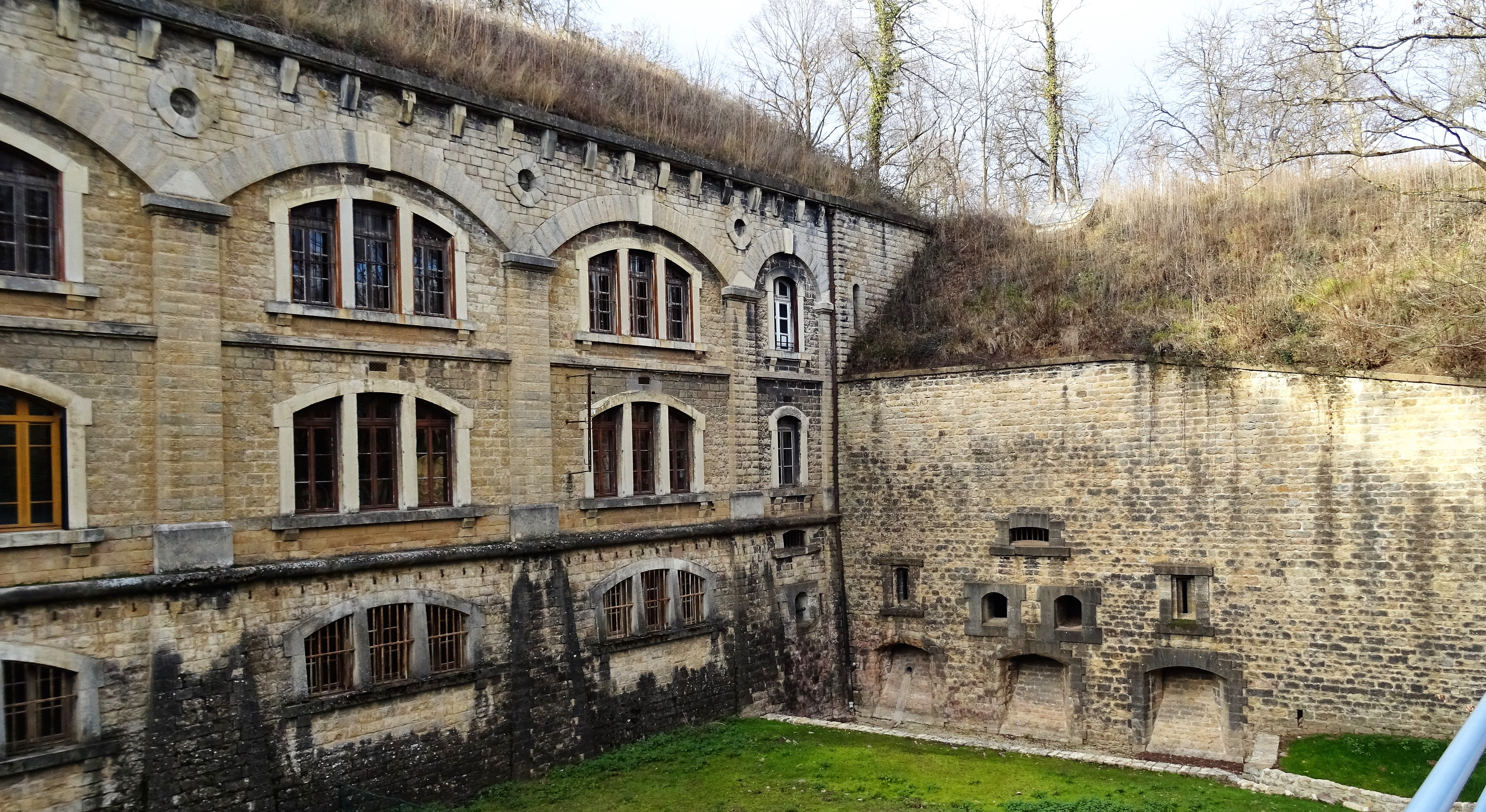
Le fort enterré
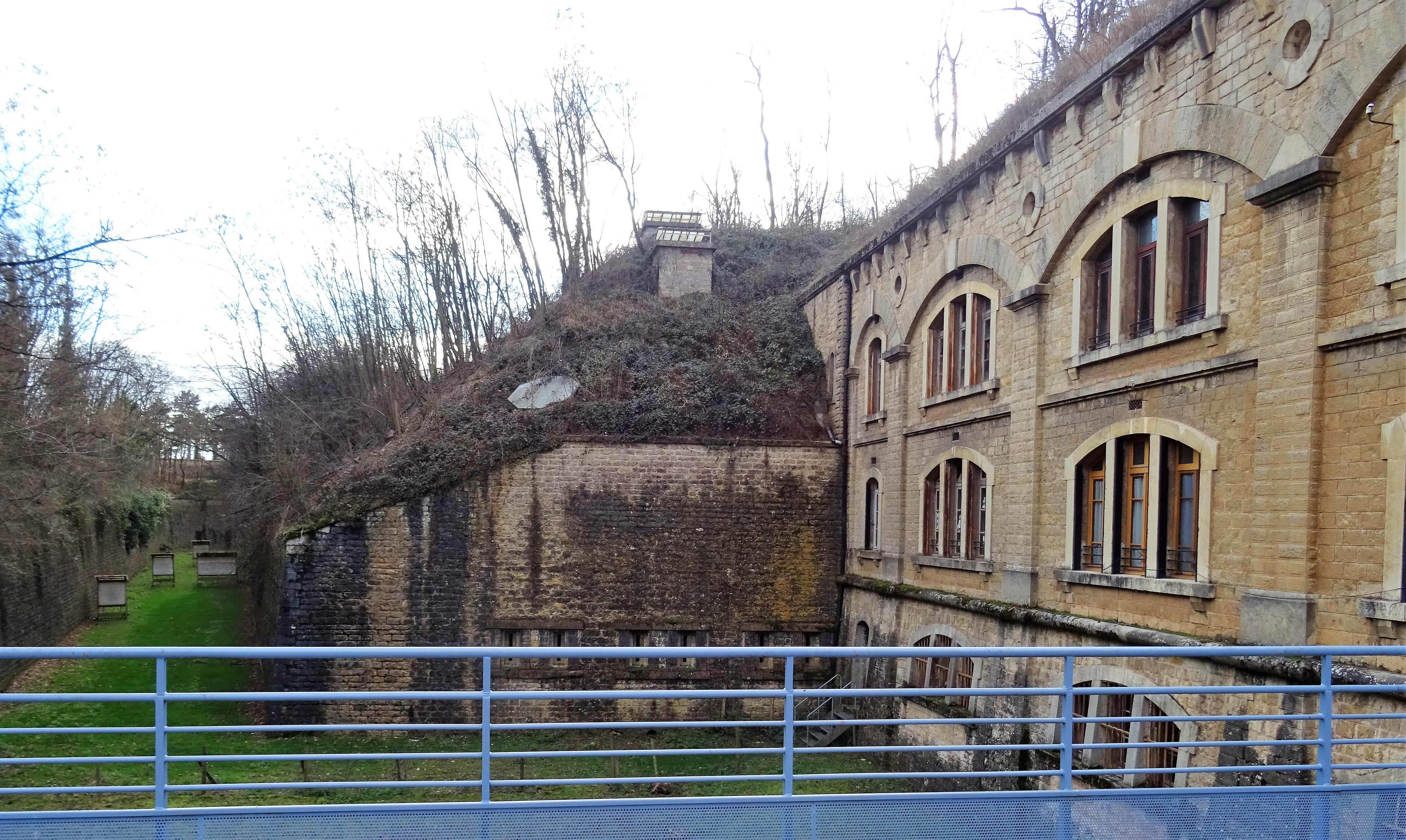
Fossé entourant le fort
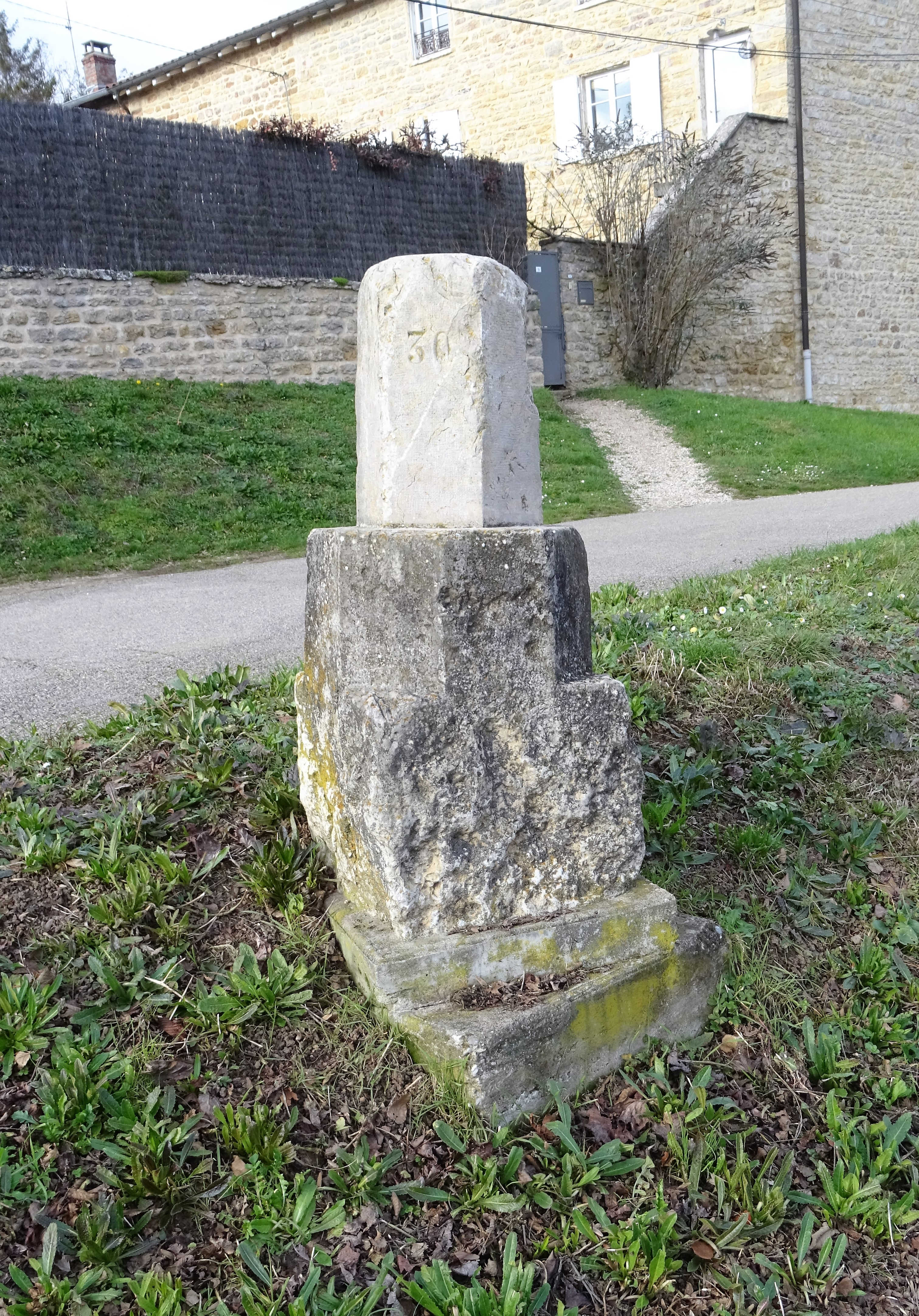
Borne en limite de l'espace militaire
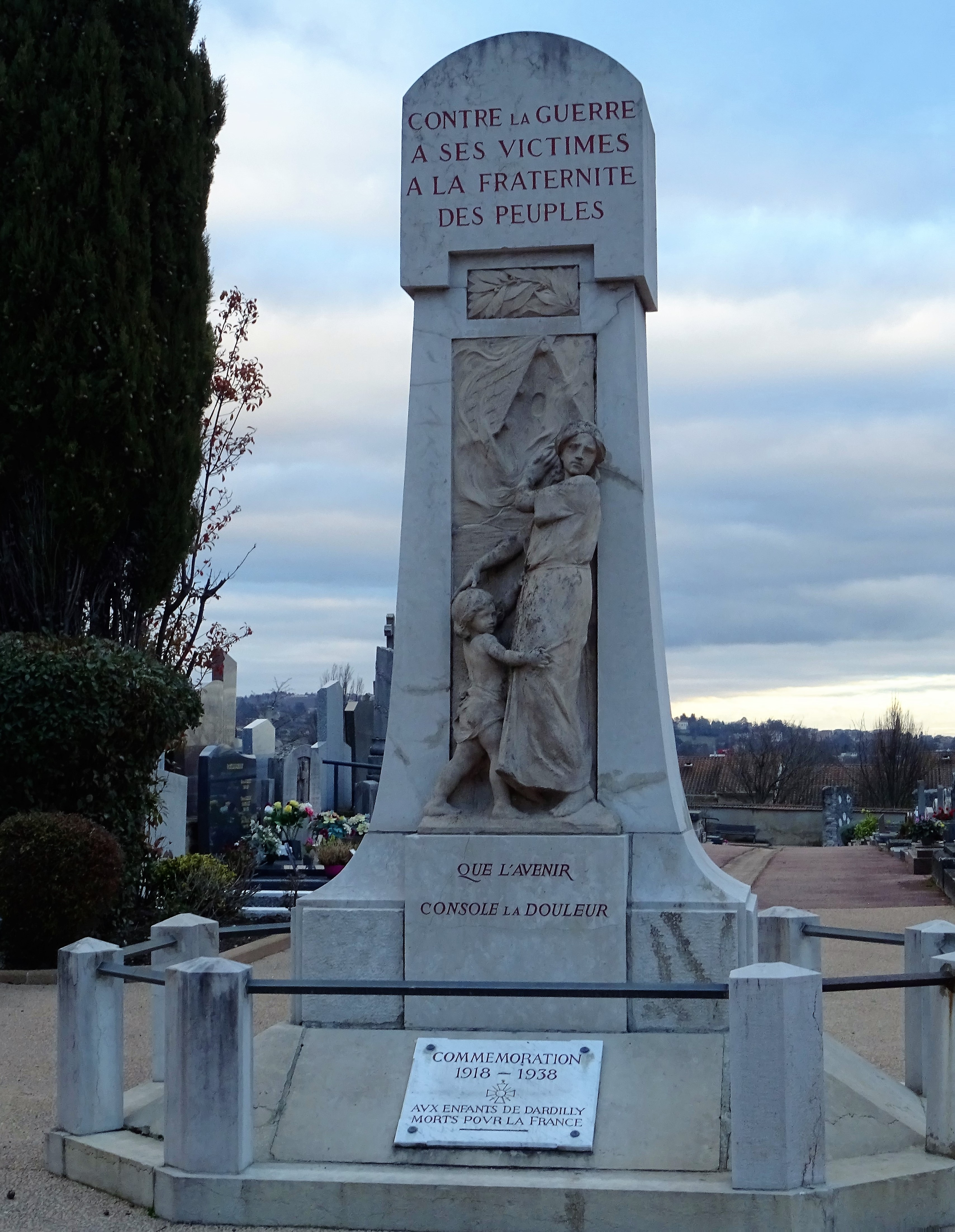
Monument aux morts de 1914-18

#### Une paysannerie enracinée
Les données disponibles pour l’année 1899 ont une valeur généralisable pour l’ensemble de la période. Le système qui allie polyculture et poly-élevage est caractéristique de temps où le but premier de l’agriculture était d’assurer la sécurité alimentaire de la population. Les céréales couvrent 44 % de l’espace cultivé. Parmi celles-ci, le froment, longtemps relégué à la deuxième place, l’emporte largement (29 %) sur le seigle (5 %) et le sarrasin (5 %). En ajoutant les 4 à 5 % des espaces consacrés à la pomme de terre (mais il nourrit aussi les porcs), le colza utilisé pour la cuisine (1 %) et les potagers (1,5 %) on approche des 50 % destinés directement à l’alimentation humaine. Il faut encore y ajouter les 7 à 8 % réservés à la vigne. Celle-ci, à cette date, s’est encore mal remise de la crise du phylloxéra mais ne retrouvera plus l’importance qu’elle avait auparavant. Nous ne sommes pas non plus dans les campagnes plus méridionales de l’ouest lyonnais et les arbres fruitiers ont une place négligeable (1 %). Selon la formule, héritée de la légende du roi Henri, le pastourage est associé au labourage. Si l’on tient compte des 3 % semés en avoine pour la nourriture des chevaux, on constate que presque l’autre moitié du terroir est voué à l’élevage. La majeure partie est en prairies naturelles (26 à 27 %) et le complément est tiré des cultures fourragères dont le trèfle et la luzerne (11 à 12 %).
Le graphique qui aurait dû être présenté ici ne peut pas être affiché car il utilise l'ancienne extension Graph, désactivée pour des questions de sécurité. Des indications pour créer un nouveau graphique avec la nouvelle extension Chart sont disponibles ici.

Les chiffres bruts permettent mal d’évaluer l’importance respective des différents élevages. Quelle valeur relative attribuer à celui des poules et autres volatiles de basse-cour comme dindes et dindons (3 009 têtes - sic !) ? Pour les travaux des champs les 151 chevaux et juments ont pratiquement éliminé les bœufs (s’ils avaient jamais eu quelque importance). Il faut placer au premier rang l’élevage laitier de 400 vaches et son renouvellement obligé de taureaux, génisses et veaux (92) mais les chèvres (102) et les ovins (350) tirent parti des pâturages les plus ingrats. On s’attendrait à un troupeau plus étoffé de porcins (50)
L’autre enseignement tiré de la statistique de 1899 concerne la taille des exploitations. Il conduit à parler de structures égalitaires. Les grands domaines ont quasiment disparu. Un seul est classé dans la catégorie des 50 à 100 ha (sans plus de précision) et un seul autre dans celle des 40 à 50. Faut-il leur ajouter les 6 exploitations entre 20 et 40 ha ? Si la loi qui a supprimé le droit d’ainesse est responsable du morcellement d’une partie du patrimoine (18 à 19 % des propriétés ont moins de 1 ha), les catégories les plus représentatives s’échelonnent entre 1 à 5 ha (56 %) et 5 à 10 ha (21 %).
Le graphique qui aurait dû être présenté ici ne peut pas être affiché car il utilise l'ancienne extension Graph, désactivée pour des questions de sécurité. Des indications pour créer un nouveau graphique avec la nouvelle extension Chart sont disponibles ici.

Les Dardillois ne sont pas pour autant coupés de la métropole. Une partie de leurs productions est écoulée sur le marché lyonnais. La jeunesse, en partie libérée par le début de la mécanisation des tâches agricoles va y chercher un emploi entraînant un certain déclin démographique (le minimum est atteint en 1911 avec 981 habitants). Aux liaisons routières traditionnelles sans cesse améliorées s’est ajoutée en 1902 la voie ferrée Givors-Paray-le-Monial avec une simple halte qui porte aujourd'hui le nom de gare du Jubin.

Cette situation est nouvelle par rapport aux siècles passés. Il semblerait que les nouveaux bourgeois lyonnais, celui des Cyclamens depuis 1826, ce boulanger de Vaise du Colombier en 1842, le célèbre industriel Joseph Rogeat qui reprend la propriété d’un notaire dardillois au Rucher en 1849 aient recherché à Dardilly une paisible retraite plutôt qu’une source supplémentaire de revenus. Ajoutons que depuis la fermeture des carrières (on en comptait jusqu'à 11) les agriculteurs sont devenus les seuls exploitants sur les terres de la commune.

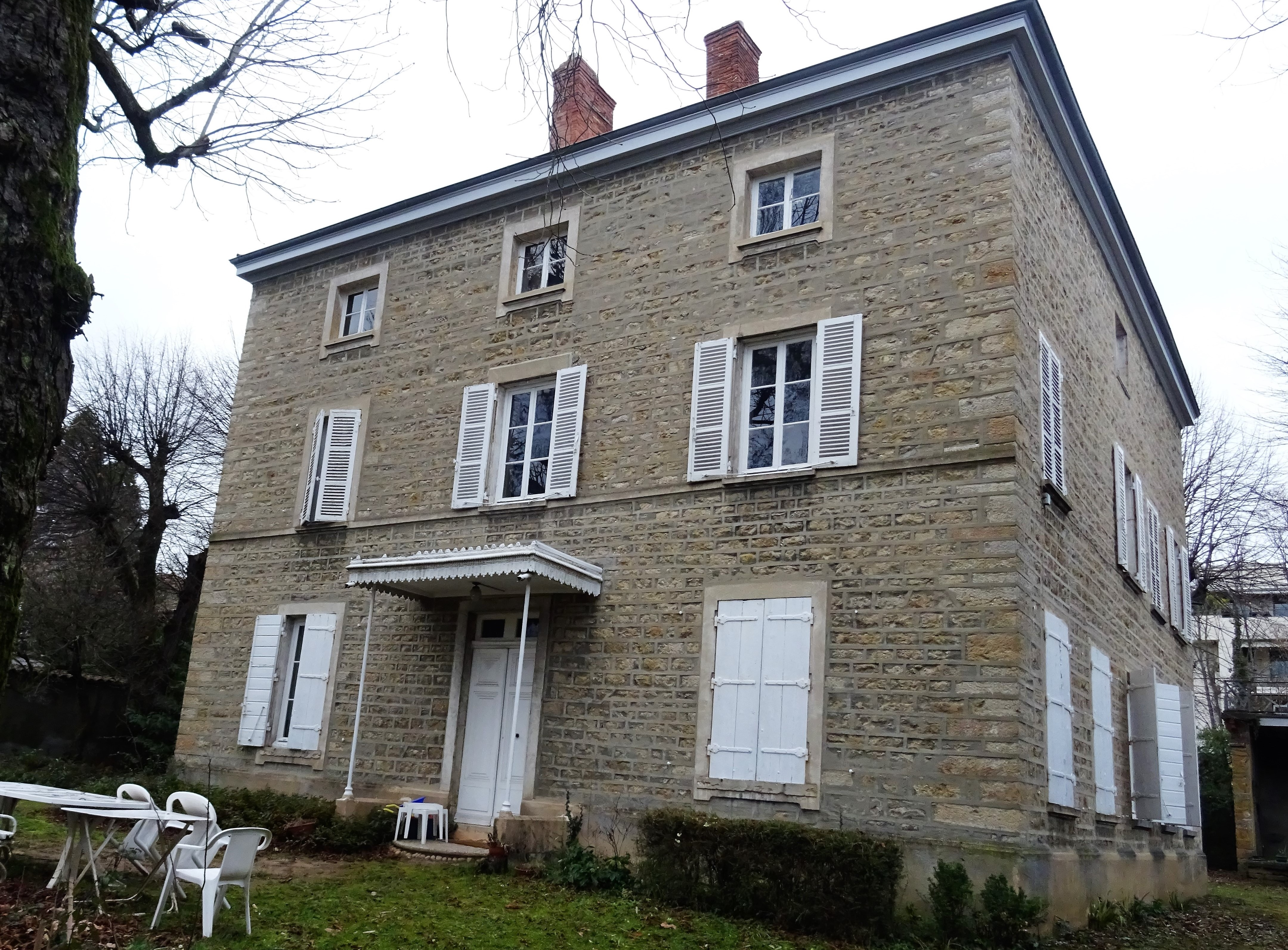
Les cyclamens
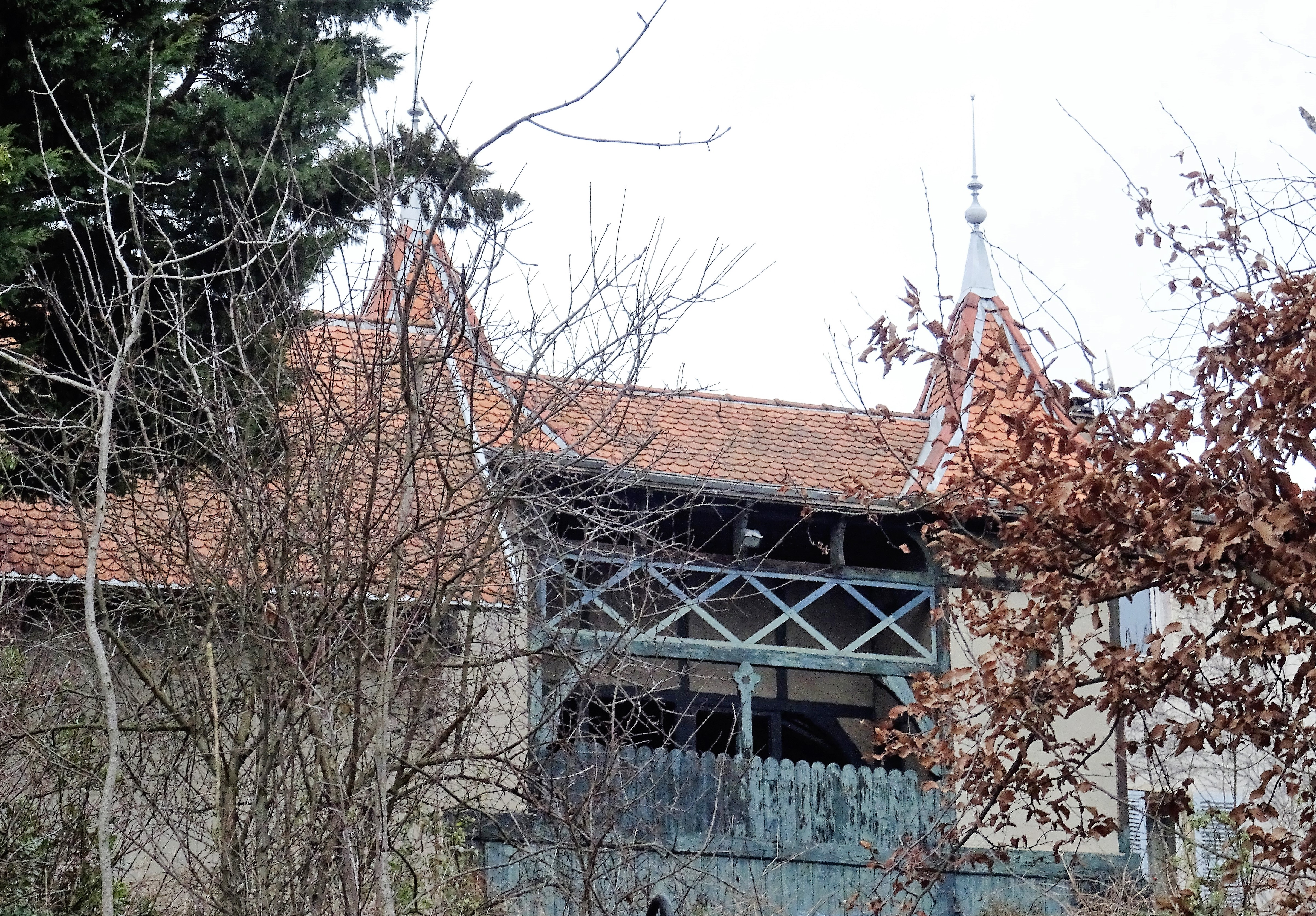
les colombiers du Colombier
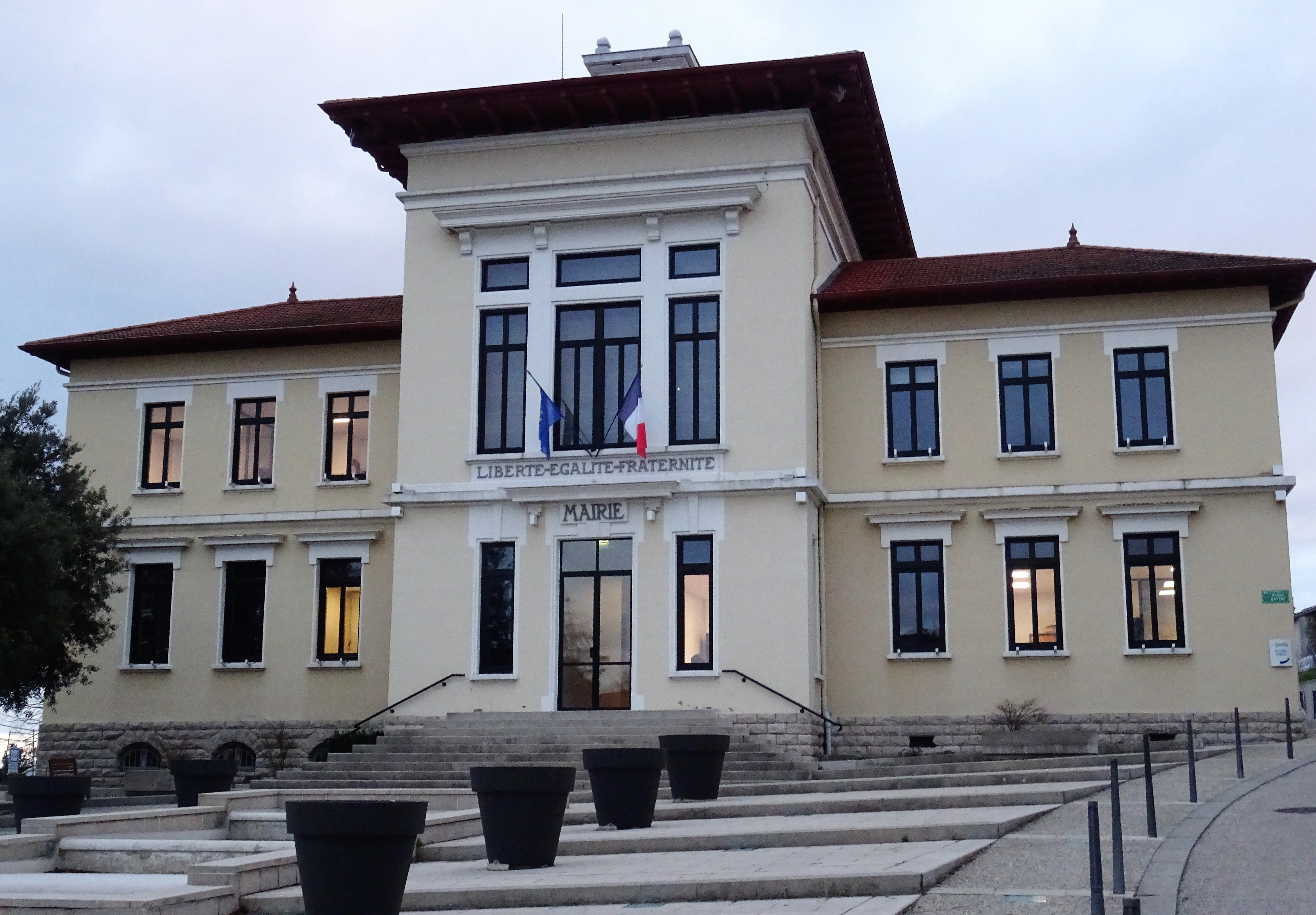
hôtel de ville de Dardilly
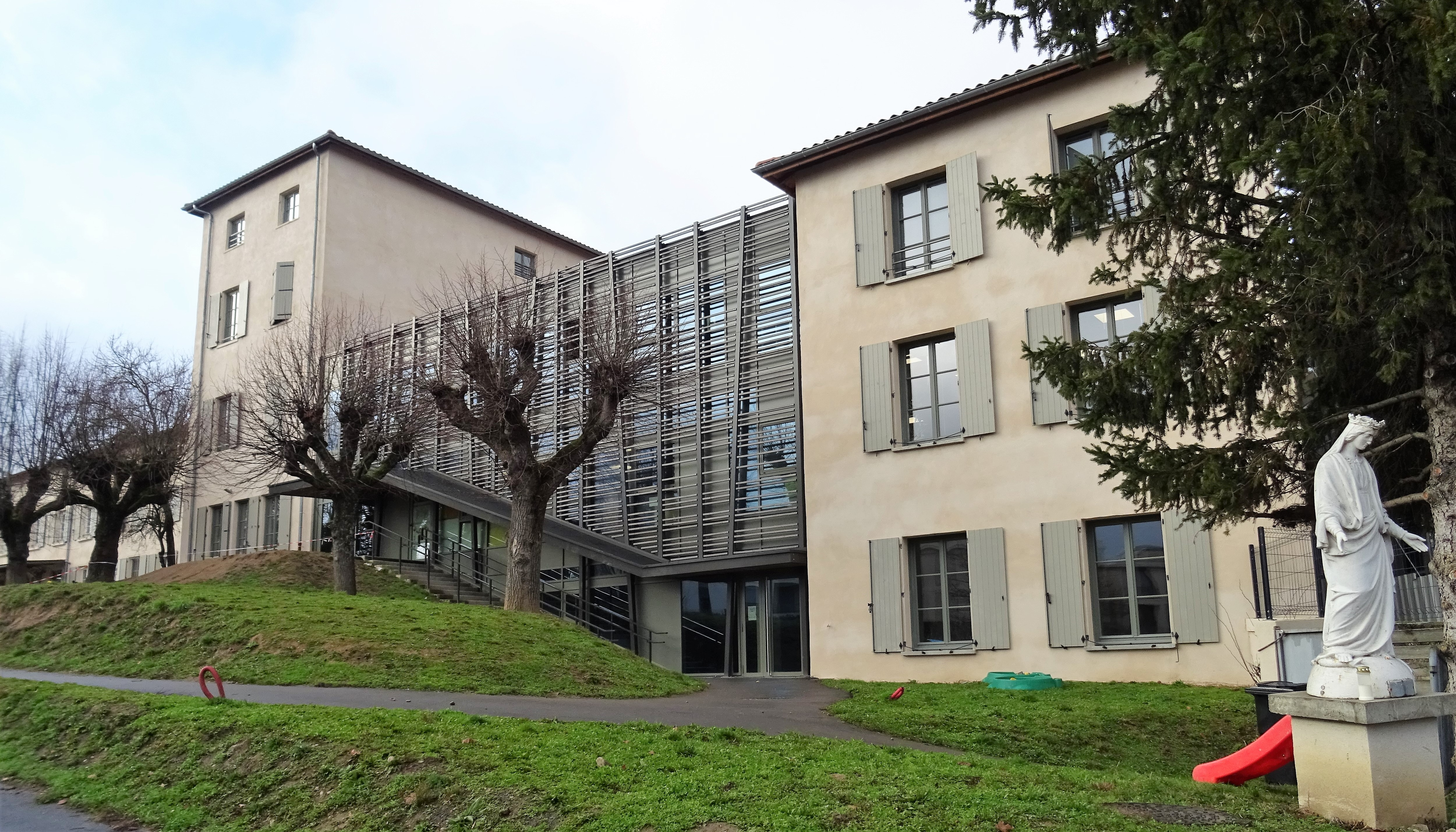
école libre Saint-Joseph

Un autre trait caractéristique de la commune de Dardilly est associé à l’activité exclusivement agricole : l’extrême dispersion de la population qui tient à vivre au milieu de l’exploitation pour s’épargner des déplacements fastidieux. Le pré-inventaire tient à le souligner après l’énumération des 37 lieudits. C’est aussi l’enseignement de l’on retire de l’examen de la carte d’état-major. Mais les occasions de rencontres restent nombreuses du fait du regroupement dans le centre d’équipements publics. En 1835 l’ancien cimetière a été déplacé aux proches Noyeraies. La reconstruction de l’église consacrée en 1869 s’est faite sur l’emplacement de l’ancienne. La mairie, transférée plus tardivement de l’ancien presbytère au nouvel hôtel de ville en 1909, reste dans le bourg. Il a été prévu assez spacieux pour pouvoir héberger les écoles de garçons et de filles dont la loi de Jules Ferry a rendu la création obligatoire en 1881. Enfin, quand l’école catholique des sœurs de Saint-Joseph a été réinstallée dans des bâtiments neufs en 1908, elle est restée dans le même voisinage.

### Dardilly aujourd'hui

#### La rurbanisation
Comme beaucoup de communes de la deuxième couronne de l’agglomération lyonnaise, Dardilly a connu une véritable explosion démographique depuis la fin de la Deuxième Guerre mondiale. La population est passée de 1 312 habitants en 1946 à 8 752 en 2018 soit une multiplication de près de sept fois (6,7 exactement). Le taux de croissance annuel a été maximal dans les années 1975-1982 (7,5 %) mais on assiste à une quasi-stabilisation dans la période la plus récente (0,3 % par an de 2013 à 2018). Cette augmentation est bien évidemment liée à l’immigration de jeunes ménages. Les trois quarts des résidents sont nés en dehors de la commune.

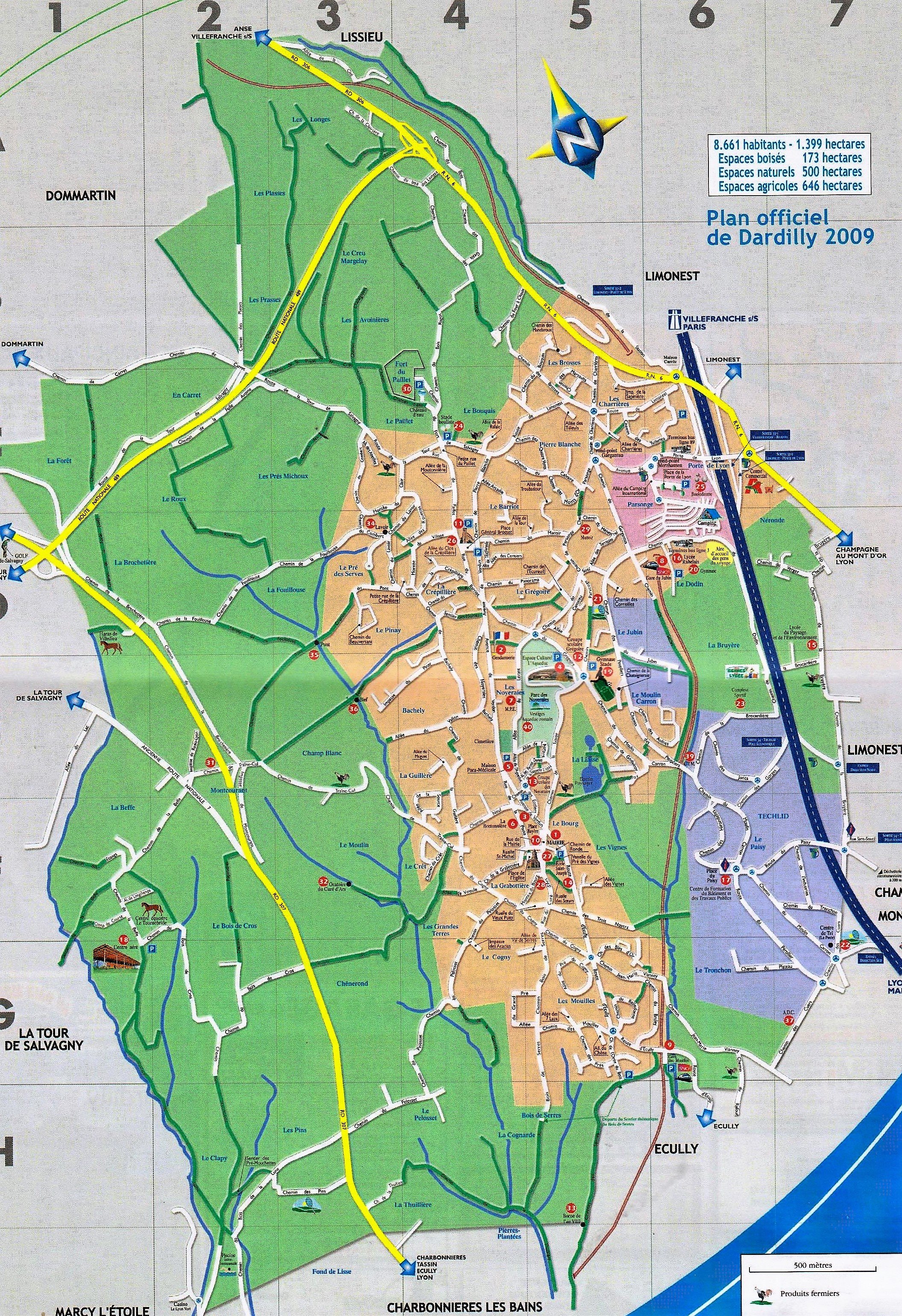
zoning de la commune de Dardilly

46 % du parc immobilier actuel datent des années 1971-1990,période de la plus forte croissance, plus des quatre cinquièmes si on y ajoute celui des années ultérieures. L’héritage de la vieille commune agricole avant 1919 ne représente plus que 6,4 % du total. Cette croissance s’est faite essentiellement sous la forme de lotissements mais la tendance tend à s’inverser dans la période la plus récente où l’on voit augmenter la proportion des appartements en immeubles : les programmes en cours devraient confirmer cette évolution. Cette urbanisation est exclusivement concentrée dans l’interfluve entre ruisseau des Planches à l’ouest et ruisseau des Serres à l’est et revêt la forme d’un ruban continu de 3,5 km du nord au sud pour une largeur maximale de l’ordre de 1,5 km. La carte établie par la commune fait apparaître ce zoning d’un secteur d’habitation continu entre les espaces agricoles à l’ouest et la zone d’activités à l’est de manière spectaculaire.

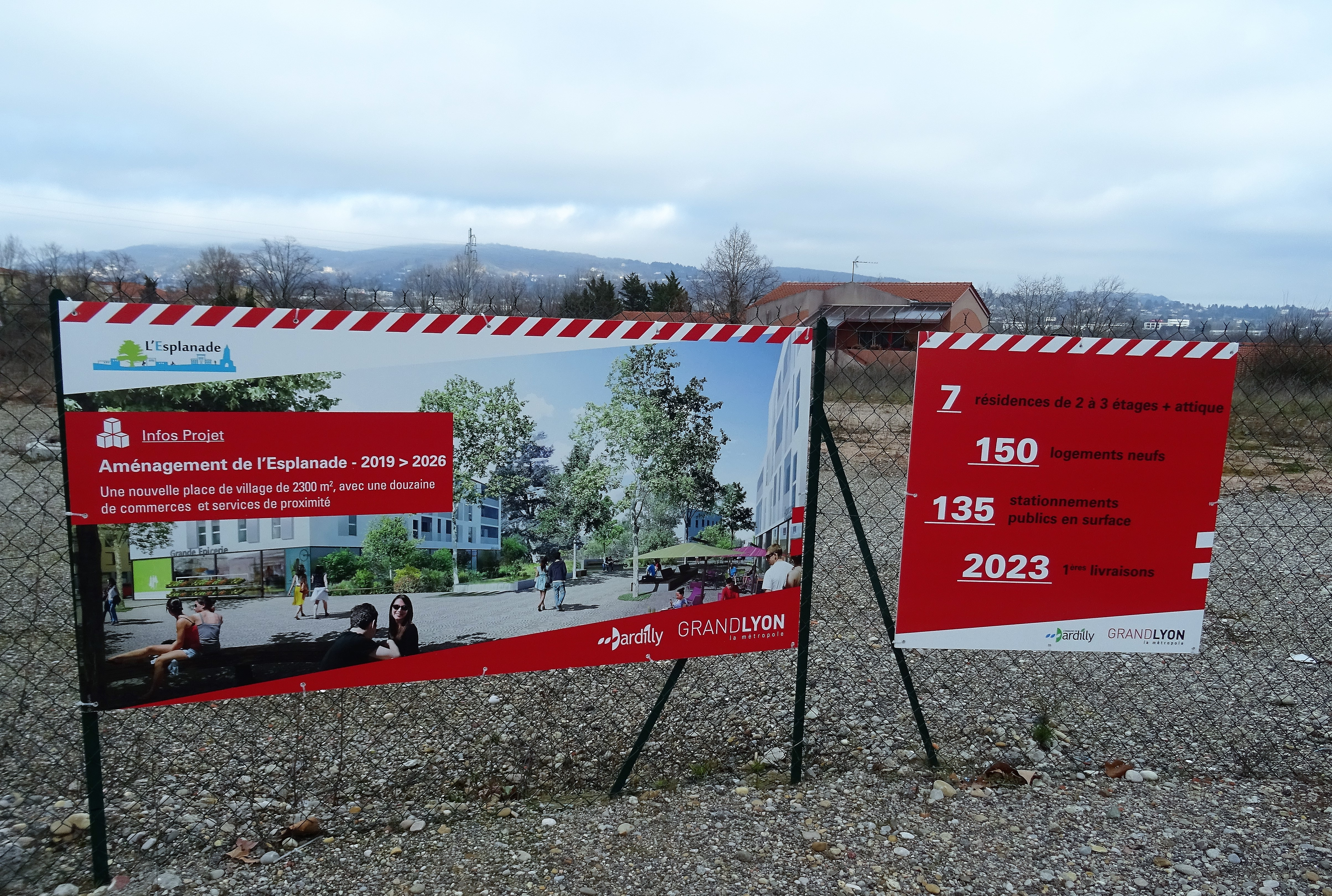
programme de l'Esplanade

Les nouveaux Dardillois appartiennent à des catégories sociales bénéficiant d’une formation supérieure à la moyenne nationale si l’on en juge par le niveau des diplômes. Dans plus de la moitié des ménages (55 %), celui-ci atteste d’un minimum de deux ans de formation universitaire qui va jusqu’à 22,5 % pour ceux qui atteignent les cinq années et plus. Une fois à l’embauche, Il n’est donc pas étonnant de les voir figurer parmi les catégories socio-professionnelles élevées. Parmi les ménages, 33,7 % sont classés dans les cadres et professions supérieures auxquels on peut ajouter les 14,3 % des professions intermédiaires. Ces pourcentages sont d’autant plus considérables qu’ils figurent dans une statistique incluant les 18 % de retraités du niveau duquel on ne saurait préjuger. Le rang des ouvriers (8,3 %) et des employés (13,4 %) soit 21,7 % au total est le moins fourni.
Le tableau du marché du travail sur la commune fait apparaître une offre quasi nulle dans le domaine agricole (0,2 %). Autant dire que, en termes d’emploi du moins, ce secteur a pratiquement disparu du fait, en particulier, d’une mécanisation extrême des tâches. Le faible taux des salariés de l’industrie (8,4 %) ne saurait étonner non plus dans une France de plus en plus désindustrialisée. La construction où dominent les travaux manuels n’y ajoute que 6,3 %. On peut donc conclure à une population tertiarisée avec 67,3 % d’emplois dans le commerce, les transports et services divers et 17,3 % dans les administrations, l’enseignement et l’action sociale Mais au total le compte n’y est pas. Moins de 22 % des actifs trouvent à s’employer dans la zone. Ce sont donc pratiquement les quatre cinquièmes des Dardillois qui doivent migrer quotidiennement pour se rendre sur leur lieu de travail vers le cœur de l’agglomération. La voiture est privilégiée dans les trois quarts des cas, les transports en commun de la métropole ne comptant que pour 13 %. L’encombrement quotidien des routes aux heures de pointe par ces migrants-alternants est le spectacle banal de celui d’une métropole.

#### Les services publics
Le problème le plus urgent pour les autorités a été la scolarisation des enfants des nouveaux Dardillois. Les locaux occupés dans la mairie ne suffisant plus, deux groupes scolaires ont été successivement construits incluant maternelle et primaire : celui du Grégoire dès 1967-70 et celui des Noyeraies en 1983-84. La poursuite de la scolarité est assurée hors de la commune par le collège Jean-Philippe Rameau à Champagne-au-Mont-d'Or puis aux lycées lyonnais Jean Perrin et La Martinière Duchère.

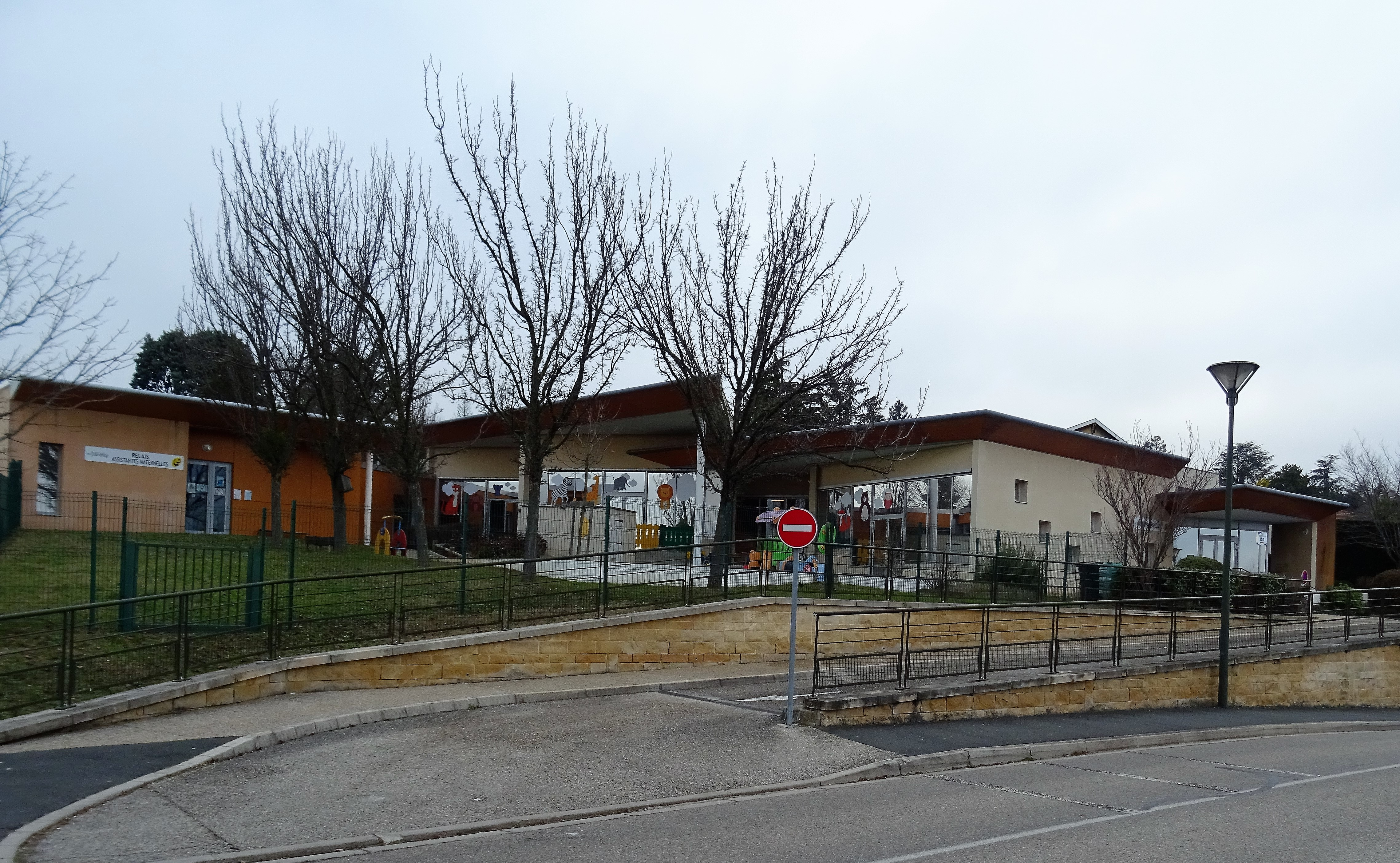
maison de la petite enfance
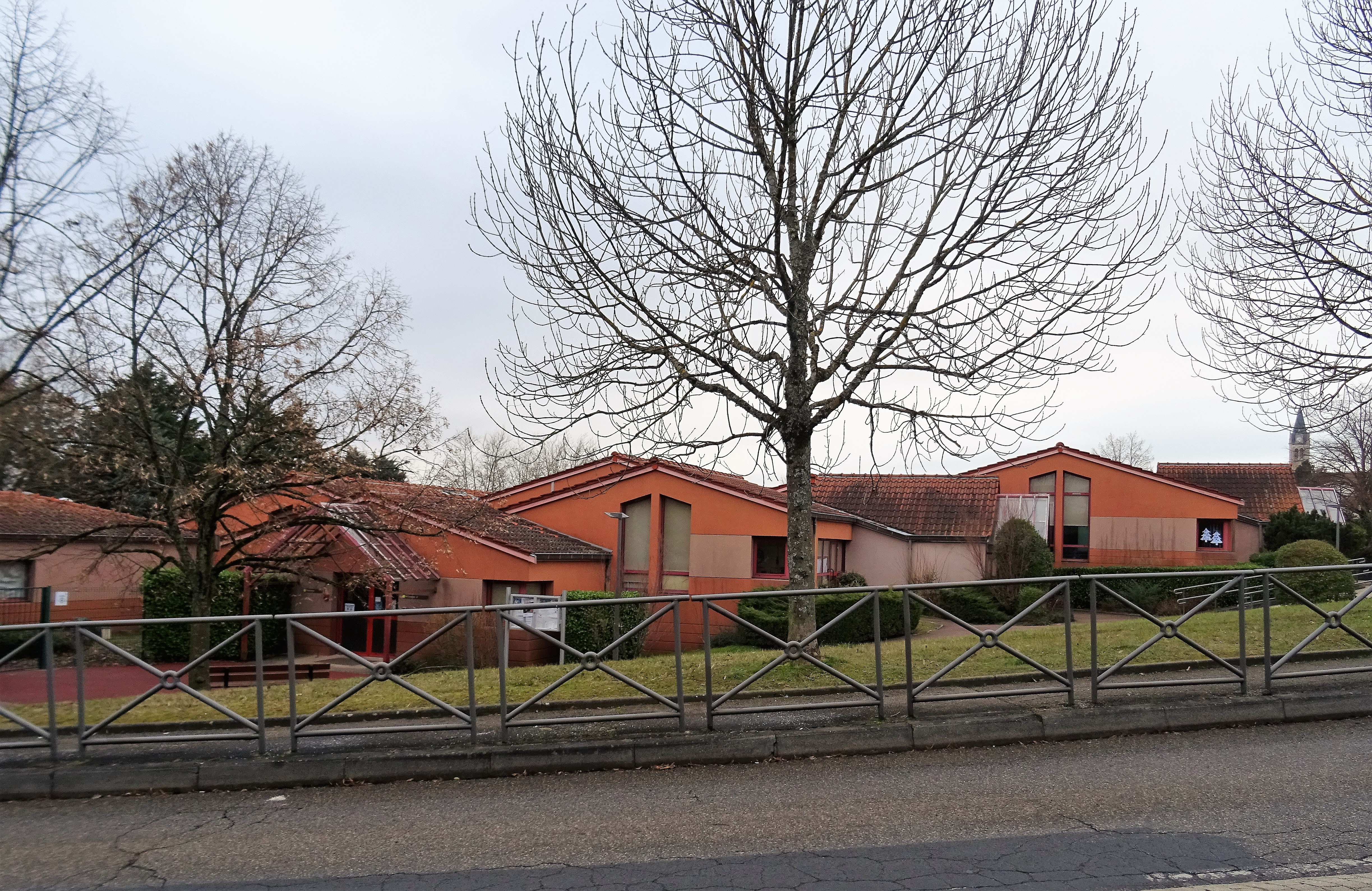
groupe scolaire les Noyeraies
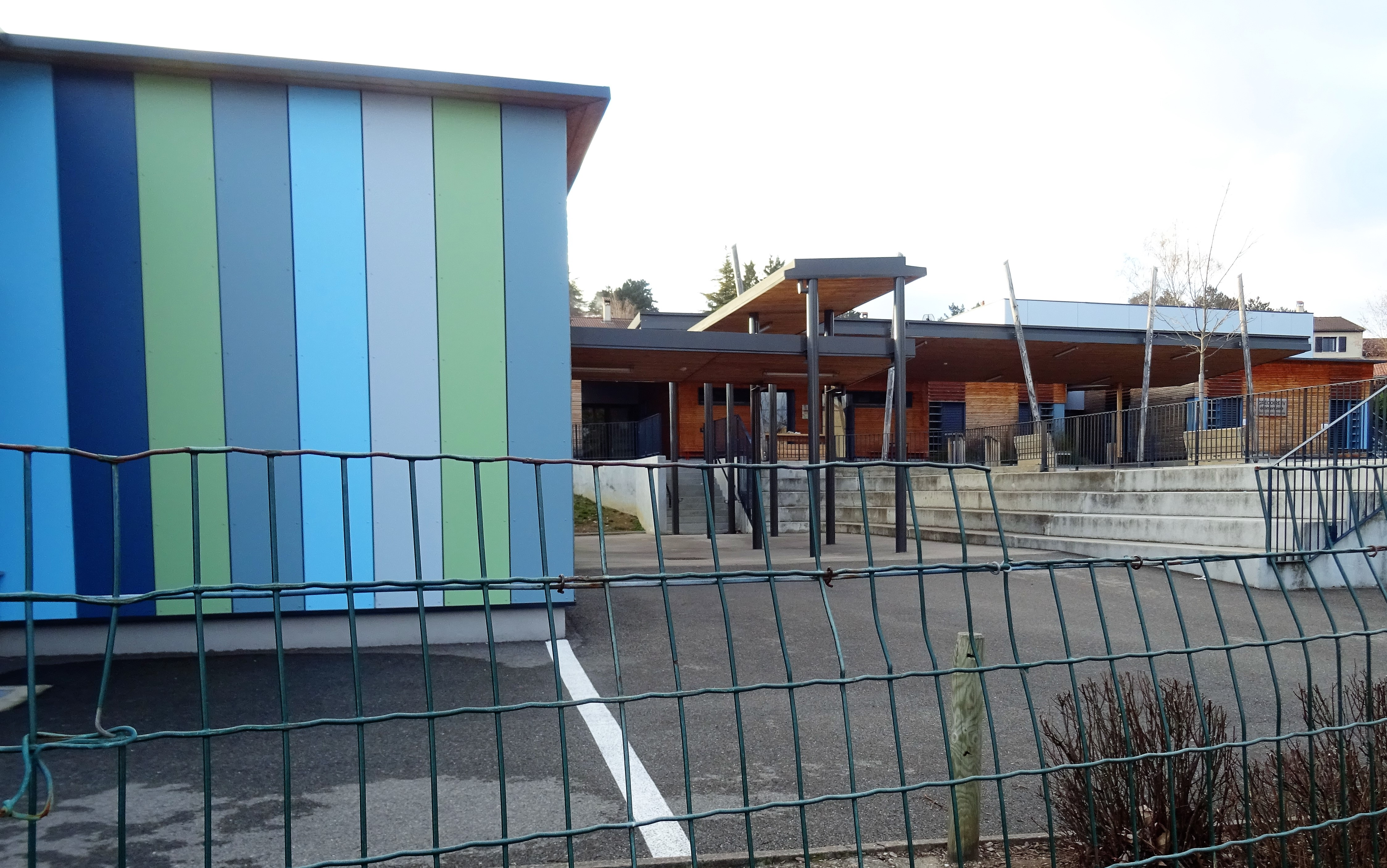
groupe scolaire du Grégoire

L’alimentation en eau n’a jamais posé de problème dans le passé. Il appartenait à chaque famille de creuser son puits ou d’aménager une source, la municipalité se chargeant de compléter ces initiatives par exemple en créant un lavoir communal. Celui du Clair en porte encore témoignage ce qui lui a valu d’être restauré en 1979. Mais dès 1956 a été édifié au Paillet, à proximité du fort, un imposant château d’eau dont la forme cylindrique marque fortement le paysage. Ses possibilités de réserve sont encore à la mesure des besoins de la population actuelle mais pour son remplissage la commune a intégré l’ensemble de la métropole dont les captages ont été transférés dans la nappe phréatique du Rhône à Crépieux-Charmy. La liste des équipements pour de nombreuses disciplines figure dans la section sports du présent article. À l'ouest de la commune, le centre aéré de la Beffe permet d'initier la jeunesse à diverses activités ludiques. On pourrait y ajouter, mais il s'agit ici d'initiatives privées, le centre équestre de Tournebride et le poney club de Villedieu.

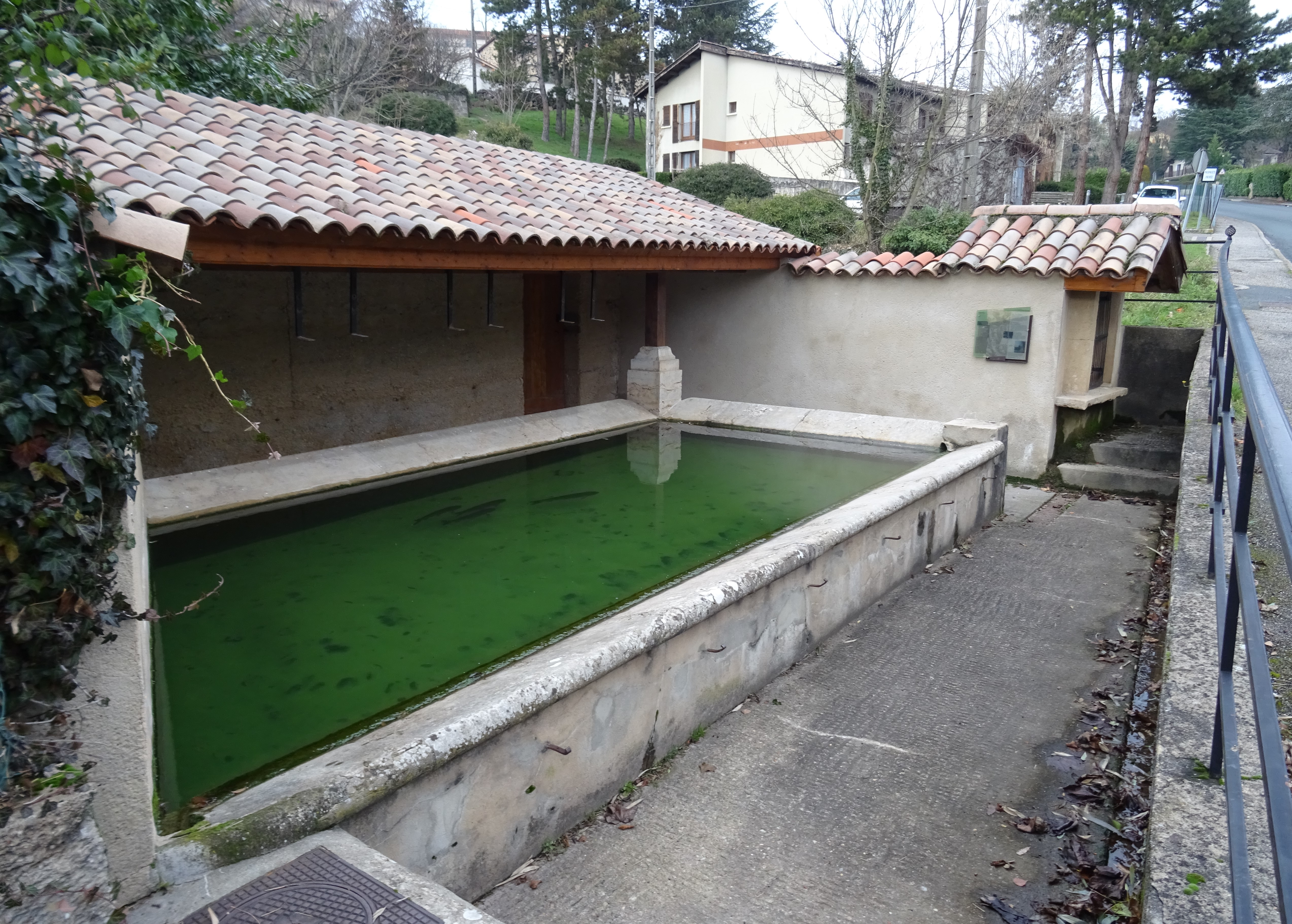
lavoir du Clair
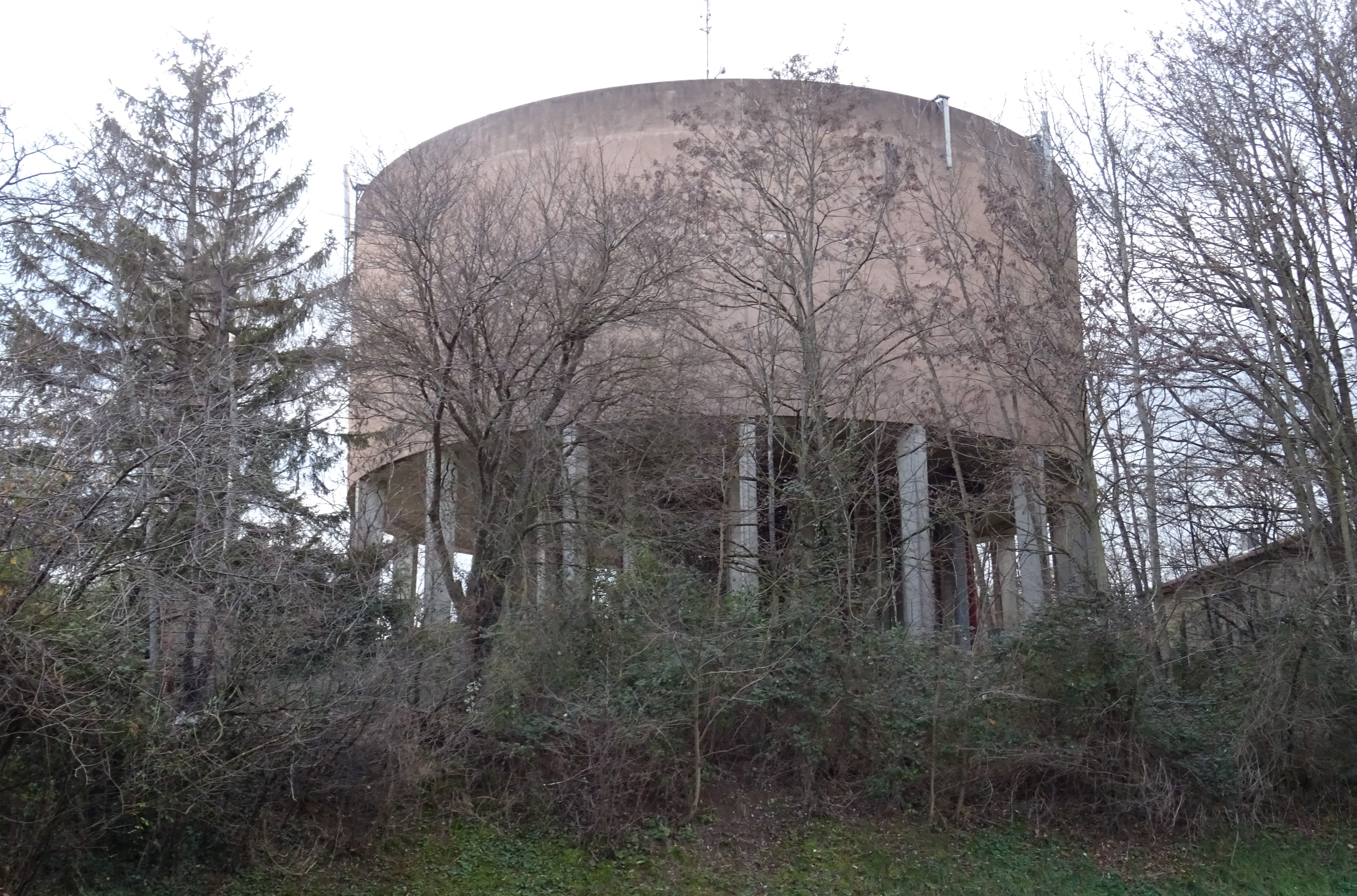
château d'eau du Paillet
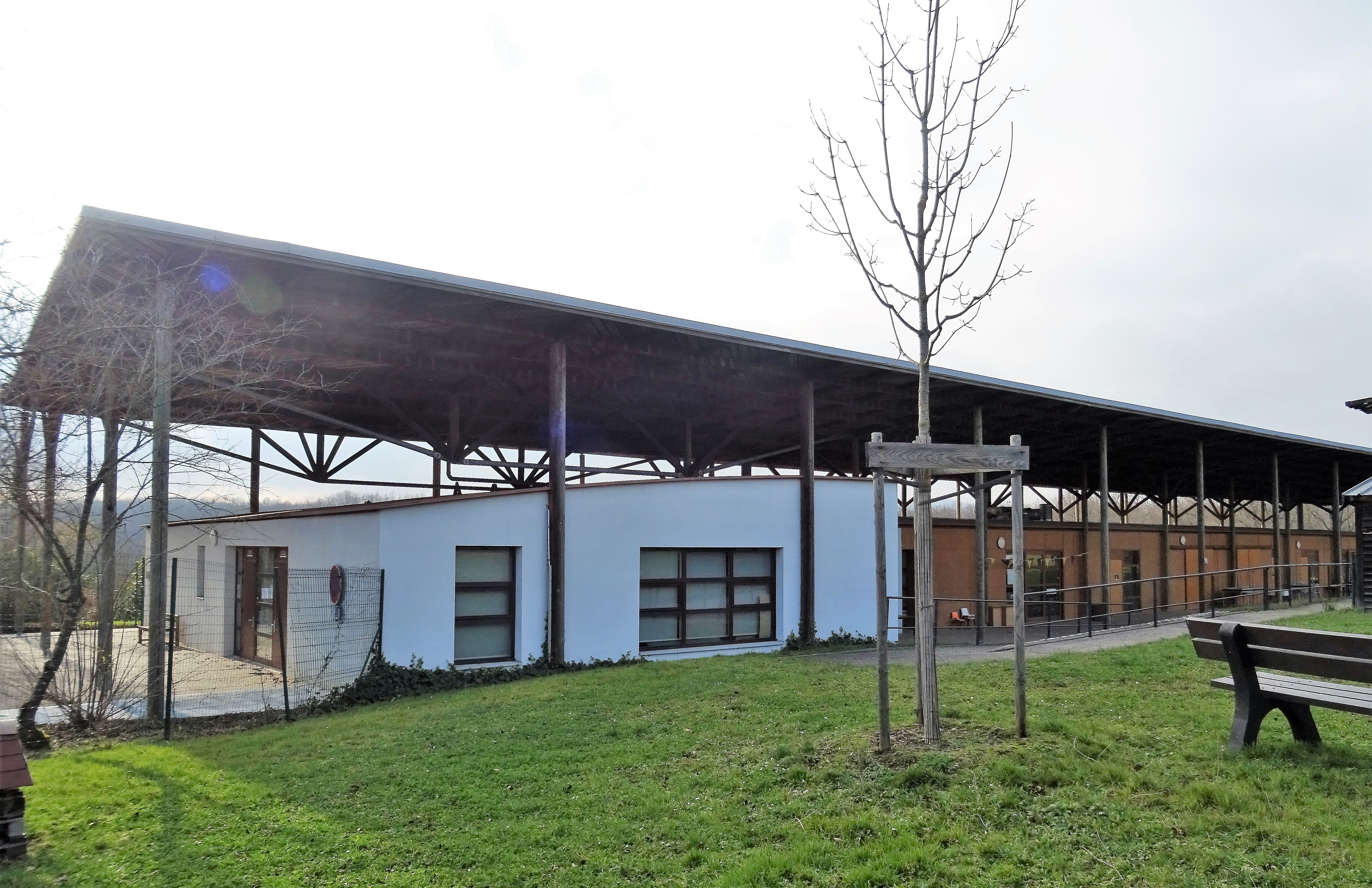
centre aéré de la Beffe
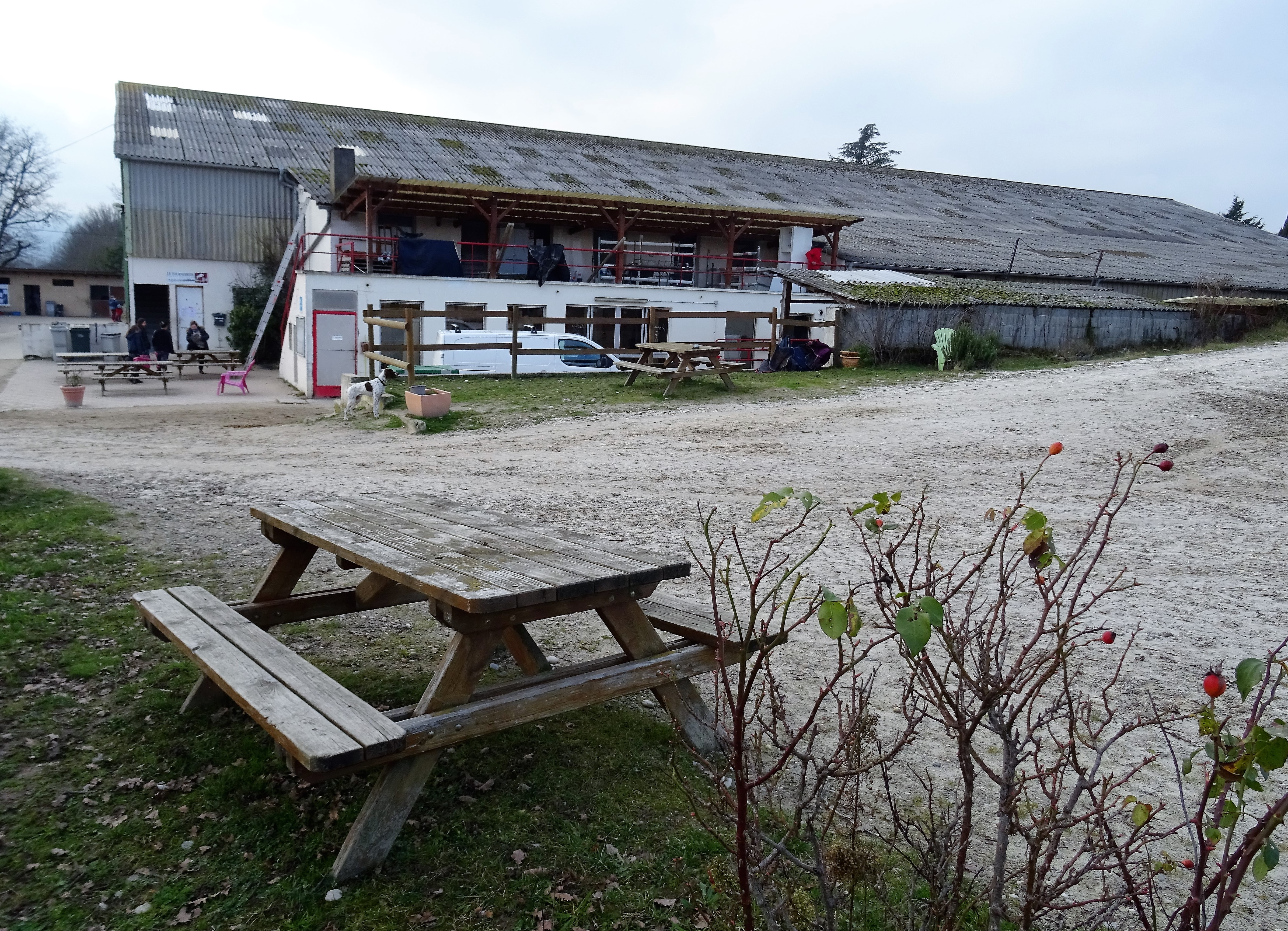
centre équestre de Tournebride

#### Techlid
On ne peut s’en tenir à ces indications sur la vie de la commune sans évoquer une dernière particularité qui n’a aucun rapport avec toute son histoire. Deux artères routières majeures traversent son territoire depuis des siècles : la RN6, héritière de la voie du Bourbonnais à l’extrême ouest du côté de La-Tour-de-Salvagny, et la RN6 (ou D306), anciennement voie de Bourgogne, au nord-est du côté de Limonest. Il n’en a pas été question jusqu’ici car elles n’ont joué aucun rôle dans le destin de Dardilly ; celui-ci était lié à celui de Lyon par le territoire d’Ecully. La situation est devenue entièrement différente depuis la création de l’autoroute A6. La date du 8 décembre 1971 peut être retenue comme repère de sa mise en service : c'est celle de l’ouverture du tunnel sous Fourvière.
Pour une agglomération en pleine expansion, une nouvelle facilité de développement s’ajoutait dans la direction du nord sur un espace alliant tous les avantages : proximité, absence de relief, sols pratiquement libres de toutes constructions. À une époque où la route et le camion avaient relégué au second plan le chemin de fer, toutes les conditions étaient désormais réunies pour une valorisation économique sur un axe privilégié. Le hasard veut que la commune de Dardilly en occupe l’essentiel.
L’exploitation de la situation se concrétise avec la naissance en 1988 d’une structure associative de type loi de 1901 qui regroupera un temps les collectivités de Tassin-la-Demi-Lune, Ecully, Champagne-au-Mont-d’Or , Limonest et Dardilly d’où l’acronyme de Techlid. Le regroupement a évolué au fil des années : actuellement les six parties prenantes sont Champagne-au-Mont-d’Or, Charbonnière-les-Bains, Dardilly, Lissieu, Limonest et la Tour-de-Salvagny ce qui justifie encore les trois dernières lettres de cet acronyme. Laissons cette association se présenter elle-même.

« Le Pôle Economique Ouest de la Métropole de Lyon connaît une croissance continue depuis les années 1990. Le succès de Techlid est principalement dû à la pluralité et à la complémentarité des activités présentes : des entreprises tertiaires et de petites structures industrielles, des activités commerciales, des hébergements hôteliers, des centres de formation et quelques grandes écoles. Avec près de 6 000 établissements et une croissance de 31 % en dix ans, Techlid est aujourd’hui le 2e pôle tertiaire de l’agglomération lyonnaise après la Part-Dieu. Son accessibilité est également un véritable atout : 4 échangeurs de l’autoroute A6, proximité du périphérique Nord de Lyon, traversée des RN6 et RN7 et de nombreuses lignes de transports en commun». Si l’on se place d’un point de vue strictement local, cette impressionnante polyvalence d’équipements entretient relativement peu de rapports avec la vie communale. C’est l’évidence même en ce qui concerne la capacité d’hébergement. Les cinq hôtels et le camping quatre étoiles de 6 ha avec ses 233 emplacements sont destinés à une clientèle de passage sur un des itinéraires majeurs lors de la migration des vacanciers au niveau européen. Du point de vue scolaire, deux lycées sont implantés dans le site : le lycée horticole paysage et environnement et le lycée Rabelais. Le premier créé en 1967 et agrandi en 2011 avec son exploitation agricole annexe accueille 300 élèves pour une scolarité allant de la seconde à bac + 2. De par sa nature même, son recrutement est dérogatoire au schéma classique et Il dispose d’un internat qui peut héberger 140 élèves et d’une résidence pour 50 étudiants. Le lycée polyvalent François Rabelais qui forme le personnel aux métiers de la bouche « pâtissiers, chocolatiers, boulangers, charcutiers, traiteurs et cuisiniers » n’est pas davantage réservé à la formation de la jeunesse dardilloise.

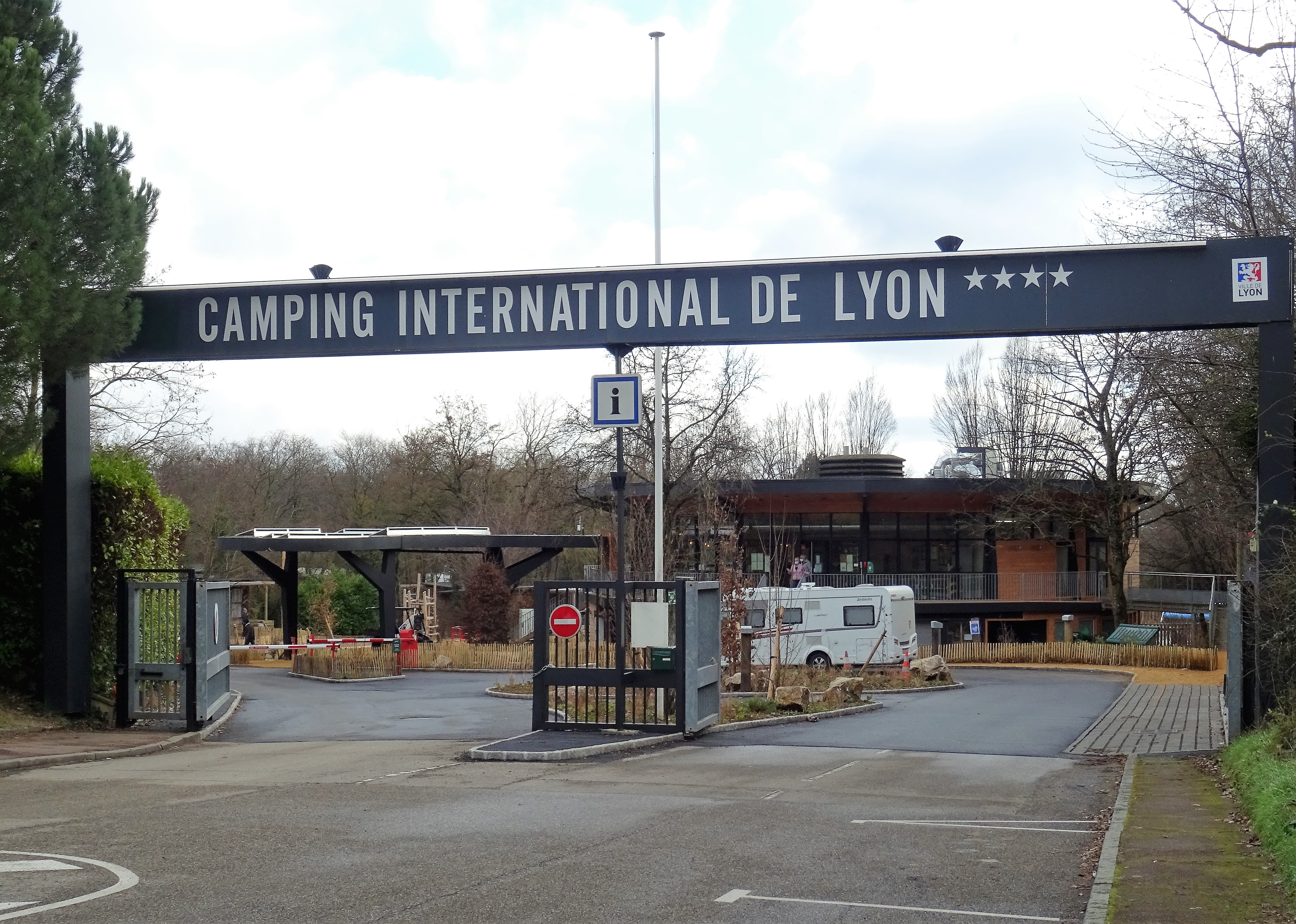
Camping international de Lyon
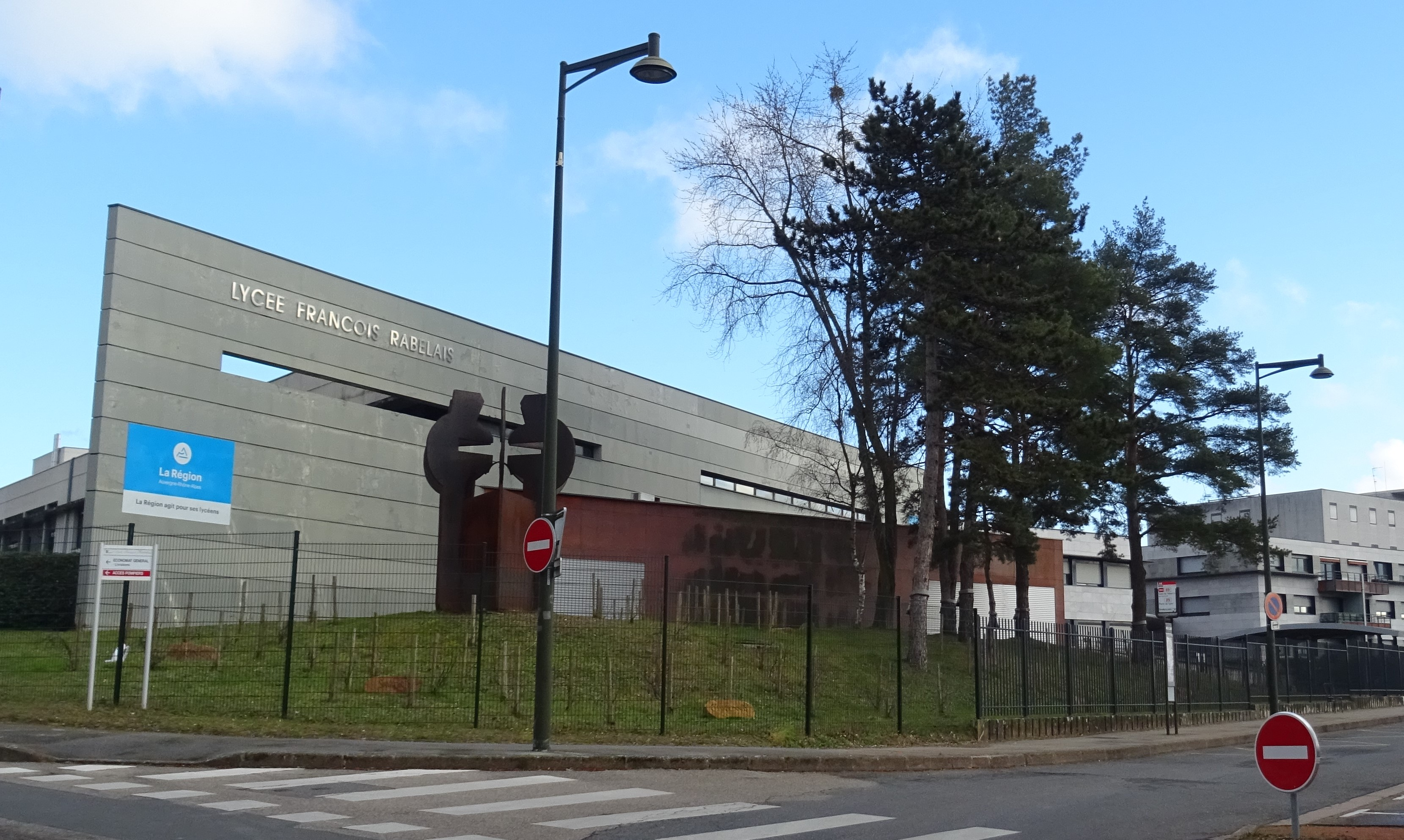
Lycée François Rabelais
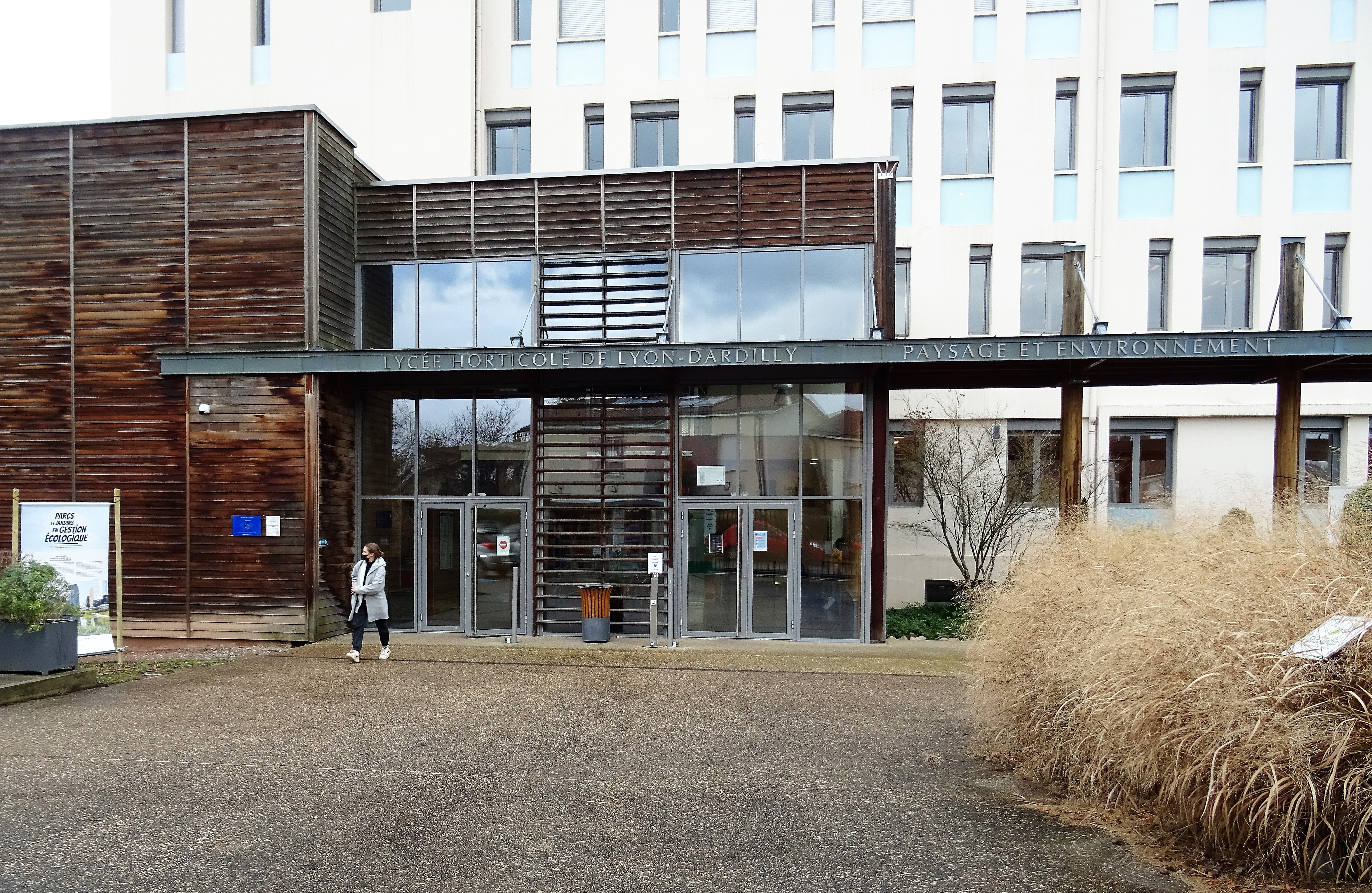
Lycée agricole de Dardilly
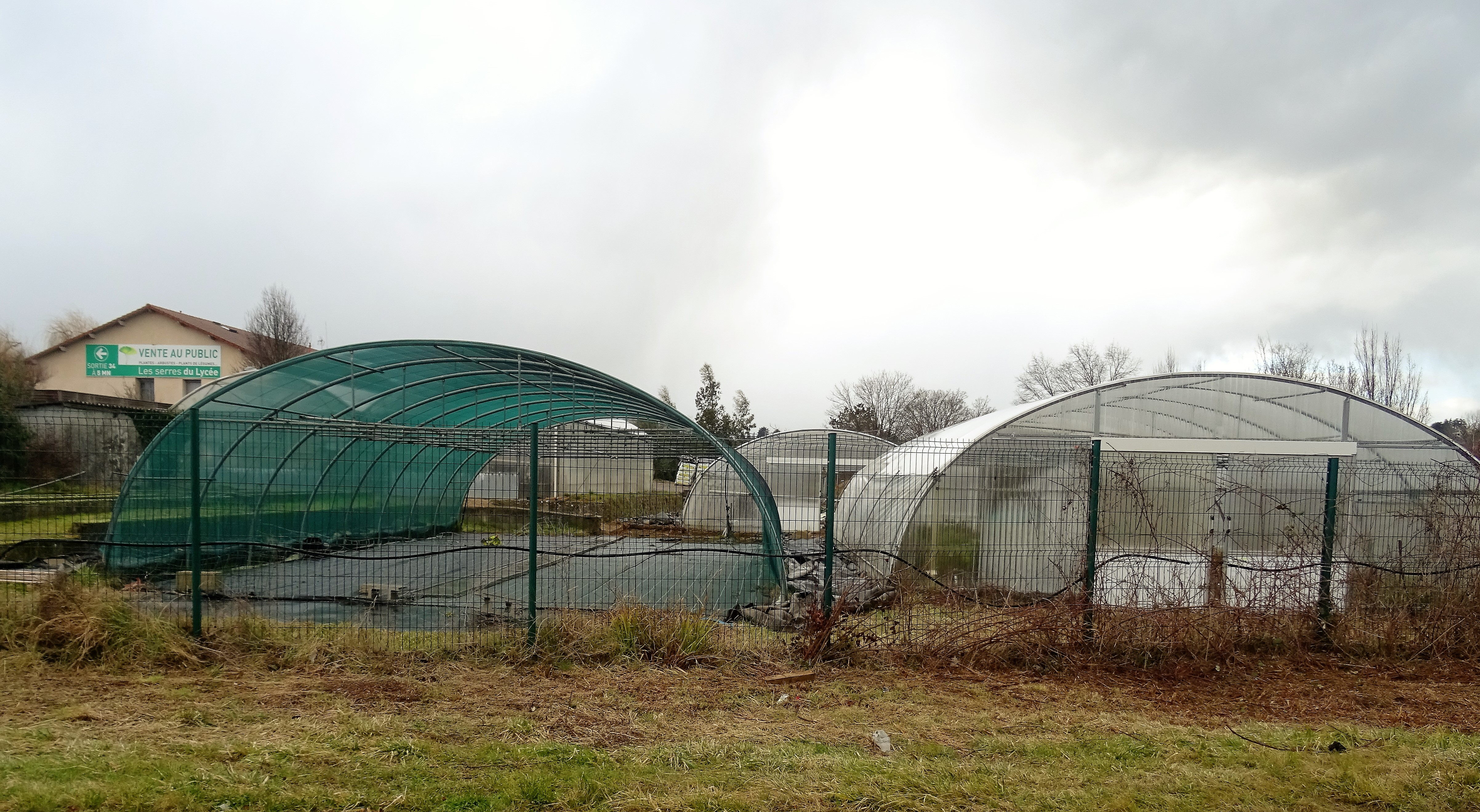
Serres du lycée agricole
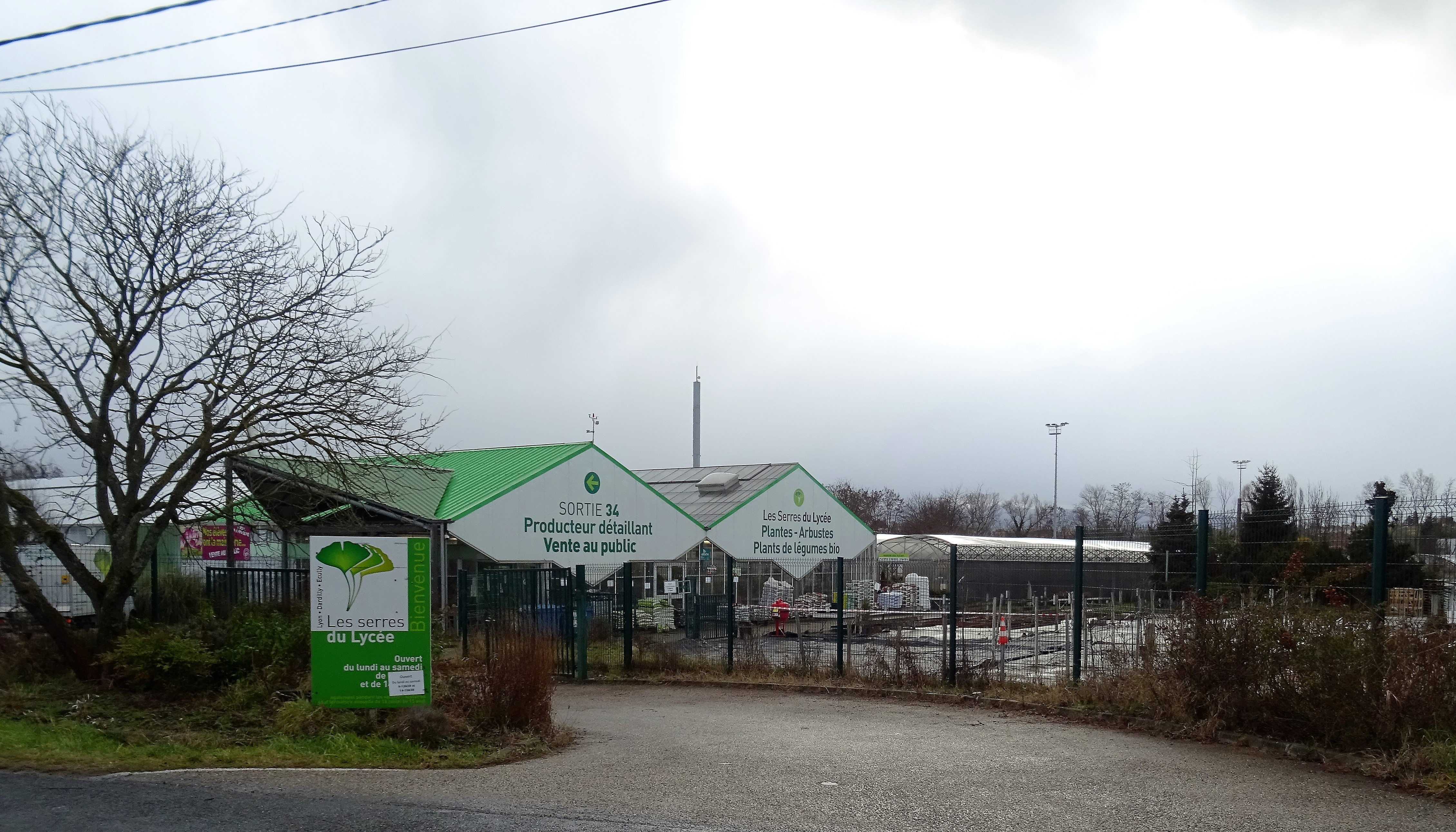
Autres serres du lycée

On a vu par ailleurs que la grande majorité des migrants-alternants, de par leurs qualifications supérieures, trouvent préférentiellement leur emploi dans le centre de la métropole. La fréquentation de la zone d’activité de Techlid ne présente véritablement d’intérêt pour les Dardillois que par la présence des grandes surfaces commerciales qui complètent les services limités du petit commerce de proximité au centre de la commune. Ils peuvent aussi, bien entendu, profiter de quelques équipements aménagés dans ce secteur par la commune comme le gymnase ou les tennis communaux ou par les instances métropolitaines comme le boulodrome. On peut conclure en philosophant sur la valeur variable d’un espace selon les besoins d’utilisateurs différents.

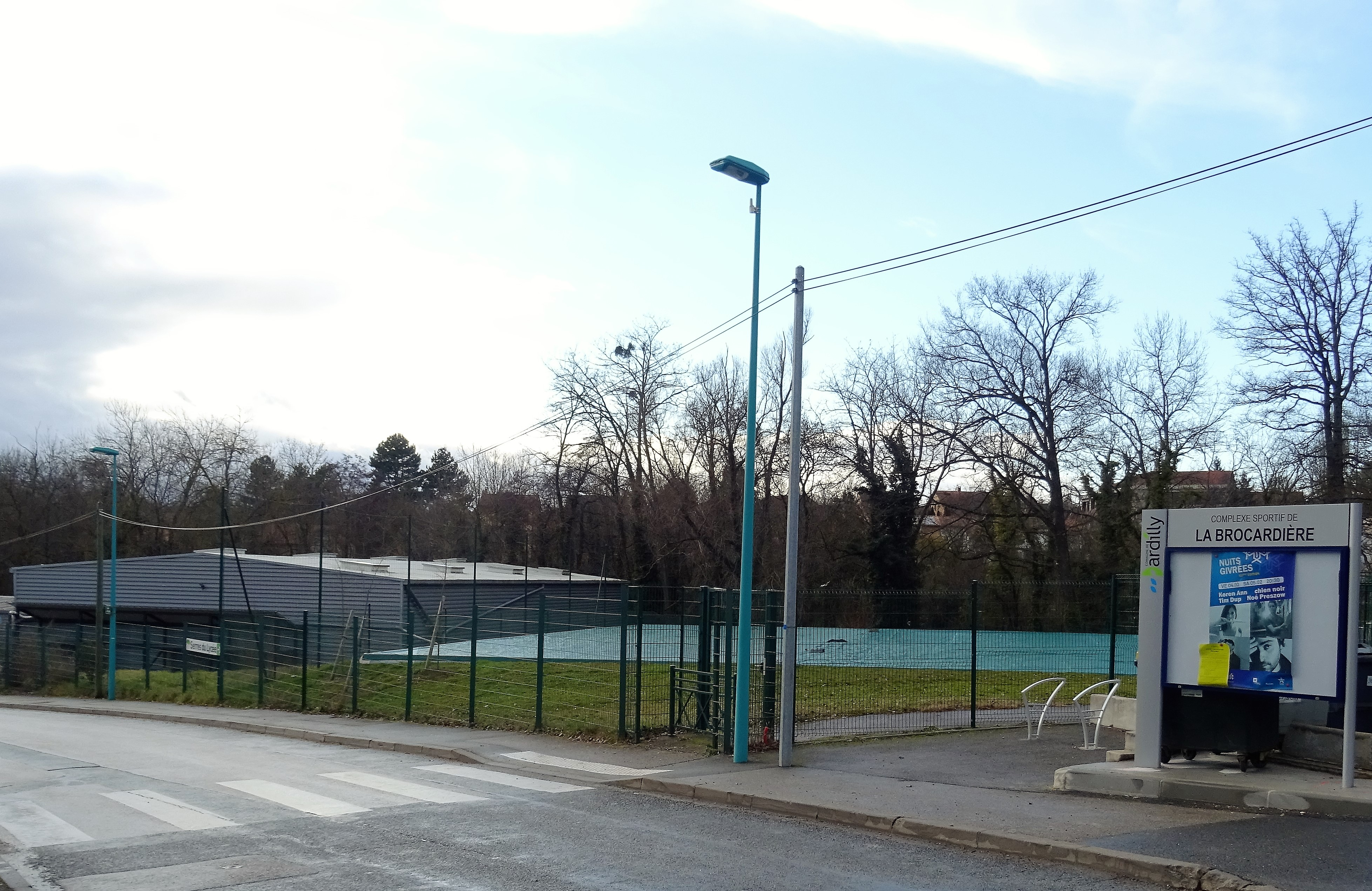
la Brocardière
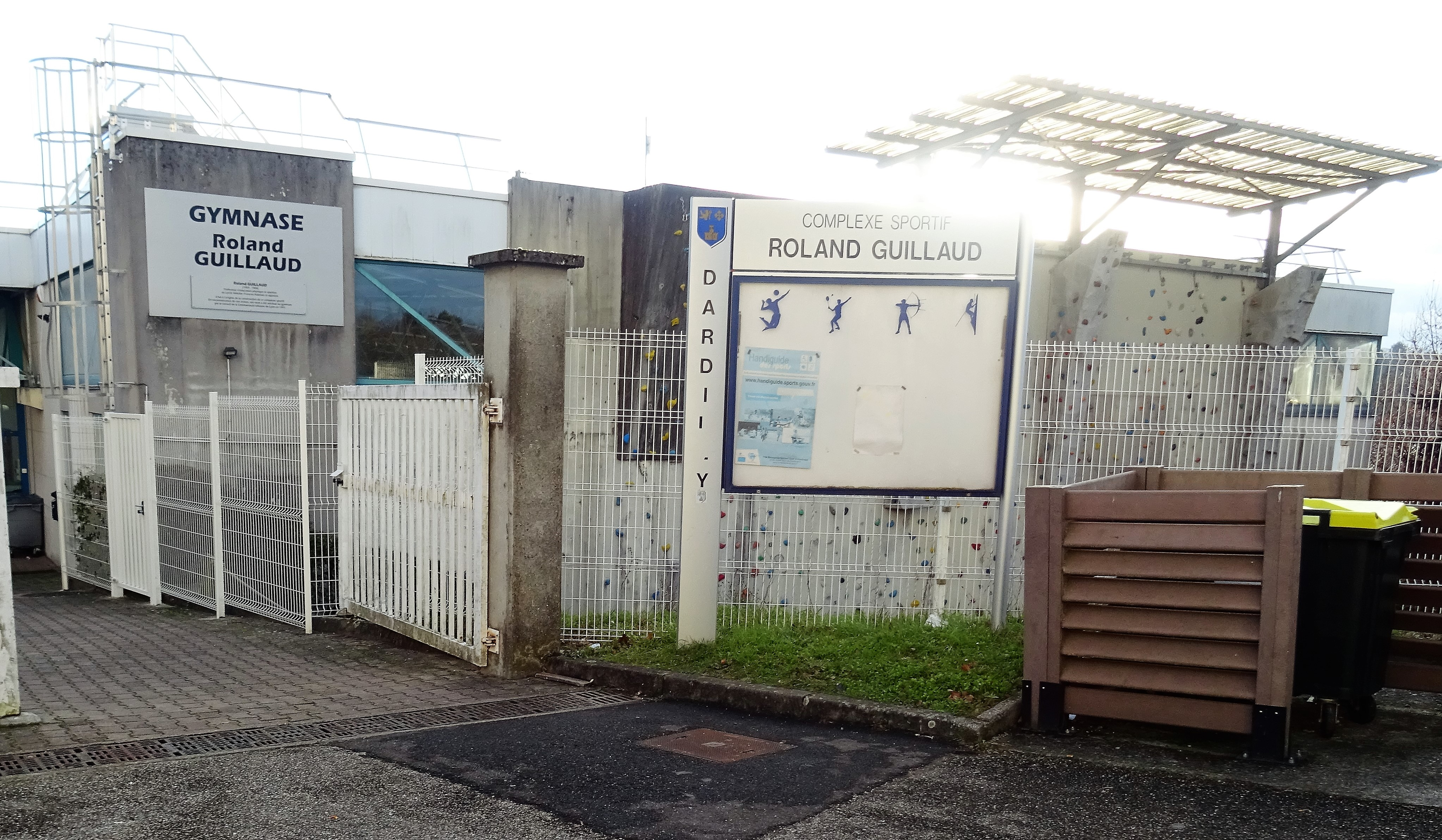
gymnase Roland Guillaud
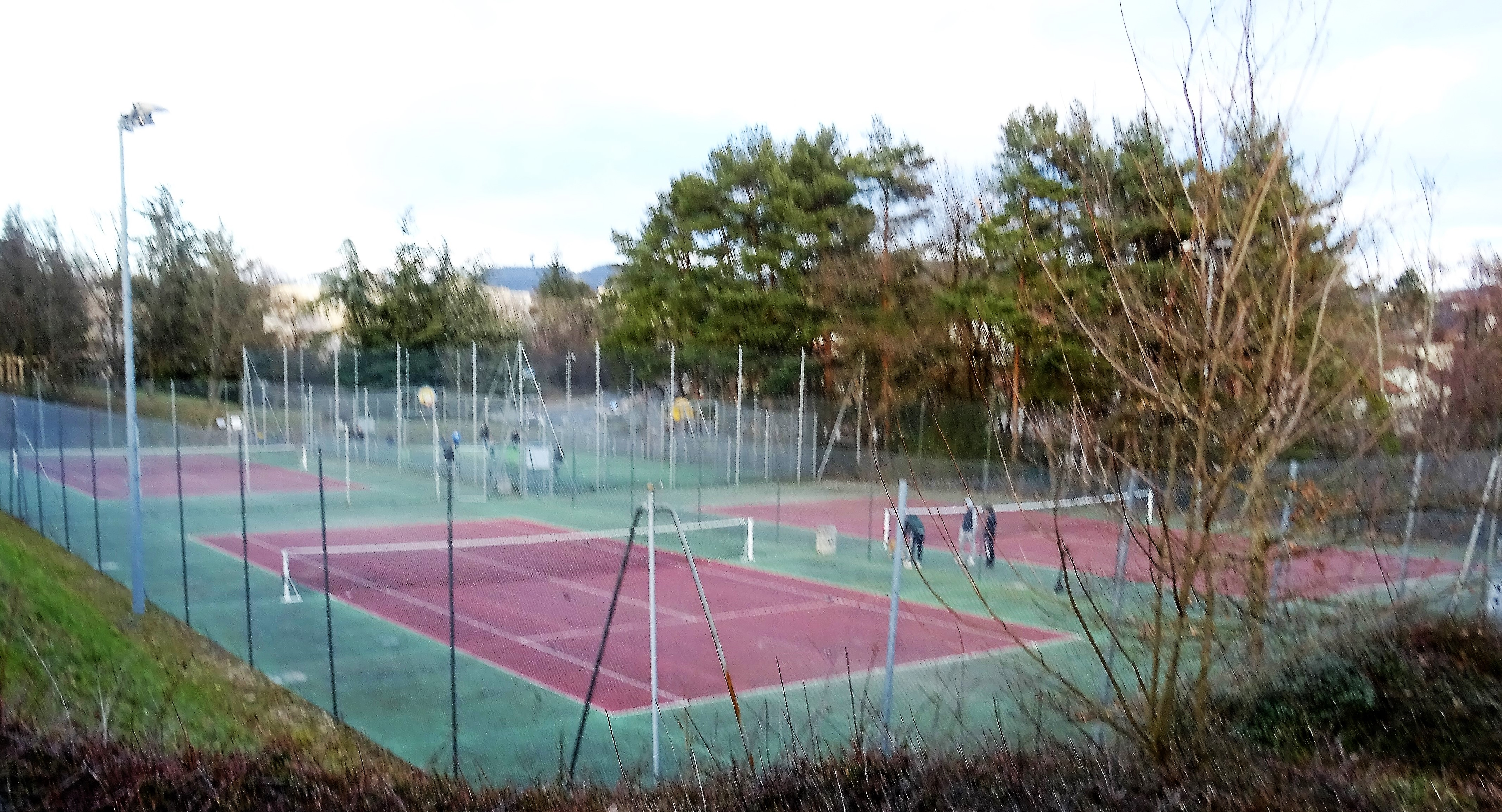
tennis de Parsonge
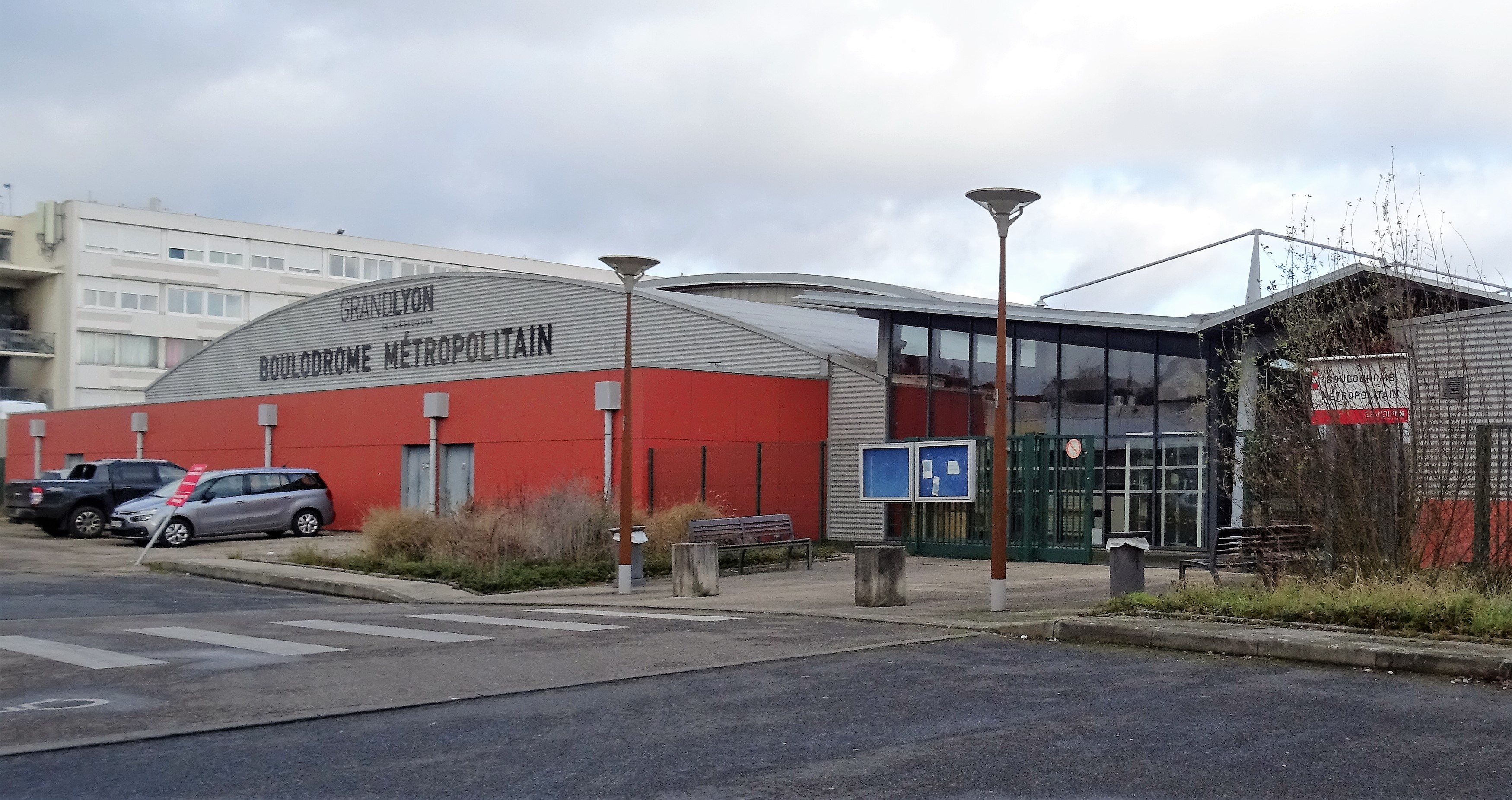
boulodrome métropolitain

## Politique et administration

### Tendances politiques et résultats
Après deux scrutins annulés, les élections de juin 1990 portent à la mairie Daniel Le Maire, membre du RPR. Élue en 1995, la centriste Michèle Vullien est réélue par 60 % des votants en 2001 et par 56 % des votants en 2008.
Lors des élections présidentielles, les électeurs dardillois ont voté à près de 70 % pour Nicolas Sarkozy en 2007 et 2012. En revanche, la mairie est tenue par une équipe sans étiquette politique ayant battu successivement en 2001, 2008 et 2014 une liste UMP. En mars 2014, la liste de Michèle Vullien remporte de nouveau les élections avec 53,4 % des suffrages exprimés contre 46,5 % pour la liste UMP.

#### Élections municipales
- Élection municipale du 15 mars 2020 (1er tour) : 67,41 % (1 624 voix) pour Rose-France Fournillon (DVD), 32,59 % (785 voix) pour Christelle Teixeira Valpassos (DVD), 38,26 % de participation.
- Élection municipale du 23 mars 2014 (1er tour) : 53,44 % (1 991 voix) pour Michèle Vullien (MoDem), 46,55 % (1 734 voix) pour Jean-Yves Deloste (UMP), 59,99 % de participation.
- Élection municipale du 9 mars 2008 (1er tour) : 55,80 % (1 838 voix) pour Michèle Vullien (DVD), 44,20 % (1 456 voix) pour Daniel Valent (DVD), 58,36 % de participation.
- Élection municipale de mars 2001 : données manquantes
- Élection municipale de juin 1995 : données manquantes
- Élection municipale partielle des 17 et 24 juin 1990 (2d tour) : 37,45 % (940 voix) pour Daniel Le Maire (RPR, Union de la droite), 36,05 % (905 voix) pour Bernard Thomas (DVD), 26,49 % (665 voix) pour Michel Charmont (PS), 60,42 % de participation.
- Élection municipale partielle des 3 et 10 septembre 1989 (2d tour) : 37,73 % (818 voix) pour Bernard Thomas (DVD), 37,40 % (811 voix) pour Daniel Le Maire (RPR), 24,86 % (539 voix) pour Michel Charmont (PS), 53,63 % de participation.
- Élection municipale des 12 et 19 mars 1989 (2d tour) : 33,98 % (933 voix) pour Bernard Thomas (DVD, Union de la droite), 33,98 % (933 voix) pour Marcel Christ (Centre gauche), 18,03 % (495 voix) pour Alain Dejean (RPR-DVD), 13,98 % (384 voix) pour Michel Charmont (PS), 67,99 % de participation.

### Administration municipale
| Période                                  | Période                    | Identité                | Étiquette               | Qualité |
| ---------------------------------------- | -------------------------- | ----------------------- | ----------------------- | --- |
| Les données manquantes sont à compléter. |                            |                         |                         | |
| ca. 1802                                 |                            | André Margaron          |                         | |
| ca. 1835                                 |                            | François André Madinier |                         | Propriétaire |
| Les données manquantes sont à compléter. |                            |                         |                         | |
| 1879                                     | 1889                       | Joseph Trarieux         |                         | |
| Les données manquantes sont à compléter. |                            |                         |                         | |
| 1904                                     | 1908                       | Joseph Blain            | SE                      | |
| 1908                                     | 1929                       | Jean-Marie Pradel       | Rad.-soc.               | Conseiller général de Limonest (1925 → 1931) |
| Les données manquantes sont à compléter. |                            |                         |                         | |
| mai 1953                                 | mars 1971                  | Henri Lacombe           | CNIP                    | Agriculteur exploitant Député du Rhône (2e circ.) (1951 → 1955) |
| mars 1971                                | mars 1989                  | André Vialle            | Mod.                    | Instituteur puis directeur de centre de formation |
| mars 1989                                | juin 1990                  | Bernard Thomas          | DVD                     | Ancien adjoint au maire Réélu à la suite d'une élection municipale partielle |
| juin 1990                                | juin 1995                  | Daniel Le Maire         | RPR                     | Élu à la suite d'une élection municipale partielle |
| juin 1995                                | 19 octobre 2017            | Michèle Vullien         | UDF puis MoDem puis UDI | Cadre administratif retraitée Sénatrice du Rhône (2017 → 2020) Conseillère générale du canton d'Écully (2001 → 2008) 2e vice-présidente du Grand Lyon (2014 → 2017) Démissionnaire pour cause de cumul de mandats |
| 19 octobre 2017                          | En cours (au 21 juin 2024) | Rose-France Fournillon  | DVD                     | Directrice générale de société retraitée Réélue pour le mandat 2020-2026 |

### Budget et fiscalité
Le budget de la commune de Dardilly est d'environ 12,5 M € de recettes de fonctionnement et 10 M€ de dépenses de fonctionnement, laissant une épargne brute de 2,5 M €.
Les taux d'impôt communaux n'ont pas été modifiés depuis 2002, ils sont les suivants en 2022[réf. nécessaire] :
- Taxe foncière : 27,88 %

### Jumelages
- Merzhausen (Allemagne), située dans le Land de Bade-Wurtemberg.
- Chorleywood (Angleterre), située au nord-ouest de Londres
- Debaye el Hijaj (Mauritanie)
- Provaglio d'Iseo (Italie)[51]

## Population et société

### Démographie
L'évolution du nombre d'habitants est connue à travers les recensements de la population effectués dans la commune depuis 1793. Pour les communes de moins de 10 000 habitants, une enquête de recensement portant sur toute la population est réalisée tous les cinq ans, les populations de référence des années intermédiaires étant quant à elles estimées par interpolation ou extrapolation. Pour la commune, le premier recensement exhaustif entrant dans le cadre du nouveau dispositif a été réalisé en 2005.

En 2022, la commune comptait 8 980 habitants, en évolution de +4,21 % par rapport à 2016 (Rhône : +3,93 %, France hors Mayotte : +2,11 %).
| 1793  | 1800 | 1806  | 1821 | 1831  | 1836  | 1841  | 1846  | 1851  |
| ----- | ---- | ----- | ---- | ----- | ----- | ----- | ----- | ----- |
| 1 300 | 917  | 1 014 | 935  | 1 027 | 1 074 | 1 281 | 1 296 | 1 301 |

| 1856  | 1861  | 1866  | 1872  | 1876  | 1881  | 1886  | 1891  | 1896  |
| ----- | ----- | ----- | ----- | ----- | ----- | ----- | ----- | ----- |
| 1 243 | 1 294 | 1 293 | 1 212 | 1 135 | 1 141 | 1 506 | 1 148 | 1 108 |

| 1901  | 1906  | 1911 | 1921  | 1926  | 1931  | 1936  | 1946  | 1954  |
| ----- | ----- | ---- | ----- | ----- | ----- | ----- | ----- | ----- |
| 1 067 | 1 038 | 982  | 1 014 | 1 125 | 1 235 | 1 359 | 1 312 | 1 565 |

| 1962  | 1968  | 1975  | 1982  | 1990  | 1999  | 2005  | 2006  | 2010  |
| ----- | ----- | ----- | ----- | ----- | ----- | ----- | ----- | ----- |
| 1 731 | 2 010 | 2 743 | 4 668 | 6 688 | 7 589 | 8 515 | 8 661 | 8 454 |

| 2015  | 2020  | 2022  | - | - | - | - | - | - |
| ----- | ----- | ----- | - | - | - | - | - | - |
| 8 622 | 8 829 | 8 980 | - | - | - | - | - | - |

La population active de Dardilly est de 3 546 personnes. Parmi les actifs dardillois ayant un emploi, 25,6 % travaillent à Dardilly même, 17,4 % travaillent dans une autre commune de Techlid, 52,3 % travaillent dans une autre commune du département (hors Techlid) et 4,7 % travaillent hors département.

### Logement

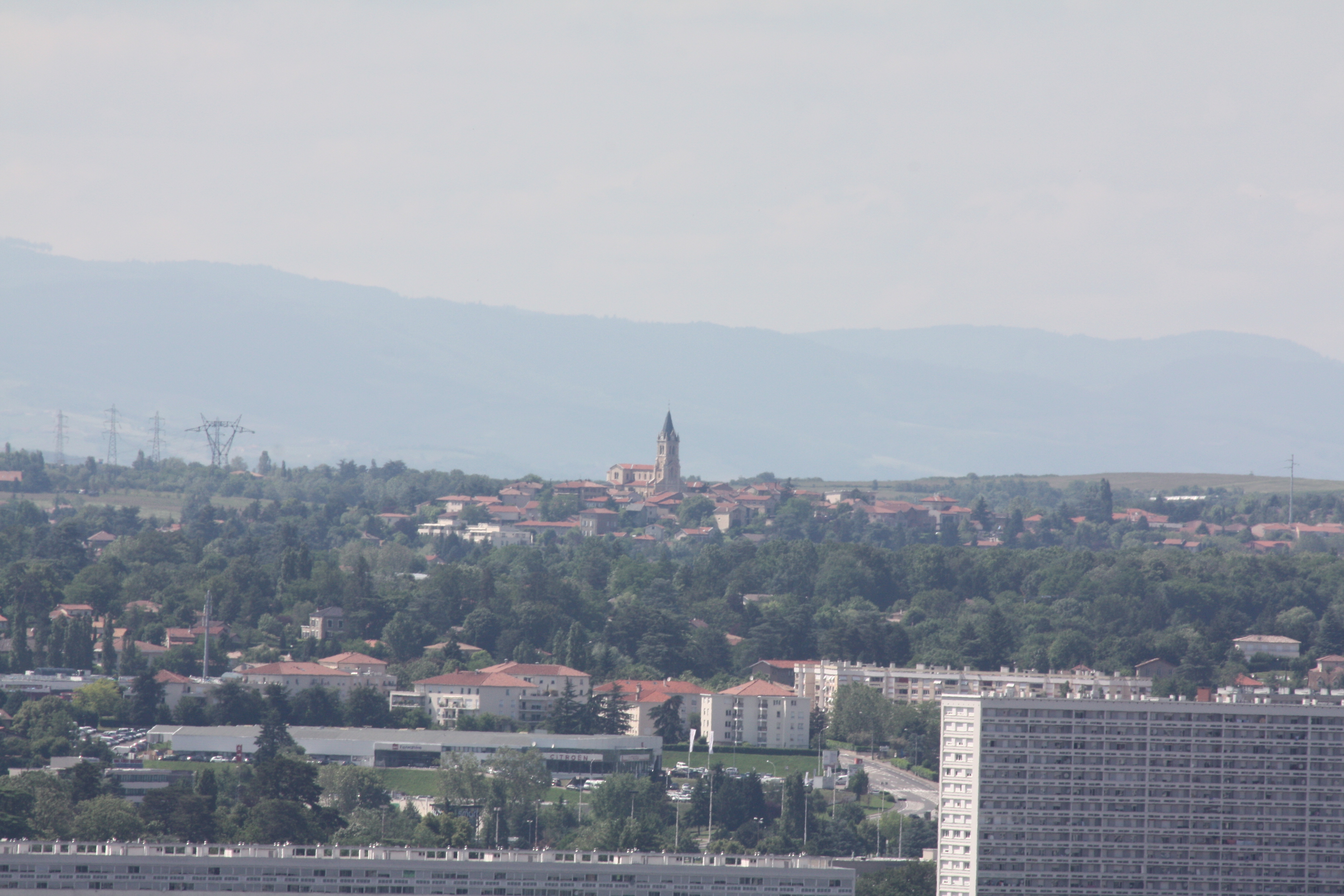
Dardilly depuis les toits de la Basilique Notre-Dame de Fourvière

Suivant la hausse démographique, la commune est passée de 1 700 logements en 1982 à 3 158 logements en 2007. Bien que le logement dardillois reste résidentiel, avec une majorité de maisons individuelles possédées en propre, la commune comporte plusieurs ensembles de logements sociaux.

### Enseignement
Dardilly est située dans l'académie de Lyon et possède trois écoles maternelles et élémentaires (groupes scolaires Grégoire-Parsonge et des Noyeraies et école privée Saint-Joseph).
La commune est rattachée au collège Jean-Philippe Rameau de Champagne-au-Mont-d'Or et aux lycées Jean-Perrin et La Martinière de Lyon.
Dardilly comprend plusieurs établissements d'enseignement professionnel : CFA Philibert-de-L'Orme (bâtiment), Institut de formation du bâtiment et des travaux publics, lycée hôtelier François-Rabelais, Lycée du paysage et de l'environnement.

### Manifestations culturelles et festivités
Dardilly dispose d'un espace culturel pluridisciplinaire : l'Aqueduc, de nombreux spectacles y sont proposés tout au long de l'année et le festival "Les Nuits Givrées" s'y déroule tous les ans avec des têtes d'affiches comme La Grande Sophie, Tété, Rover, Alex Beaupain, Emily Loizeau..

### Sports
Une vingtaine d'associations sportives et quelques entreprises (école de danse…) assurent la diversité de l'offre sportive à Dardilly.
La commune dispose de plusieurs équipements sportifs :
- Le complexe du moulin Carron (gymnase, stade, dojo, tennis) réhabilité et agrandi en 2007
- Le stade de la Brocardière (terrain de foot, piste d'athlétisme)
- Le gymnase Roland Guillaud (mur d'escalade)
- Le boulodrome du Paillet
- Le boulodrome départemental : situé à la Porte de Lyon, ce grand complexe a été inauguré officiellement les 4 et 5 décembre 2004. Ancré au confluent depuis plus de vingt ans, le boulodrome départemental a donc quitté la porte sud pour renaître Porte de Lyon. Installé sur près de 7 000 m2, ce complexe comprend plus de 4 500 m2 dédiés aux jeux, extérieurs ou couverts, dont 1 083 climatisés, ainsi qu'un bar, un restaurant et une terrasse. Dix jeux aux normes internationales permettent l'organisation de compétitions au plus haut niveau.
- La piste de BMX de la Brocardière (L'équipe DN1 Redline Lyon Dardilly championne de France 2009)
- Deux terrains permettant la pratique du beach-volley

#### Cultes
- Catholique : Depuis 2018, Dardilly fait partie de l'ensemble paroissial Saint-Jean-Marie-Vianney qui inclut également Champagne-au-Mont-d'Or, la Duchère et Écully. Cet ensemble appartient à l'archidiocèse de Lyon, à l'archidiaconé de Lyon et au doyenné de Dardilly-Écully-Vaise. La paroisse est desservie par le père Renaud de Kermadec et deux vicaires. La commune possède deux églises, Saint Jean-Marie-Vianney et Saint-Claude.

### Associations et action sociale
Dardilly est forte d'une importante activité associative, avec plus de 80 associations représentant tous les domaines : sport, musique, théâtre, arts, voyages, jumelages, etc.
Pour son action sociale, Dardilly est dotée de plusieurs structures : Le CCAS (centre communal d'action sociale), la Maison de la Petite Enfance, la maison de retraite « La Bretonnière », le CAT - Ateliers Denis Cordonnier (centre d'accueil et de travail pour personnes handicapées) et de nombreuses associations telles que l'ADMR, l'association des familles, Dardilly AVF Accueil, etc.

### Cadre de vie

#### Environnement
La Commune possède 173 hectares de forêts de feuillus et 646 hectares de zone agricole exploitée. De nombreux sentiers sillonnent ces espaces que le promeneur peut découvrir à pied, à cheval ou à VTT : sentiers de la Beffe, de Chantemerle, chemins de la Thuillière, du Pont, des Saules et du Bois de Serres, muni d'informations pédagogiques.

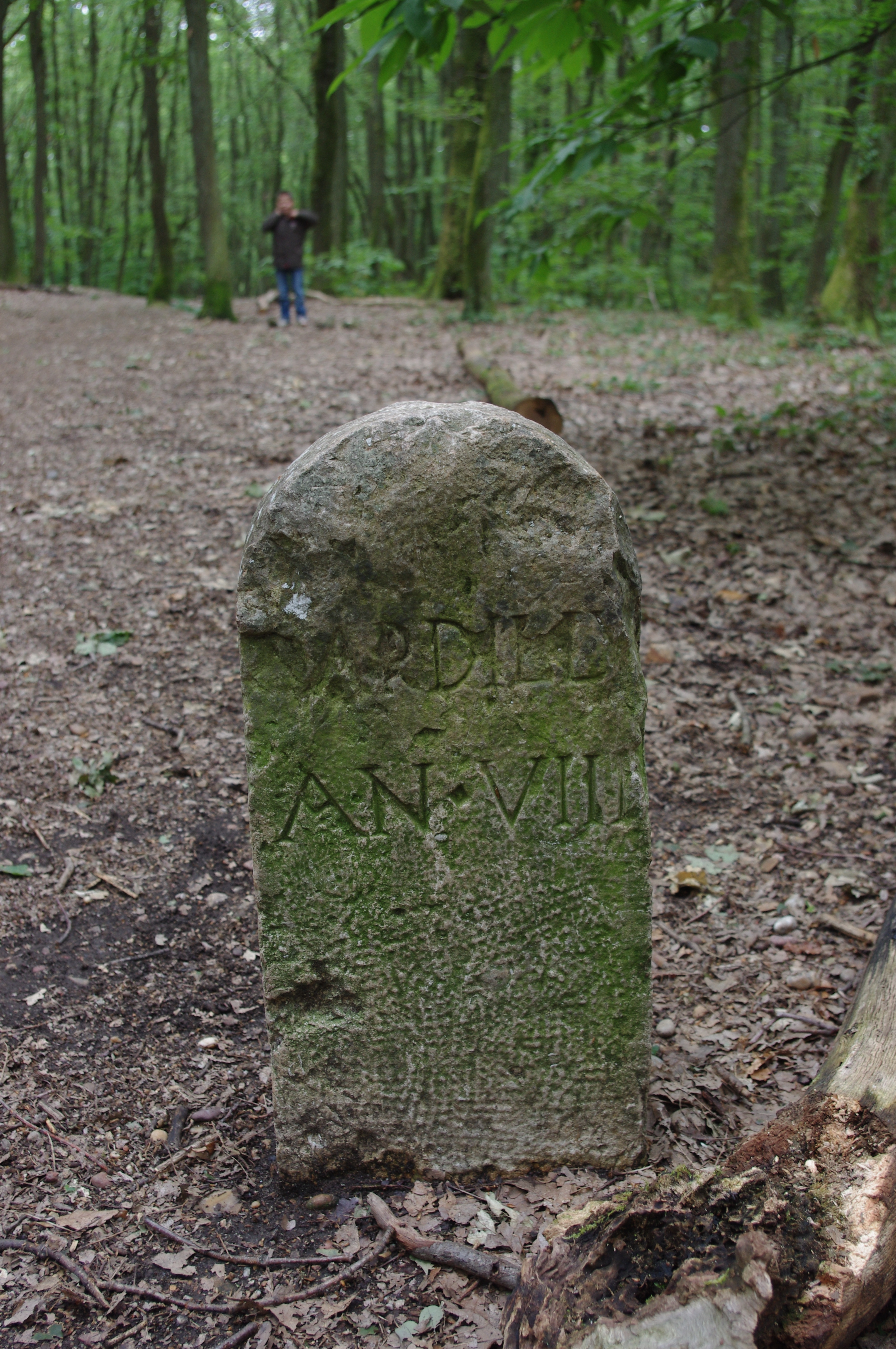
Ancienne borne dans le bois de Serres marquant le limite de la commune de Dardilly

#### Écologie
Dardilly participe au tri des déchets par l'obligation faite aux habitants de disposer de deux poubelles distinctes. La déchetterie de Champagne-au-Mont-d'Or est ouverte aux Dardillois pour y déposer leurs déchets. La commune participe à l'opération compostage lancée par le Grand Lyon en 2021 : chaque foyer se voit rembourser 30 € sur l'achat d'un composteur.

## Économie
Dardilly comprend deux centres principaux de commerces de proximité, l'un autour de l'église Saint-Jean-Marie-Vianney de Dardilly-le-Bas, l'autre au Barriot autour de l'église Saint-Claude de Dardilly-le-Haut. Quelques commerces sont également présents le long de l'avenue de Verdun. Le complexe touristique de la Porte de Lyon, le long de l'autoroute A6, accueille de nombreux hôtels et restaurants ainsi qu'une discothèque. La Porte de Lyon accueille également un centre commercial Auchan. Enfin la commune accueille une gendarmerie, avenue de Verdun.

### Revenus de la population et fiscalité
En 2010, le revenu fiscal médian par ménage était de 47 489 € ce qui plaçait Dardilly au 501e rang parmi les 31 525 communes de plus de 39 ménages en métropole.
En 2012, la part des ménages fiscaux imposables est de 80,6 %.

### Emploi
L'activité des entreprises dardilloises se répartit comme suit :
| Primaire | Secondaire | Tertiaire | Non connu |
| -------- | ---------- | --------- | --------- |
| 3,2 %    | 13,2 %     | 82,4 %    | 1,2 %     |

Le secteur agricole encore important avec neuf exploitations produisant, pommes, fruits rouges et vin.
En 2013, le taux de chômage de la commune s'élève à 9,4 %, chiffre inférieur à la moyen nationale (10,4).

### Entreprises et commerces
Dardilly appartient à Techlid, pôle économique ouest du Grand Lyon, constitué également de cinq autres communes, Champagne-au-Mont-d'Or, Charbonnières-les-Bains, Limonest, La Tour-de-Salvagny et Tassin-la-Demi-Lune. En 2003, Techlid accueillait 5 284 entreprises, dont 896 sur le sol dardillois. Il s'agit à 68 % de très petites entreprises, qui ont moins de deux salariés.
Le développement de Techlid ne cesse de s'intensifier, ce qui permet d'attirer également des acteurs de l'immobilier d'entreprises. Le nouveau Multiparc du Jubin accueillera ainsi à terme 24 000 m2 de bureaux et locaux industriels à l'horizon 2020 et 600 emplois y sont attendus.

## Culture locale et patrimoine

### Lieux et monuments
- L'Aqueduc, centre culturel, abrite une médiathèque, une ludothèque, une salle de spectacle (qui accueille notamment le ciné-club), une école de musique et de nombreuses salles mises à la disposition des associations. Des expositions ont régulièrement lieu dans le hall de l'Aqueduc.
- Le manoir de Parsonge
- Le fort du Paillet
- L'église Saint-Jean-Marie-Vianney
- L'église Saint-Claude
- Le Bois de Serres
- La Maison natale du Curé d'Ars
- L'oratoire de Jean-Marie Vianney
- Le monument aux morts contre la guerre. Il y est inscrit : « Contre la guerre. À ses victimes. À la fraternité des peuples. Que l'avenir console la douleur.». C'est l'un des Monuments aux morts pacifistes français.

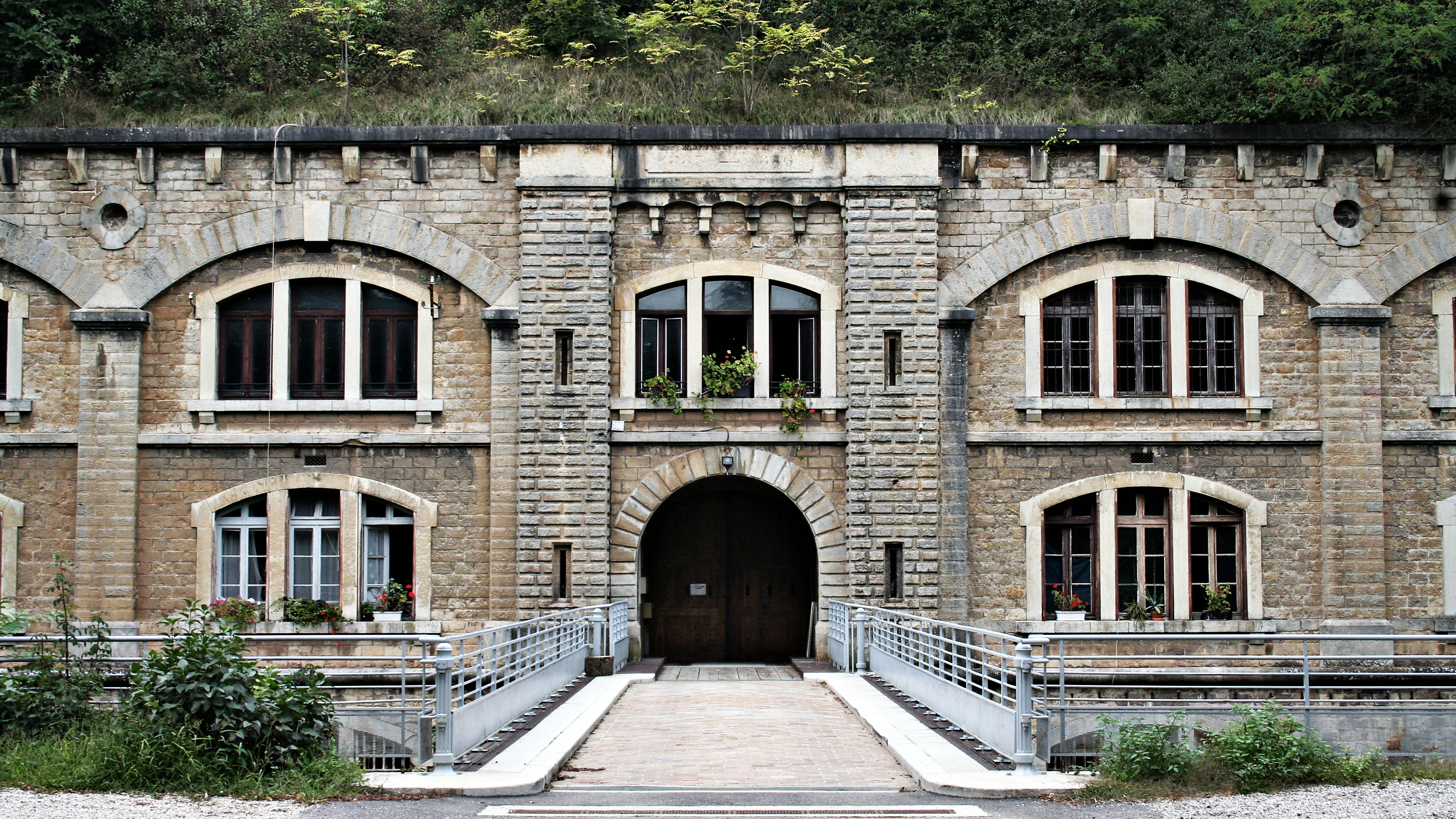
Fort du Paillet
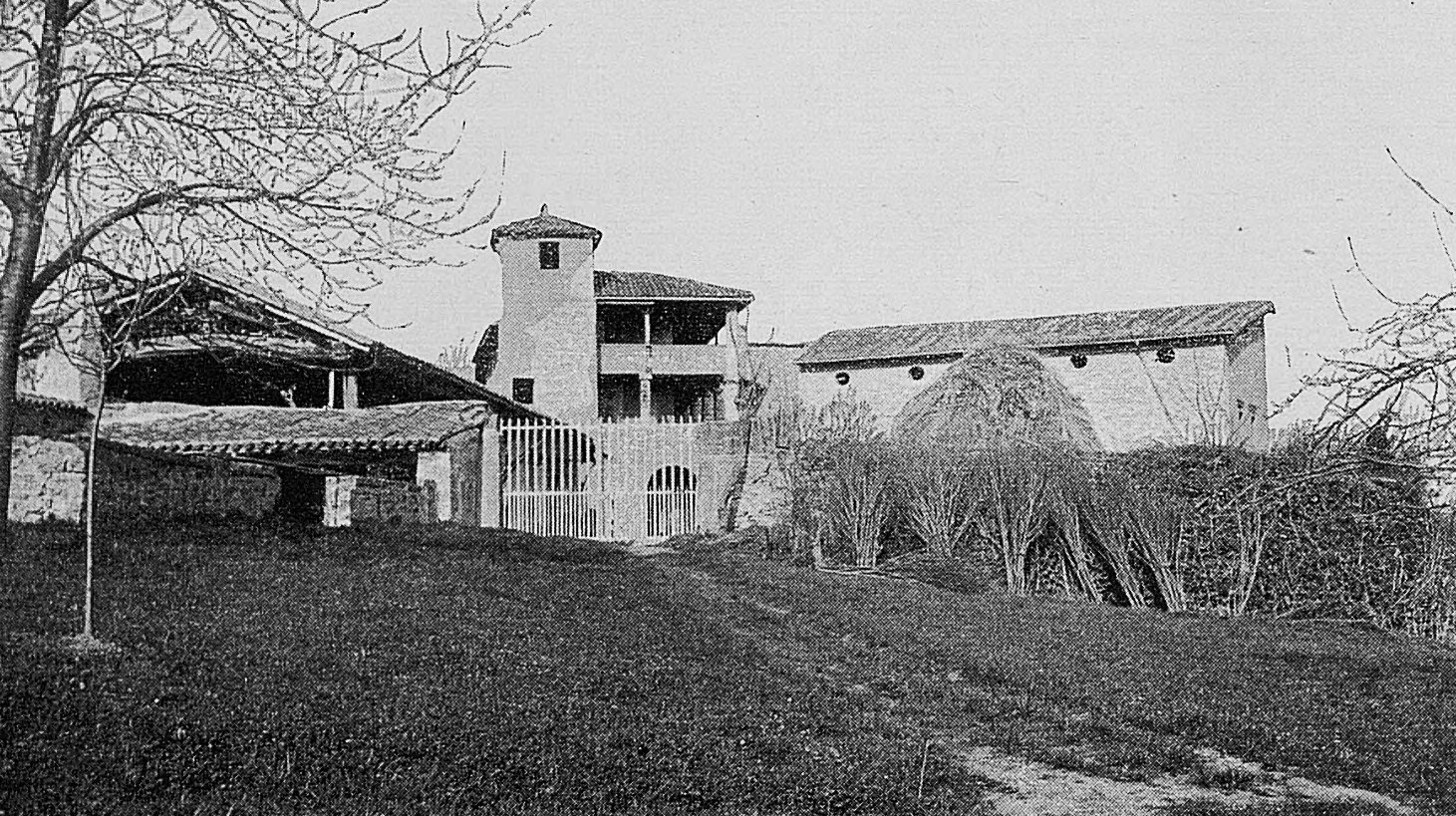
Le Manoir de Parsonge entre 1901 et 1902
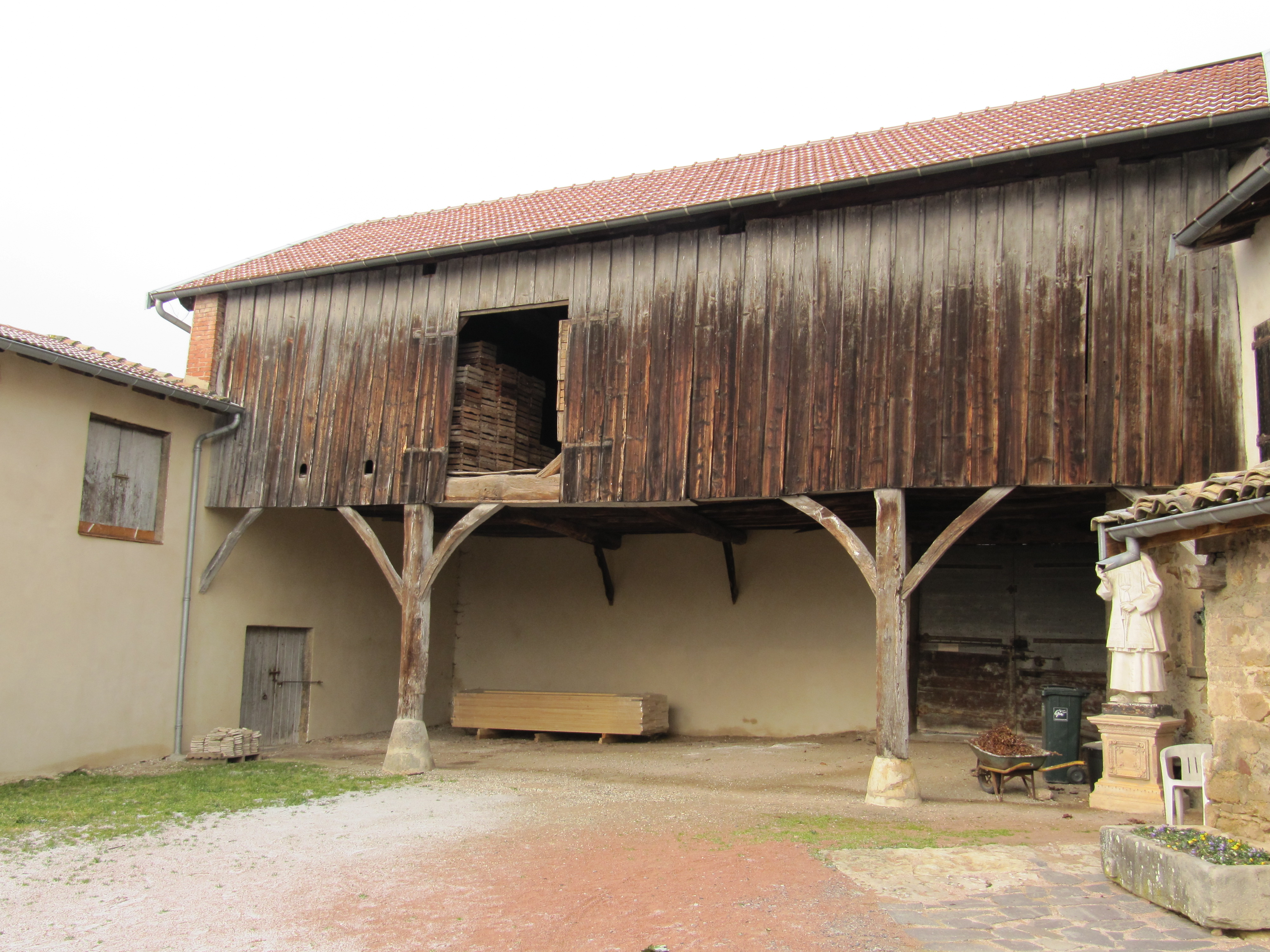
La Maison natale de Jean-Marie Vianney
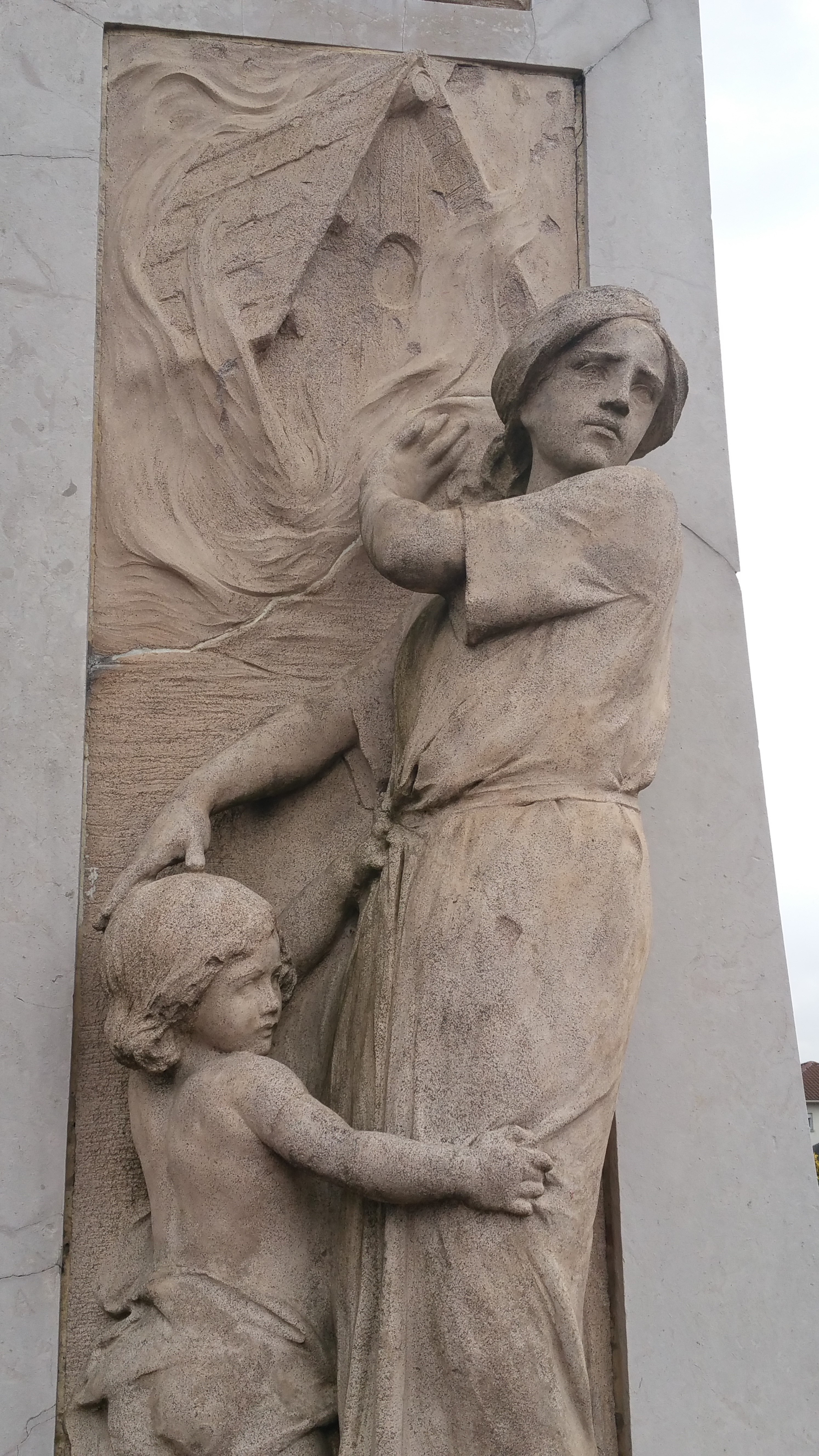
Monument aux morts de Dardilly, détail du groupe sculpté de Félix Dumas et Charles Yrondi
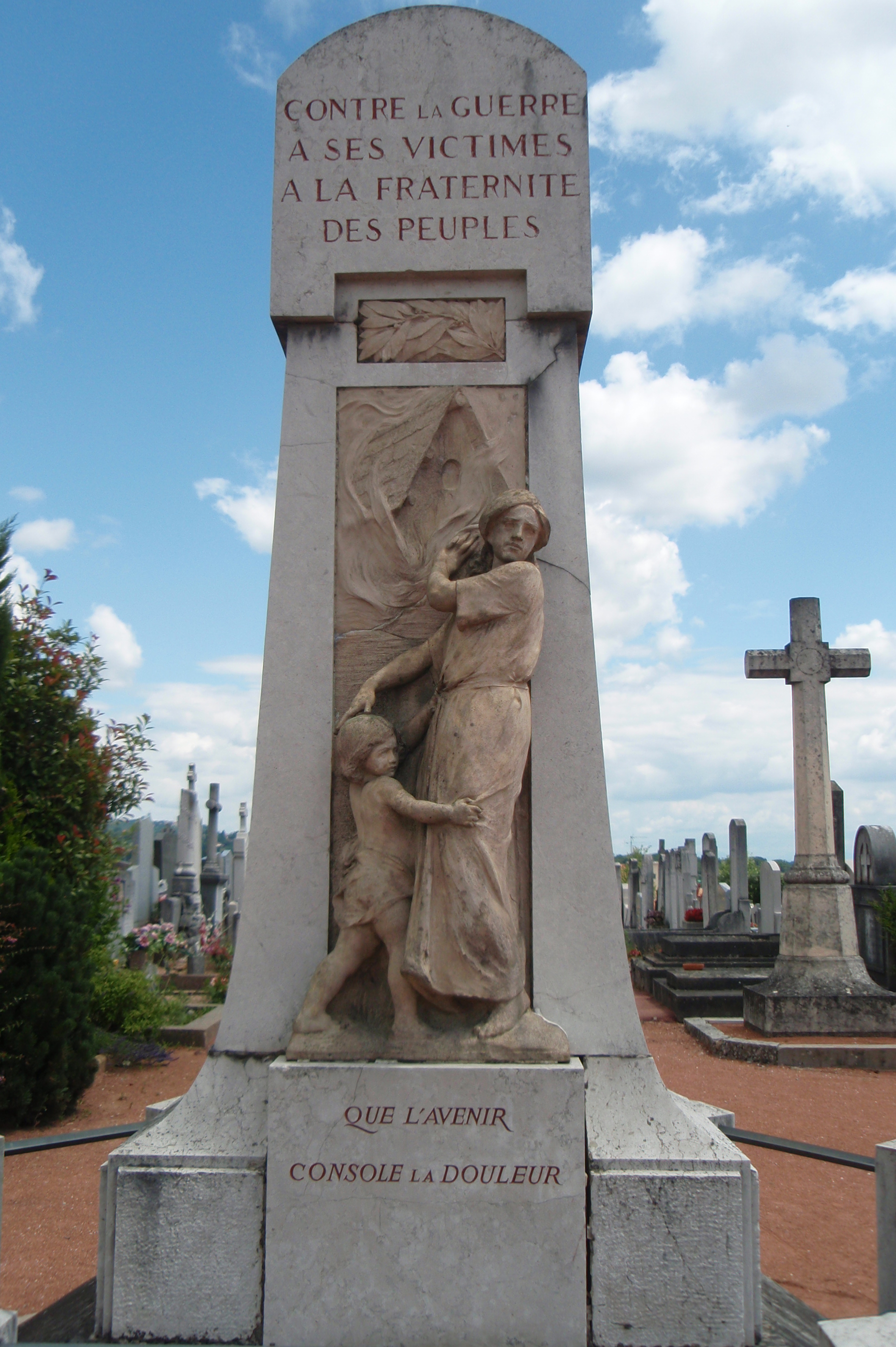
Monument aux morts communal, vue globale
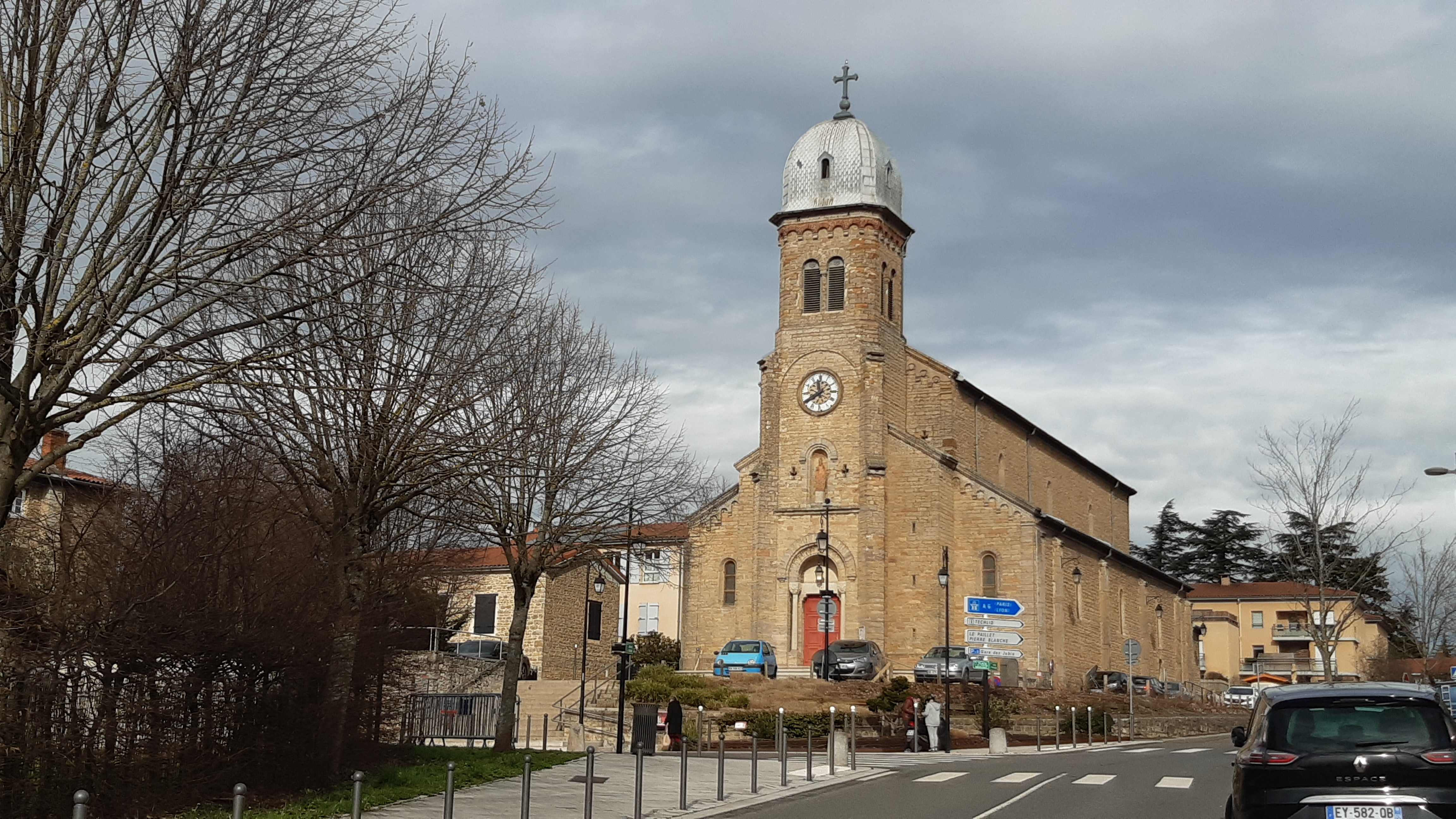
L'église Saint Claude - vue générale
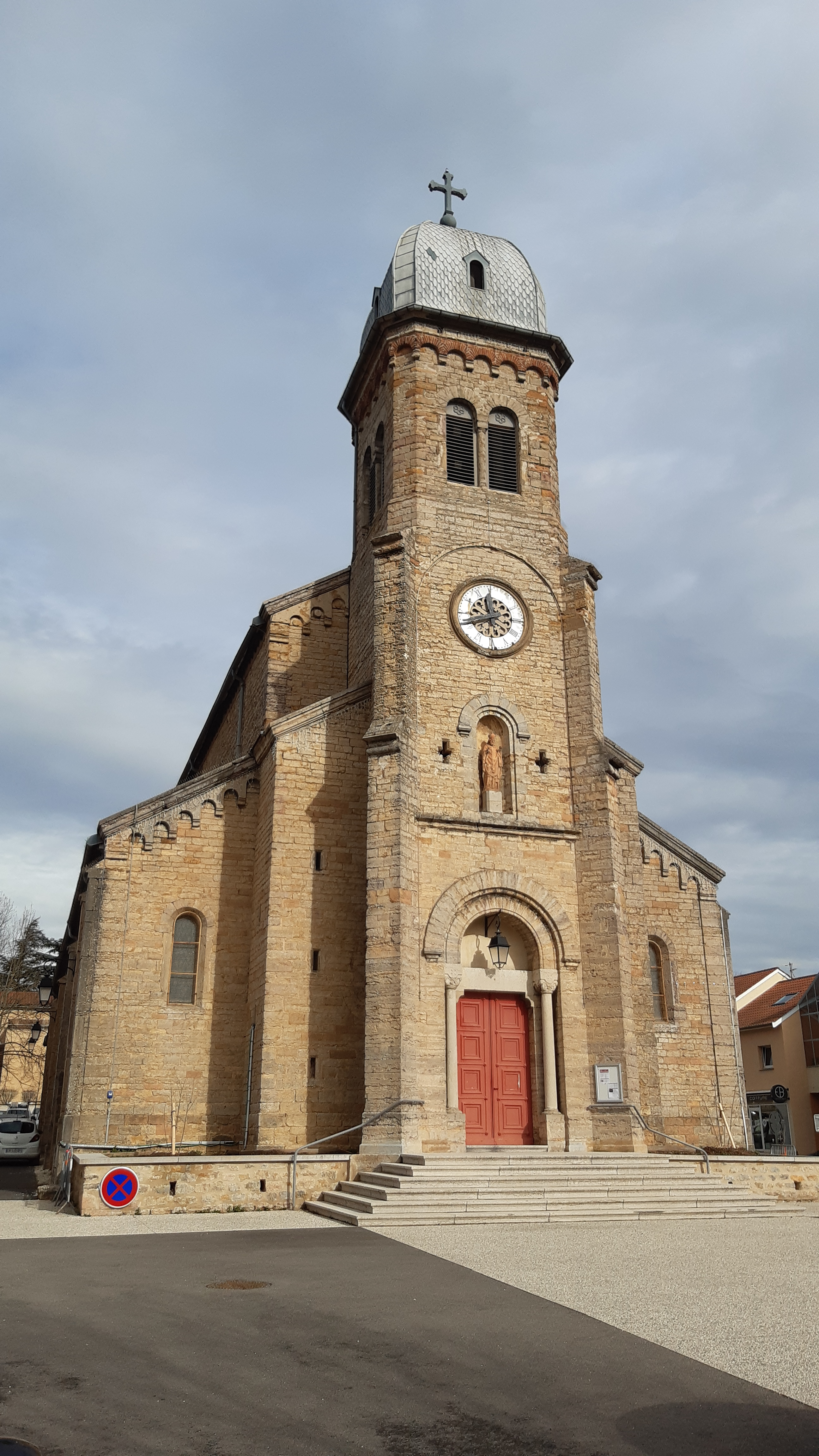
Façade de l'église Saint Claude

### Espaces verts et fleurissement
En 2013, la commune obtient le niveau « une fleur » au concours des villes et villages fleuris.
En 2016 Dardilly obtient sa deuxième fleur au concours.

### Personnalités liées à la commune
- Jean-Marie Vianney (1786-1859), né le 8 mai 1786 a vécu à Dardilly jusqu'à sa prêtrise à Ars (Ain) où il devient le curé d'Ars : le pape Jean-Paul II est venu à Dardilly le 6 octobre 1986 à l'occasion du bicentenaire de sa naissance.
- Laurent Bonnevay (1870-1957) : député, sénateur et président du Conseil général du Rhône. Bien que né à Saint-Didier-au-Mont-d'Or dans la maison familiale maternelle et originaire du canton de Lamure-sur-Azergues par sa lignée paternelle où il construira sa carrière politique, la famille de sa femme possédait une maison à Dardilly. Bonnevay y séjournera fréquemment et ce sera son lieu de résidence durant la Seconde Guerre mondiale.
- Rose Dione (1878-1936), actrice de théâtre et de cinéma muet née à Dardilly et morte à Los Angeles.